# République de l'Altaï
Pour les articles homonymes, voir Altaï (homonymie).
Ne doit pas être confondu avec Kraï de l'Altaï.
La république de l'Altaï est un sujet en Sibérie de la fédération de Russie, dont la capitale est la ville d'Ulalu. La région est aussi connu sous le nom de la république du Haut-Altaï ou son nom historique de Haut-Altaï, pour la différencier du kraï de l'Altaï. Rosstat lui attribue le code 84, et son code d'immatriculation est 04. Les langues officielles sont le russe, l'altaïen et le kazakh dans certaines parties de la république. La république est située au centre même de l'Asie à la jonction de la taïga sibérienne, des steppes de Kazakhstan et du désert de la Mongolie
La république de l'Altaï est l'un des sujets les plus montagneux de la Russie, et possède le mont Béloukha, le deuxième plus haut sommet de Sibérie après le Klioutchevskoï. Il s'agit du massif de l'Altaï, et de ses nombreuses chaînes qui la compose comme les Alpes de la Tchouïa ou les monts Katoun. Les vestiges des premières civilisations humaines dans la région remontent à la période du Paléolithique moyen, entre 133 000 et 50 000 ans avant notre ère. Elle est ensuite tour à tour peuplée par des tribus Scythes de Pazyryk, les Xiongnu, les Xianbei, avant de faire partie intégrante pendant le Moyen Âge du khanat des Ruanruan, du Khaganat turc, du Khaganat ouïgour puis du Khaganat kirghize du Ienisseï au Xe siècle. Après diverses guerres et batailles, la région devient sous tutelle de l'Empire mongol au XIIIe siècle. Après l'effondrement de celui-ci, elle devient partie intégrante de la dynastie Yuan du Nord, puis du Khanat dzoungar, et après la guerre Dzoungar-Qing, les Zaïsans, des chefs mongols, rejoignent volontairement en 1756 l'Empire russe.
En 2024, la république comptait 210 765 habitants, en augmentation par rapport à 2010 en raison de ses soldes naturel et migratoire positifs. Lors de la saison touristique, sa population peut doubler; ceci s'explique par le développement de l'économie touristique grâce au patrimoine naturel de la région, la République possédant les montagnes dorées de l'Altaï, un site du patrimoine mondial de l'UNESCO. Ce site regroupe quatre sites que sont la réserve naturelle de l'Altaï, celle de Katoun, le plateau de l'Oukok ainsi que le Teletskoïe, le « lac doré ». Ces sites attirent une clientèle principalement sibérienne, et dans une moindre mesure de la Russie européenne, et la République cherche à en attirer de l'étranger. Il y a au total 22,7 % de la république qui est protégée.
En dehors du tourisme, le secteur de l'agriculture est celui qui contribue le plus au PIB régional. En 2020, la valeur des marchandises agricoles exportées représentaient ainsi 10,2 milliards de roubles. L'élevage, la sylviculture et l'horticulture contribue aussi à l'économie régionale dans une moindre mesure.
Enfin la république de l'Altaï possède un patrimoine culturel dont archéologique important, du fait de la diversité des civilisations qui l'ont occupé au cours du temps. Au 19 janvier 2016, la région comptait 168 objets inscrits patrimoine culturel. Ces monuments couvrent toutes les époques : le complexe mégalithique de la Tarkhata datant du Néolithique, les pétroglyphes de la vallée du Ielangach datant du néolithique jusqu'au haut Moyen Âge, les ruines de la forteresse de Ialoman (Moyen Âge), ou encore le Théâtre dramatique national de Gorno-Altaïsk datant de l'ère soviétique.

## Géographie

### Situation

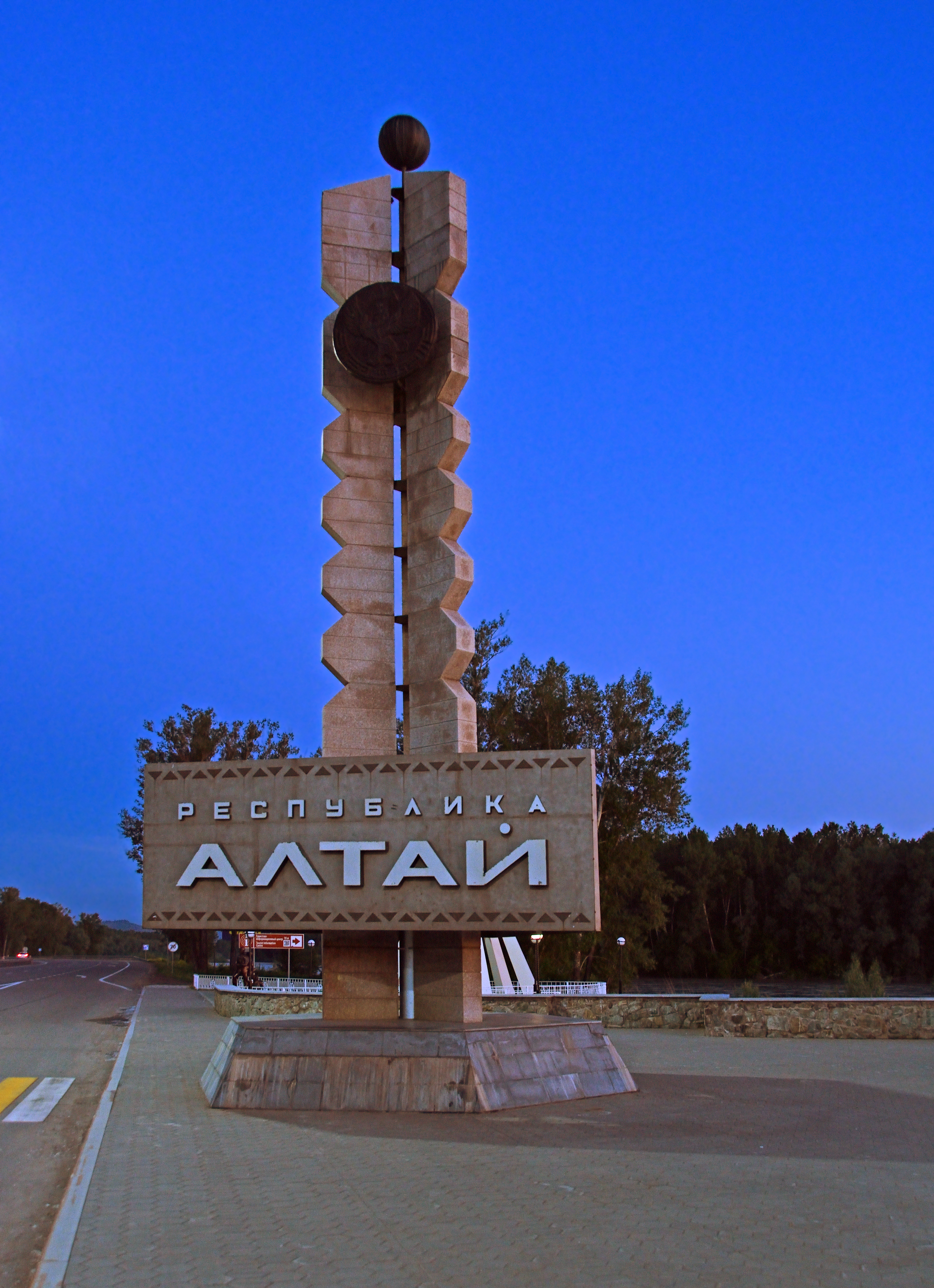
Stèle d'entrée dans la république de l'Altaï sur la R256.

Couvrant une superficie de 92 903 km2, la république de l'Altaï est un sujet possédant une superficie moyenne comparé aux autres sujets russes; mais une superficie petite comparé aux sujets sibériens comme le kraï de l'Altaï avec 167 996 km2 ou l'oblast de Novossibirsk avec 177 756 km2. Elle compose 0,5 % du territoire de la fédération de Russie, et 1,5 % du district fédéral Sibérien, soit le dixième le sujet le plus grand du district sur 12. La république de l'Altaï donne naissance à la Katoun et la Biia, les deux rivière qui donne naissance l'Ob, un des trois grands cours d'eau de Sibérie.
La république de l'Altaï fait partie de la Sibérie, et ainsi du district fédéral Sibérien.Le territoire altaïque est contigu avec quatre sujets russes (la république de Touva, la république de Khakassie, l'oblast de Kemerovo et le Kraï de l'Altaï), d'une provinces kazakhe (le Kazakhstan Oriental), d'une région autonome chinoise (le Xinjiang) et d'un aïmag mongol (l'aïmag de Bayan-Ölgii) ; soit au total de 7 subdivisions administratives de quatre pays différents. Sa frontière avec la république du Kazakhstan est de 505 km, avec la Chine de 55 km, et avec la Mongolie de 209 km. Pour les sujets russes, elle borde la Touva sur 300 kilomètres, la Khakassie sur 200 autres, l'oblast de Kemerovo sur 150 kilomètres et enfin 500 kilomètres pour le Kraï de l'Altaï.
La république de l'Altaï possède un relief très montagneux, avec très peu de plaines fluviales, à part vers Maïma, et quelques steppes et plateaux dans le sud du territoires, avec la steppe d'Ouïmon, l'Oukok, les steppes de la Tchouïa et de Kouraï, ainsi que plateaux d'Oulagan et de la Tchoulychmann. Son point le plus bas est à Maïma (220 mètres) et son point culminant de 4 506 m pour le Béloukha dans les monts Katoun, soit un dénivelé de plus de 4 280 mètres. Les forêts couvrent en tout environ 67,7 % du territoire de la république. La distance entre le point le plus au nord et celui le plus au sud est de 360 kilomètres, celle entre ceux d'ouest et d'est est de 380 kilomètres.

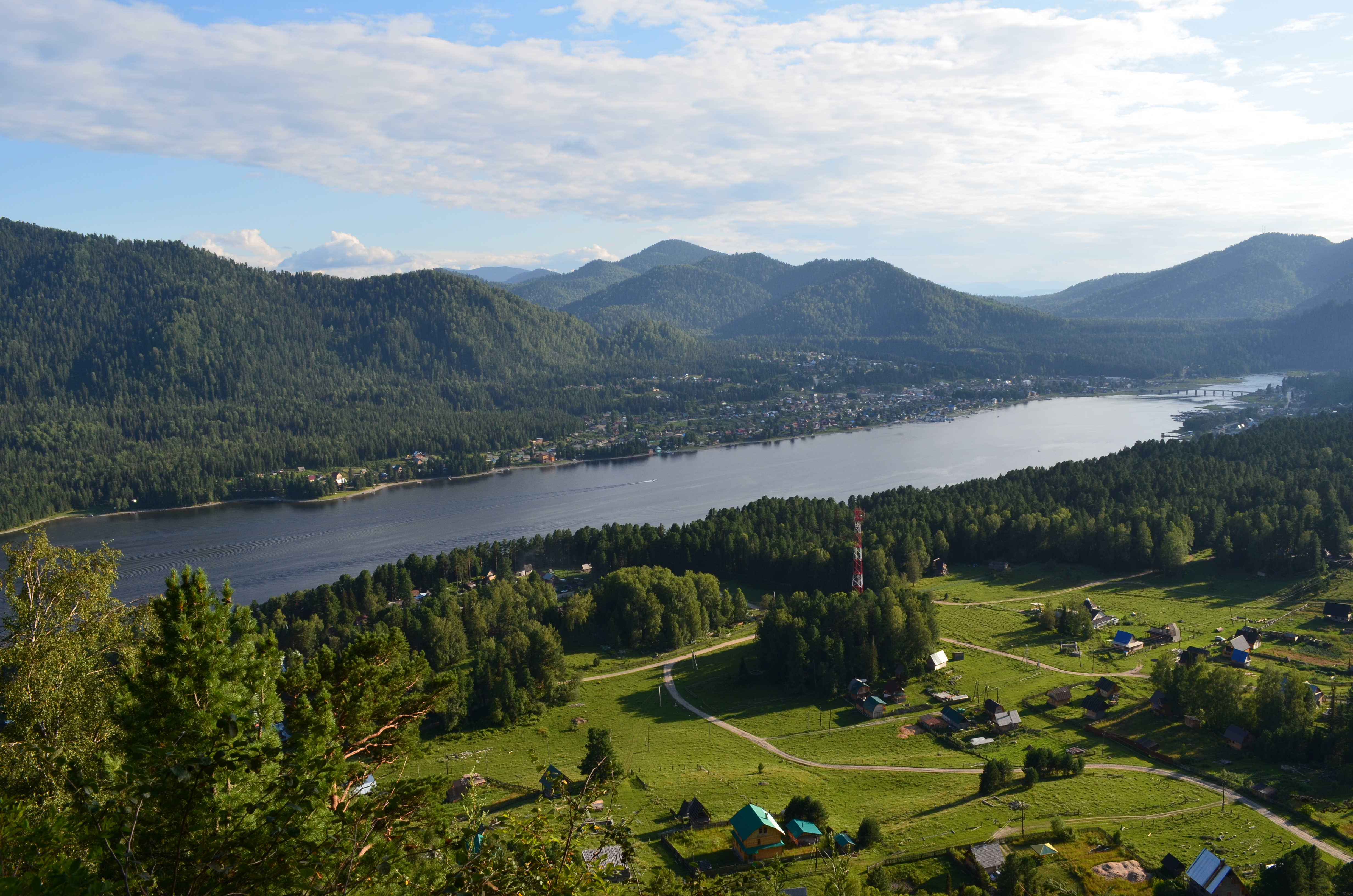
Iogatch.
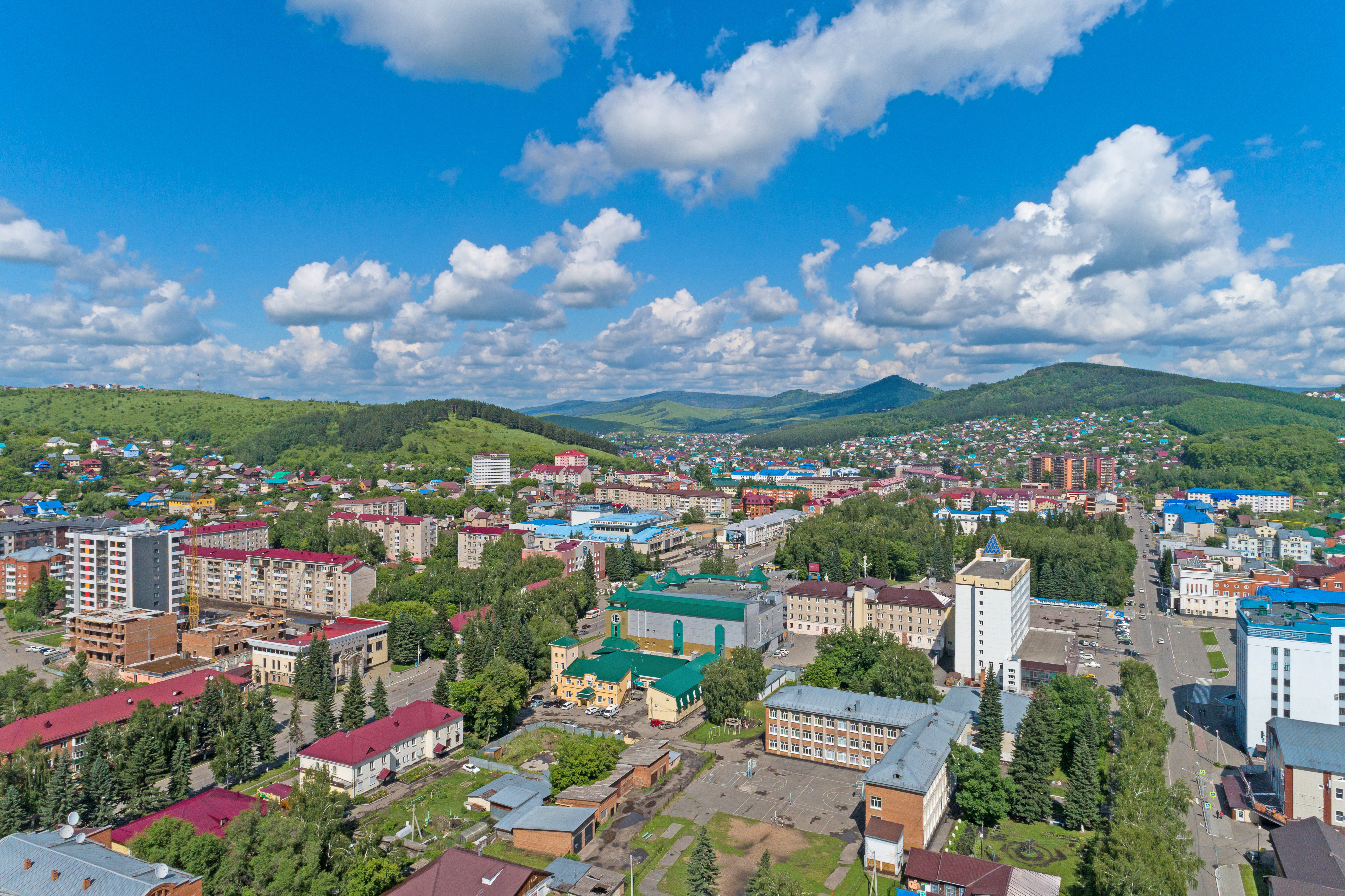
Gorno-Altaïsk.
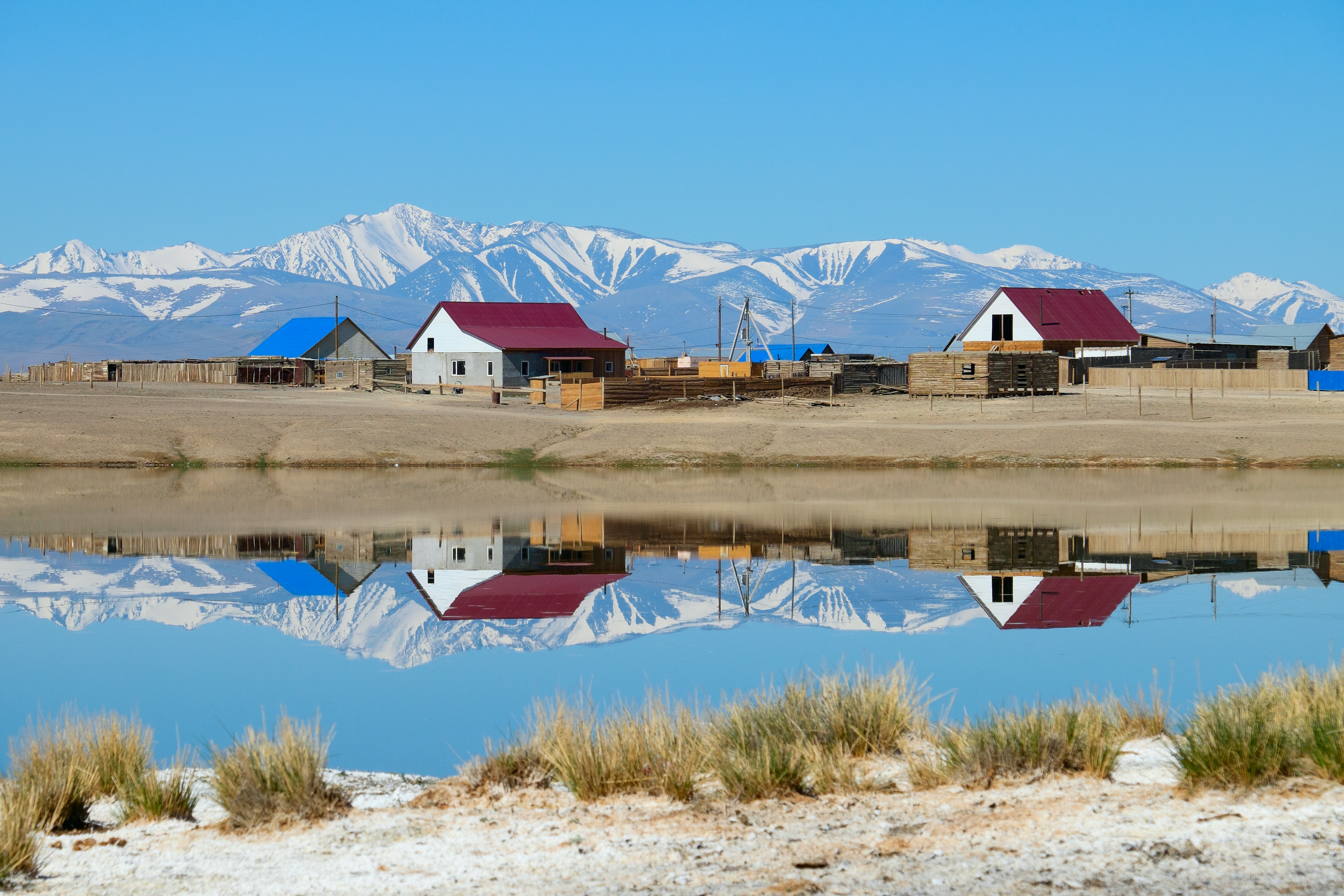
Koch-Agatch.
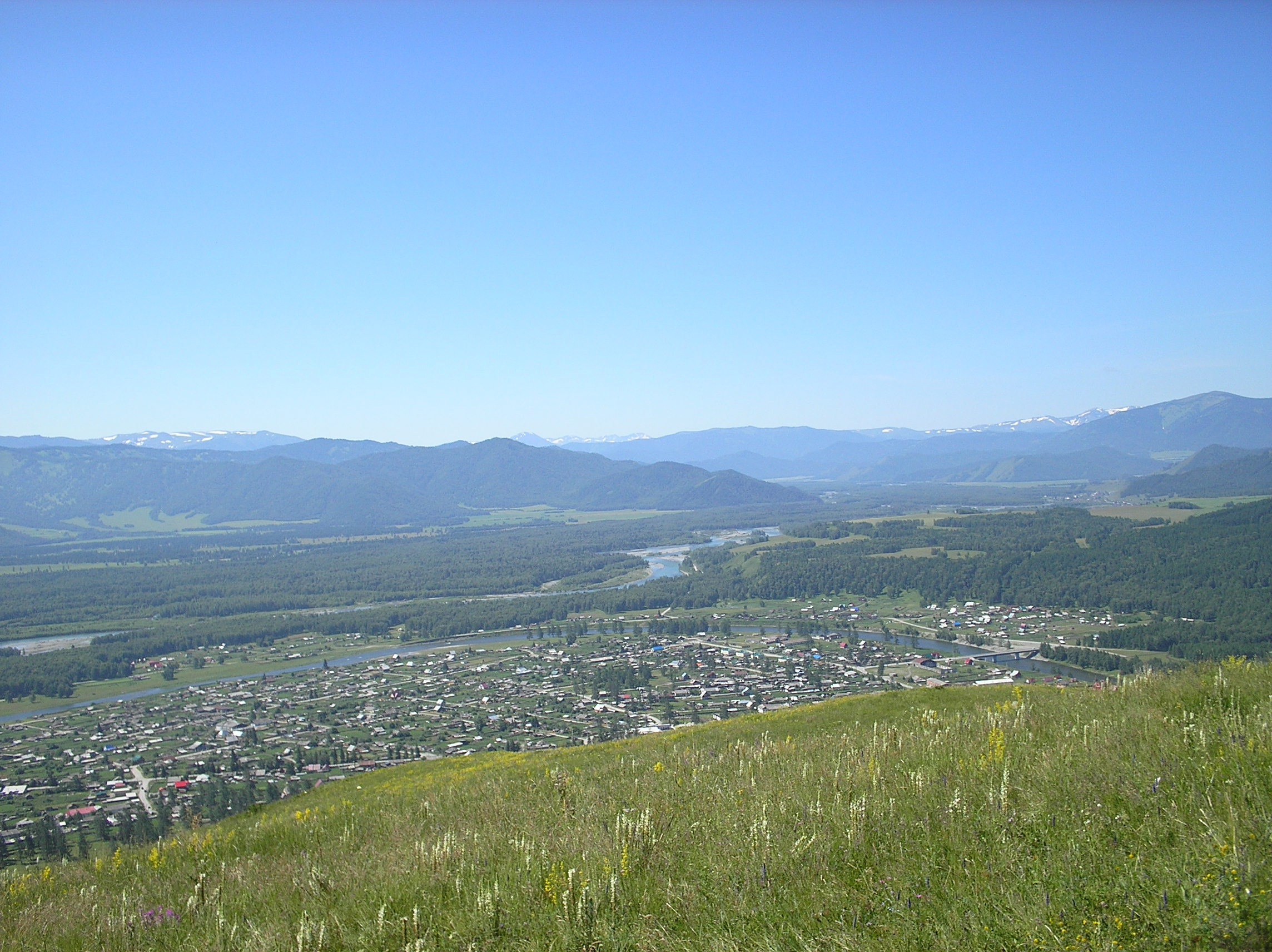
Oust-Koksa.

### Hydrographie
La république de l'Altaï peut être considérée comme un château d'eau pour une bonne partie de la Sibérie, grâce aux nombreux cours d'eau auxquels elle donne naissance à travers tout son territoire, et en particulier des deux grands affluents que sont la Katoun et la Biia, dont la confluence à Biïsk forme l'Ob, l'un des trois grands fleuves de Sibérie, qui s'écoule jusqu'à l'océan Arctique. La République est aussi riche en lacs, sans compter les glaciers en haute montagne.
En ce qui concerne les cours d'eau, il y aurait 12 209 rivières, selon le gouvernement de la république, représentant une longueur totale de 42 277 kilomètres. Les plus petites rivières, avec une taille inférieure à 10 kilomètres, et les petites, soit entre 10 et 25 kilomètres de long représentent 98,6 % des cours d'eau de la République, ainsi que 78,4 % de la longueur totale des rivières. Quant aux rivières dites moyennes, c'est-à-dire entre 100 et 500 kilomètres de long, il y en a 15 à travers la région; l'Anouï, l'Antrop, l'Argout, la Bachkaous, la Biia, le Djazator, l'Icha, la Koksa, le Lebed, la Pestchanaïa, la Tchapcha, la Tchouïa, le Tchoulychman, et enfin l'Oursoul. Il y a aussi de rivières supérieures à 500 kilomètres, la Katoun et la Tcharych,.
Concernant les étendues d'eau, elles représentent environ 0,6 % du territoire, et se présentent sous trois différentes formes principales ; les lacs, les étangs et les marécages. Il y aurait environ 7000 lacs à travers l'ensemble du territoire, avec une superficie totale supérieure à 700 km2. La grande majorité de ces lacs sont de petites tailles, et sont majoritairement à une altitude comprise entre 1500 et 2 600 mètres. En termes de nombre, le plateau de la Tchoulychman et celui de l'Oukok sont ceux qui en contiennent le plus. Les vallées des monts Katoun regorgent aussi de nombreux lacs, comme celui de la Koutcherla ou d'Akkem,. Le plus grand lac est sans aucun doute le Teletskoïe, ou Altyn-Köl en altaïen, soit littéralement « lac doré », qui a une superficie de 223 km2 et un volume de 41 km3. Outre ce lac, on peut citer parmi les étendues d'eau conséquentes le lac Djouloukoul, l'Oukok, le Kaldjhn-Köl ou encore l'Ouzoun-Kol, le dernier sur le plateau d'Oulagan,.
Il y a au total, selon l'université d'État de Tomsk, 1035 glaciers, avec une superficie de 748 km2 et un volume d'eau de 35 km3,. Parmi les glaciers, on retrouve celui du massif du Tavan-Bogd-Oula, d'une superficie de 21 km2, lui de Maacheï, faisant 20 km2  Sofia faisant 17 km2  ou encore lui de Taldoura, faisant 34,9 km2 et celui d'Akkem, le plus visité de la région. La région héberge aussi de nombreux marécages, que ce soit ceux de la rivière Ynygra, de la rivière Katoun dans la steppe d'Ouïmon mais aussi et surtout ceux des steppes de Kouraï et la Tchouïa. Sinon, les étangs sont certes bien moins conséquents en nombre que les lacs mais ils existent. La plupart d'entre eux sont artificiels et ont été créés afin d'alimenter en eau des villages ou des mines comme celle de Kalgouty.
Enfin, la région possède une quantité importante d'eaux souterraines, avec des estimations portant à un total de 7480,3 milliards de mètres cubes d'eau. Cependant toutes ces réserves d'eau, souterraines ou non, ne sont que peu utilisés, malgré un potentiel énergétique estimé à 80 voire 85 milliards de kW. Actuellement, les quelque petites centrales hydroélectriques des rivières Tchemal, Kairu et Tyoun produisent 500 MW d'électricité. Il y a aussi un potentiel touristique important, avec des balades en bateau, la pêche mais surtout le rafting, l'Altaï étant connu pour ses championnats de rafting, comme dans les rapides de Mandjerok sur la Tchouïa près de Tchibit.

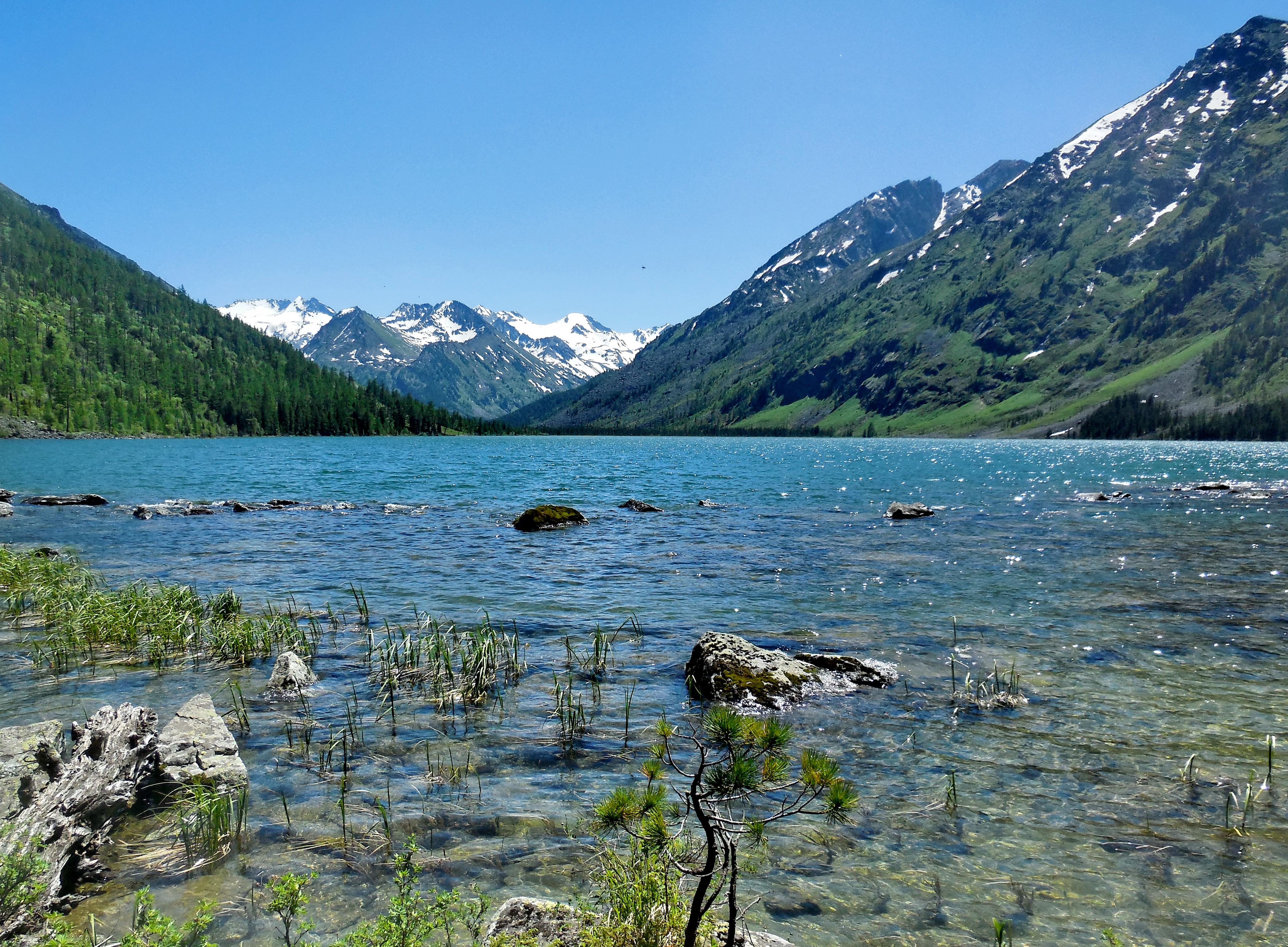
Lac médian de la Moulta (Lacs de la Moulta).
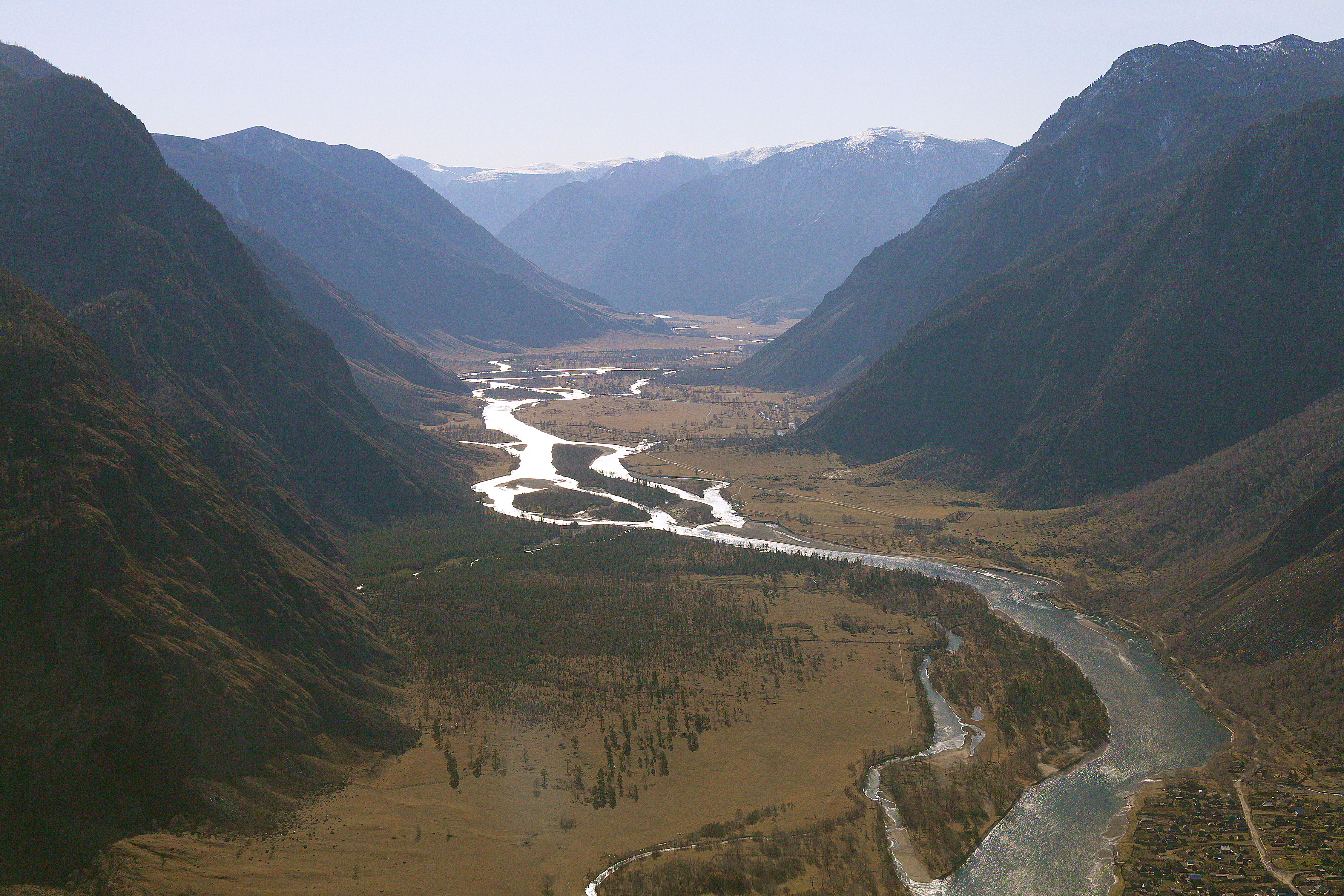
Vallée du Tchoulychman.
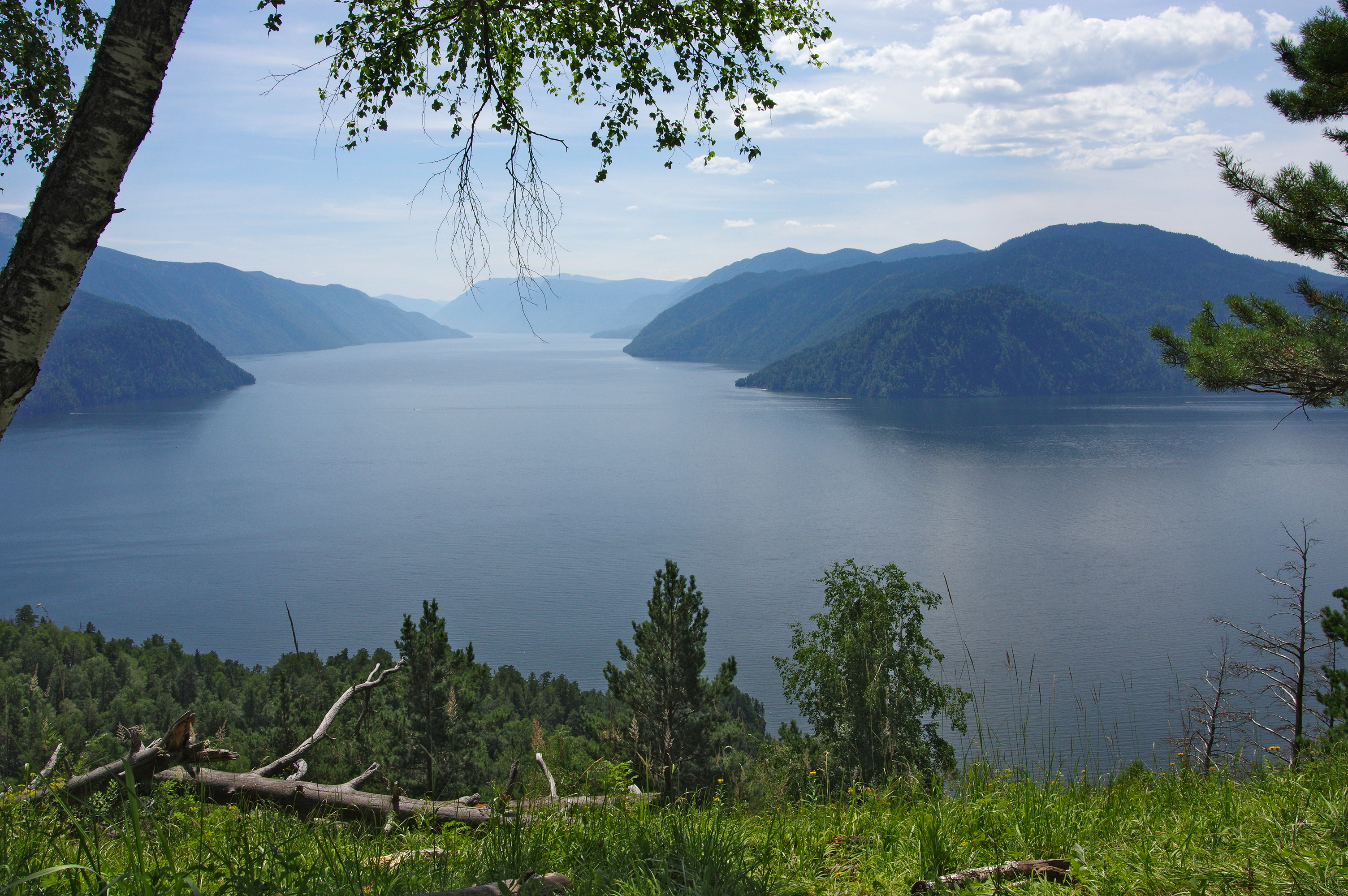
Le lac Teletskoïe.
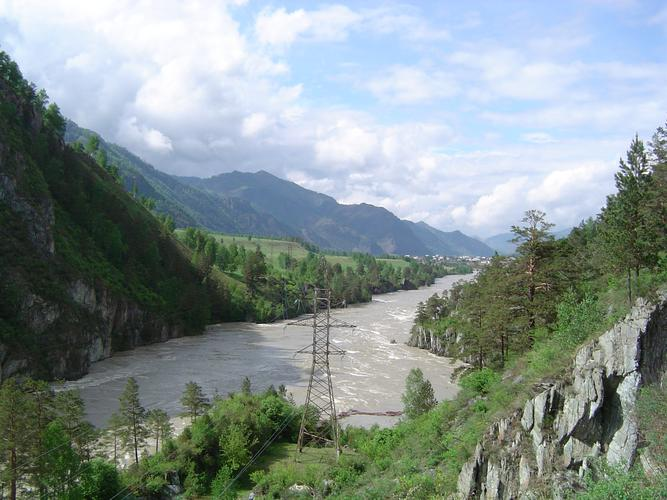
La rivière Katoun.
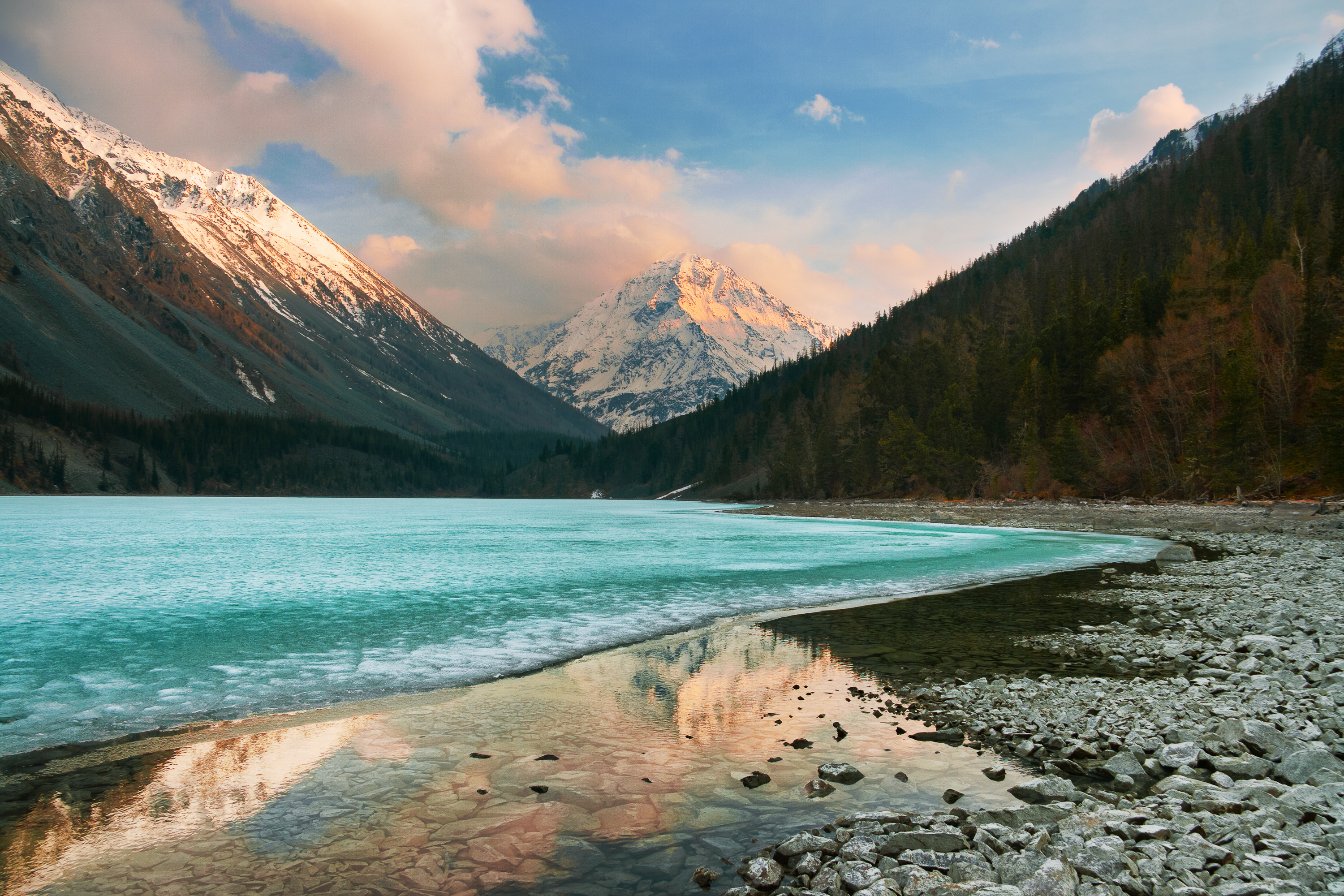
Lac de la Koutcherla.
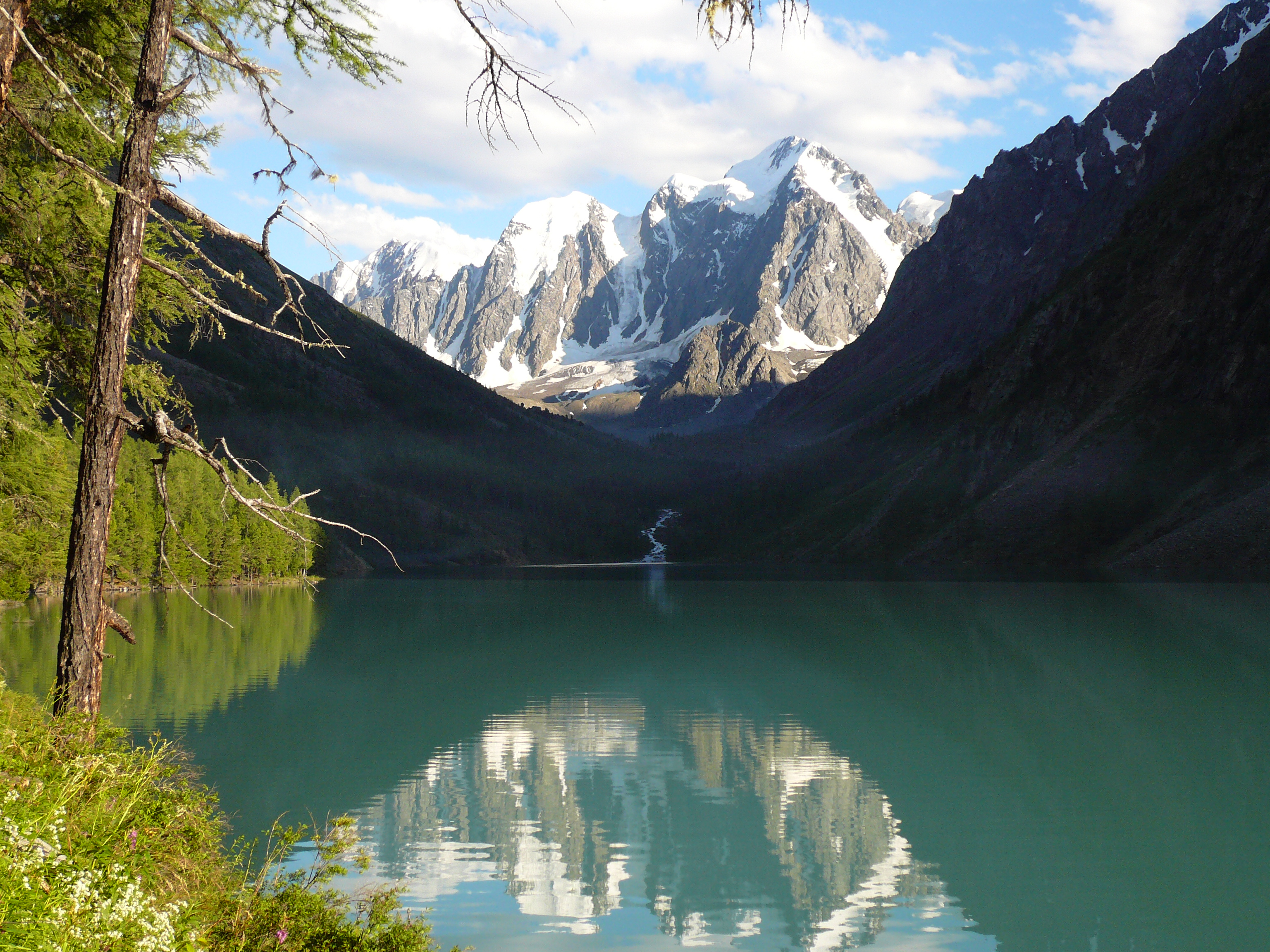
Lacs de la Chavla.

### Géologie

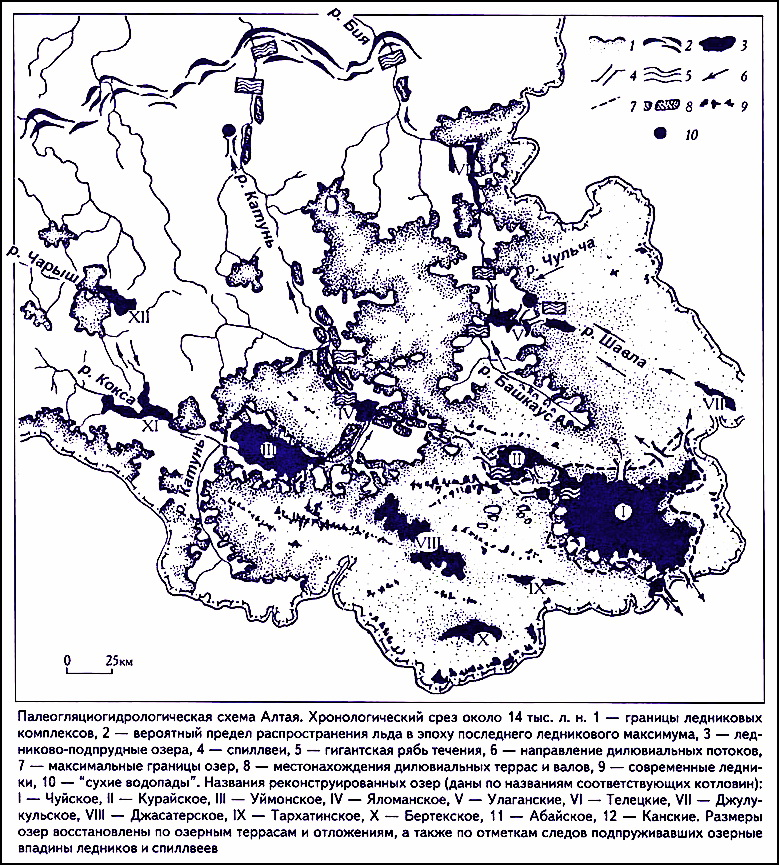
Carte des glaciers et lacs des pendant la dernière période glaciaire dans l'Altaï.

La république de l'Altaï possède un sol très riche, avec de nombreux richesses minérales ainsi que d'autres métaux dans son sous-sol. Certaines de ses ressources sont exploitées, permettant un développement économique de certaines zones reculées. Cependant, sur tout ce qui est connu, seulement une faible proportion est exploitée, du fait de l'isolement géographique ainsi que du classement de nombreuses naturelles.
Les espaces forestiers composent 44,4 % du territoire, dont 14 % de ce total avec des sols en tchernoziom, et 13 % pour les sols bruns. Les sols des forêts sont principalement argileux et limoneux, et en ce qui concerne l'érosion, elle est faite par l'eau en plaine et en basse montagne, faite par l'eau et le vent dans les zones montagneuses et principalement par le vent en haute montagne;
L'or est la richesse de la république de l'Altaï la plus connue, et le territoire est connu depuis l'Antiquité pour cette richesse. La région tire d'ailleurs son nom de ce métal noble, la racine "alt" signifiant or en proto-turc. Le gisement d'or le plus important est Sinyoukhinskoïe dans la raïon de la Tchoïa, exploité depuis les années 1950 avec la mine Vessely, qui produit annuellement 90% de l'or de la région. Ce gisement est, malgré son exploitation longue, toujours sous-exploité, et on estime des réserves totales de l'ordre de 150 tonnes. Outre cette mine, ce raïon est celui où l'or est le plus exploité, auquel il faut ajouter des mines dispersées dans le nord de la République ainsi que la teneur en or de nombreuses rivières (Ielangach, Argout, Tara, Totchan, Tchouïa).

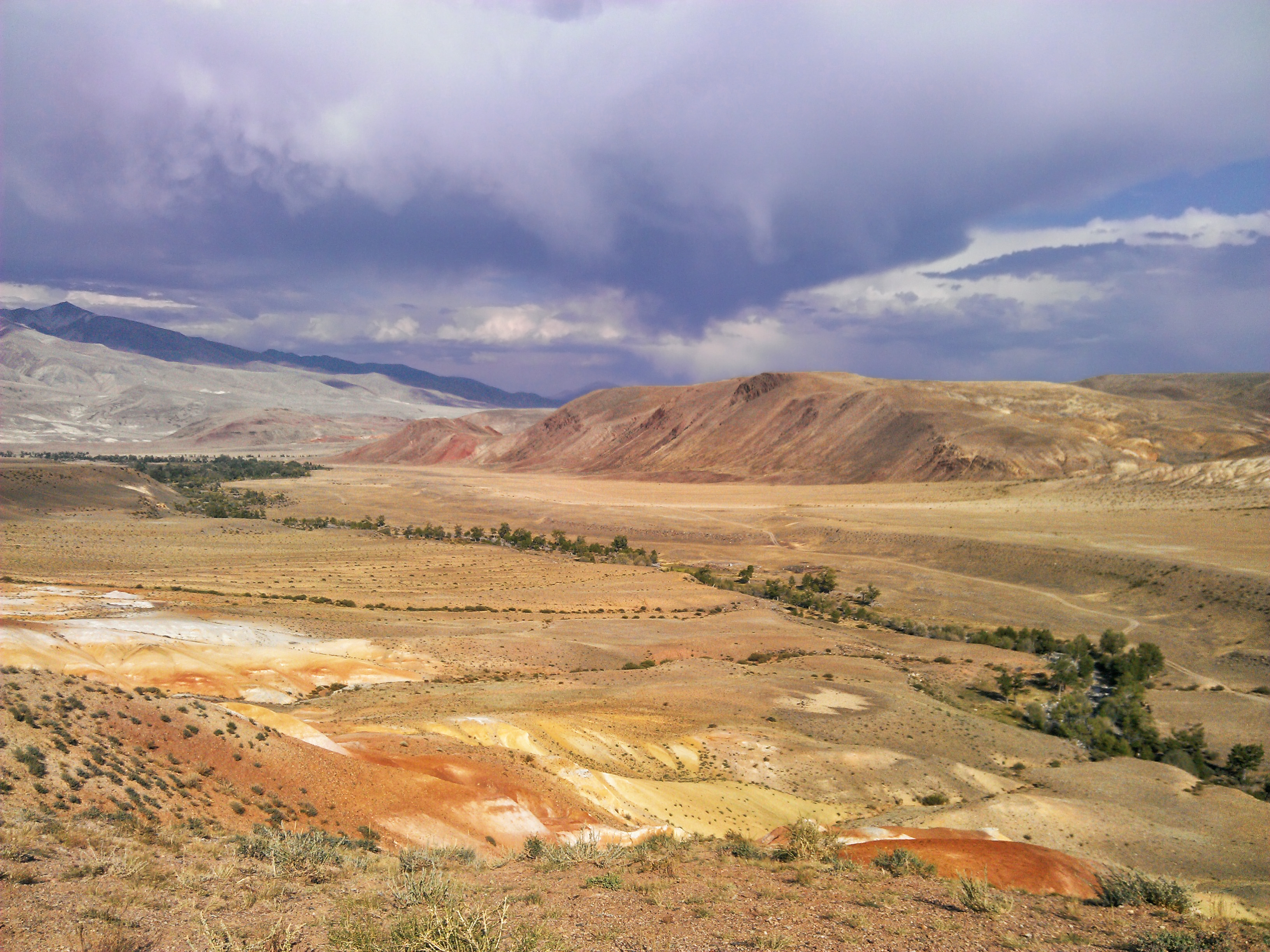
Sol à forte teneur en mercure près de Tchagan-Ouzoun.

On retrouve aussi de l'argent, découvert dans les années 1980 dans les monts Tchikhatchov non loin de Koch-Agatch, qui regorge d'ailleurs aussi de plomb, de cuivre et de bismuth. Le raïon de Koch-Agatch est d'ailleurs un des plus riches, avec le mercure qui est en quantité importante sur une ligne Aktach (raïon d'Oulagan pour ce village) - Tchagan-Ouzoun. Seul le gisement d'Aktach fut exploité entre les années 1940 et 1990. Sinon dans le raïon de Koch Agatch, le gisement de Karakoul regorge, en plus de l'or, de bismuth et de cobalt, à une altitude allant jusqu'à 2 700 mètres d'altitude. Il y aussi le gisement de Kalgoutin, non loin de l'Oukok riche en tungstène, molybdène et en béryllium.

### Climat
La république de l'Altaï, du fait de sa position géographie ainsi que son relief, a un climat fortement continental. Il se caractérise par des étés courts, entre juin et août, mais chauds, ainsi que des hivers longs, durant de novembre en mars, qui se caractérise par leurs températures négatives, parfois glaciales. Il y a trois zones climatiques au sein de la république de l'Altaï ; celle de basse montagne (jusqu'à 600 mètres, soit le nord du territoire), celle de moyenne montagne, entre 500 et 1 500 mètres (soit la majorité du territoire) et enfin celle de haute montagne, au-dessus de 1 500 mètres, soit le sud de la région. Le climat de la république de l'Altaï est fortement influencé par son relief, compris entre 250 et 4 500 mètres, et par sa position géographique. Le climat formé d'une part par les masses d'air froides venant de l'Arctique qui descendent tout au long de l'année, mais aussi des masses d'air chaudes et humides venant de l'Atlantique ainsi que des vents chauds venant du sud-ouest, en particulier du désert du Taklamakan. En général, le facteur le plus important qui détermine les conditions météorologiques de la région est l'arrivée ou non des masses d'air de l'Atlantique,.

En ce qui concerne l'ensoleillement, le sud-est l'est le plus avec 142 kcal/cm2 de rayonnement solaire à Koch-Agatch, et les températures annuelles moyennes à travers la république de l'Altaï vont de +4 °C à Gorno-Altaïsk et dans le nord-ouest jusqu'à −7 °C sur les plateaux du sud-est. Cette division nord / sud-est existe aussi pour les autres évènements, le sud-est ayant des conditions climatiques sévères alors que le nord-est bien plus doux,.

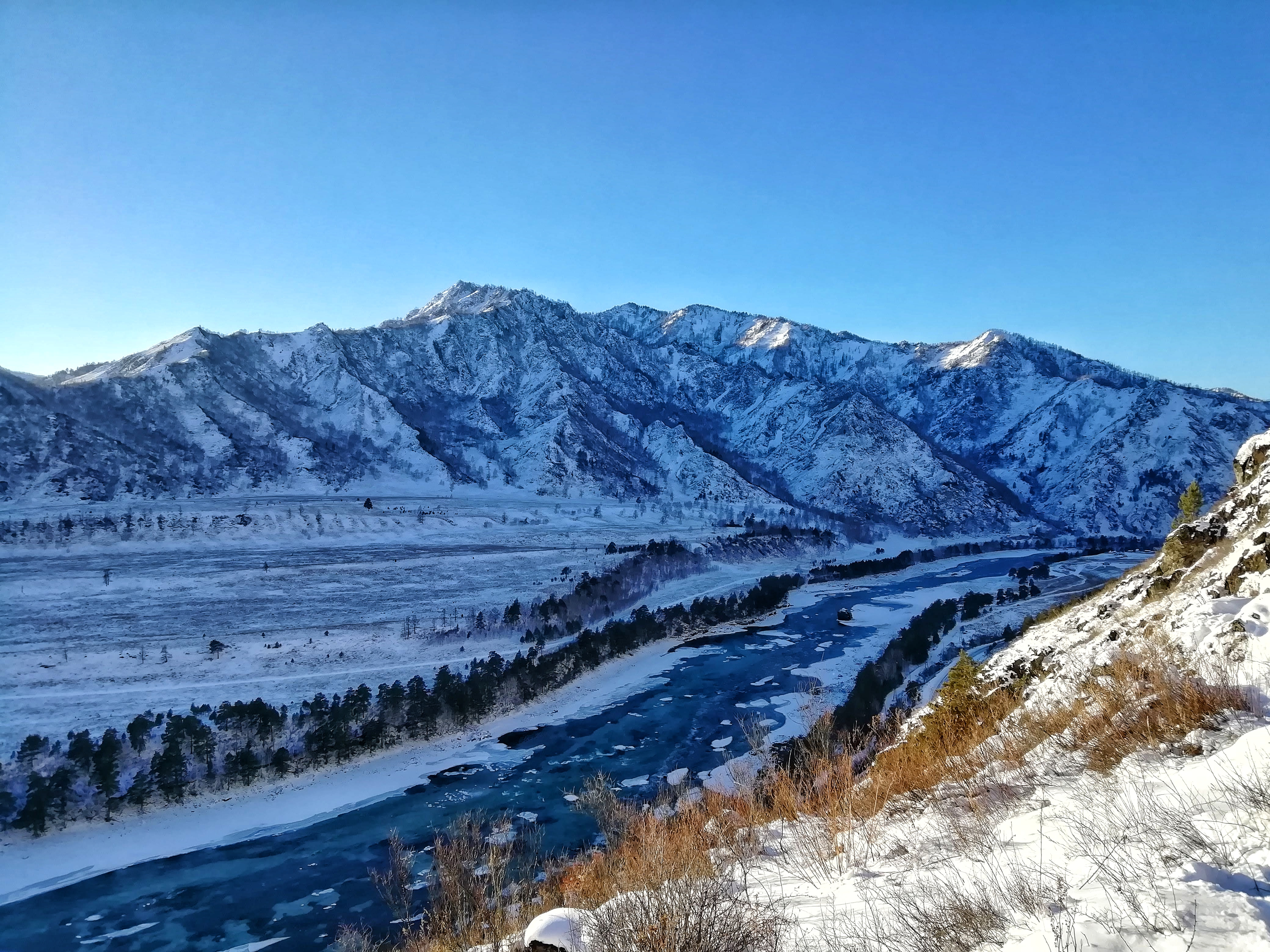
Vallée de la Katoun enneigée en décembre.

En hiver, les masses arctiques continentales amènent avec elles un air froid, les masses d'air venant du nord-ouest et de l'ouest apportent de fortes chutes de neige sur leur passage tandis que les vents du sud-ouest et de l'ouest amène un temps nuageux et sec. Il est différent selon les zones, durant entre 3 et 5 mois. Mais lors qu'à la pointe sud du Teletskoïe, il fait en moyenne −8,1 °C en janvier, et qu'à Tchemal (centre-nord), il en fait −12,6 °C, les températures descendent en direction du au sud, avec en moyenne −31,7 °C dans la steppe de la Tchouïa.

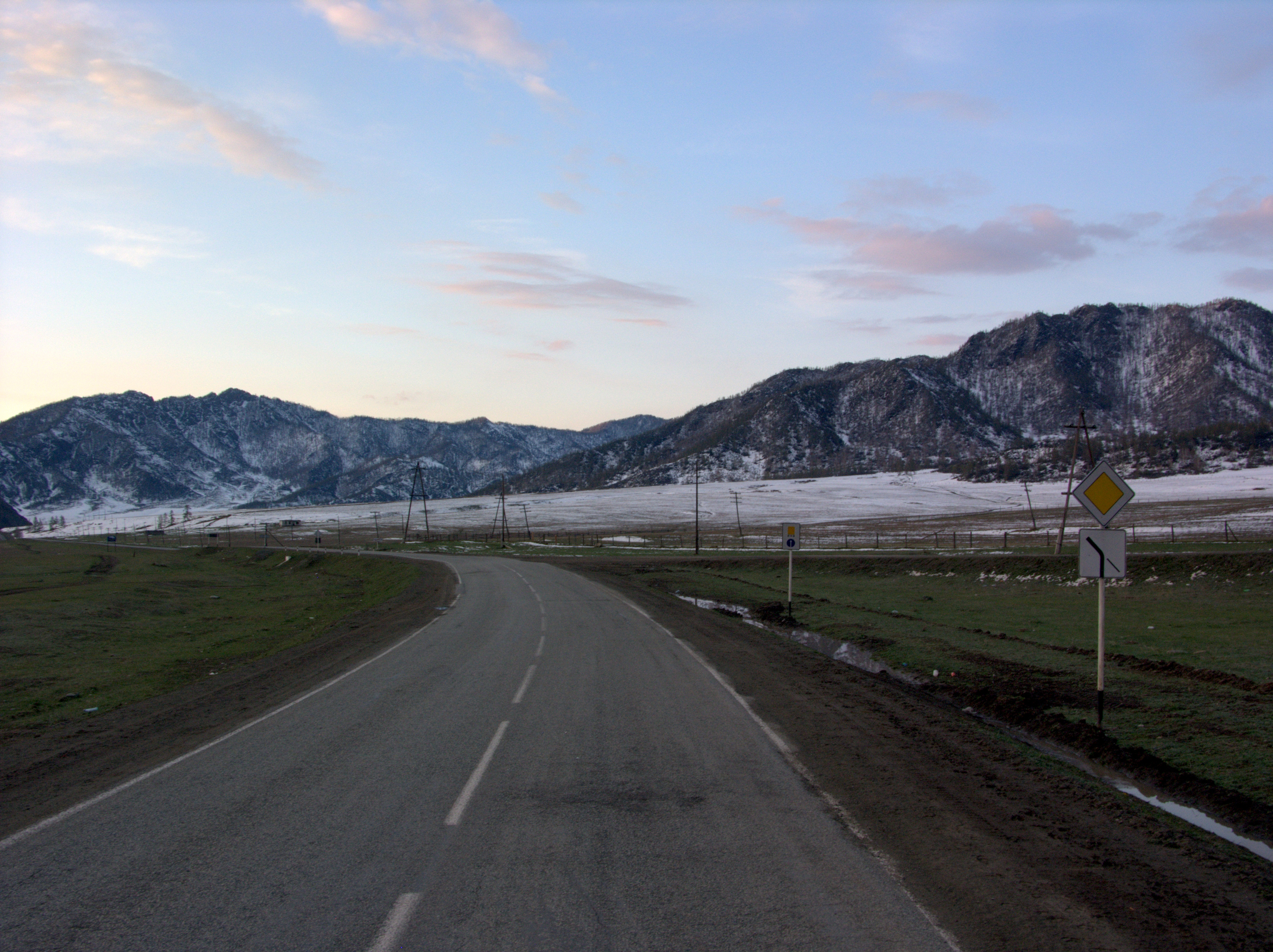
Enneigement le 24 mai 2010 à Ongoudaï.

Au printemps, la région est très ensoleillée, et les températures deviennent positives grâce aux vents d'Asie centrale. C'est aussi en cette saison que l'humidité relative est la plus basse, entre 35 et 40 % en avril-mai. En été, la république de l'Altaï est tout comme en hiver dominée par des masses d'air venant du nord-ouest et de l'ouest, amenant une forte humidité, principalement libérée sur les reliefs et plateaux au-dessus de 1 000 mètres, mis à part sur le sud-est, aride. Les températures en été sont très disparates selon le relief, et en juillet, dans les vallées les températures atteignent souvent les 30 voire 35 °C, à 1 000 mètres les valeurs sont plutôt autour de 17 °C tandis qu'à 2 000 mètres d'altitude, cela oscille entre 8° et 10 °C. En automne, les premières neiges tombent, et au cours de l'hiver, l'enneigement varie selon un axe nord - sud.
| Températures moyennes minimales                                 | −3,8 °C                                        | −5,5 °C                                          | −9,8 °C                                          |
| Températures moyennes                                           | 2,1 °C                                         | 4,1 °C                                           | −3,7 °C                                          |
| Températures moyennes maximales                                 | 9,5 °C                                         | 8,7 °C                                           | 3,4 °C                                           |
| Précipitations moyennes                                         | 724,7 mm                                       | 534 mm                                           | 124 mm                                           |
| Ensoleillement moyen                                            | 2 016 h                                        | 2 896,72 h                                       | 2 811 h                                          |
| Record de températures Minimale / Maximale                      | −48,6 °C (décembre 1938) / 39,6 °C (août 2002) | −48,5 °C (janvier 1940) / 36,5 °C (juillet 1974) | −55,1 °C (janvier 1940) / 33,2 °C (juillet 2004) |
| Source : Pogoda i klimat,, climate-base.ru,, et ru.climate-data |                                                |                                                  |                                                  |

## Urbanisme

### Répartition des terres
La répartion des terres selon le rapport d'État « Sur l'état et la protection de l'environnement de la fédération de Russie en 2022 » du ministère des ressources naturelles et de l'environnement russe est, selon les catégories du code foncier russe, la suivante:
| Répartition                                  | 2022 (mille ha) | 2022 (%) |
| -------------------------------------------- | --------------- | -------- |
| Terres agricoles                             | 2657,3          | 28,6     |
| Terres des localités                         | 50,0            | 0,5      |
| Terres d'industrie et autres fins spéciales  | 11,2            | 0,1      |
| Terres de territoires et des objets protégés | 1144,6          | 12,3     |
| Terres du fonds forestier                    | 3753,3          | 40,4     |
| Terres du fonds aquatique                    | 27,6            | 0,3      |
| Terres de réserve                            | 1646,3          | 17,8     |
| Total                                        | 9290,3          | 100      |

### Logements
En 2021, la république de l'Altaï comptait 89 617 logements, pour une superficie totale de 3 496 mille m2. On dénombre parmi la superficie totale 32,63 % de logements urbains (1 619,5 mille m2) et 67,37 % de logements ruraux (3 343,9 mille m2). Le parc de logements privé représente 97,1 % du nombre de logements.

### Voies de communication et transports

#### Voies routières

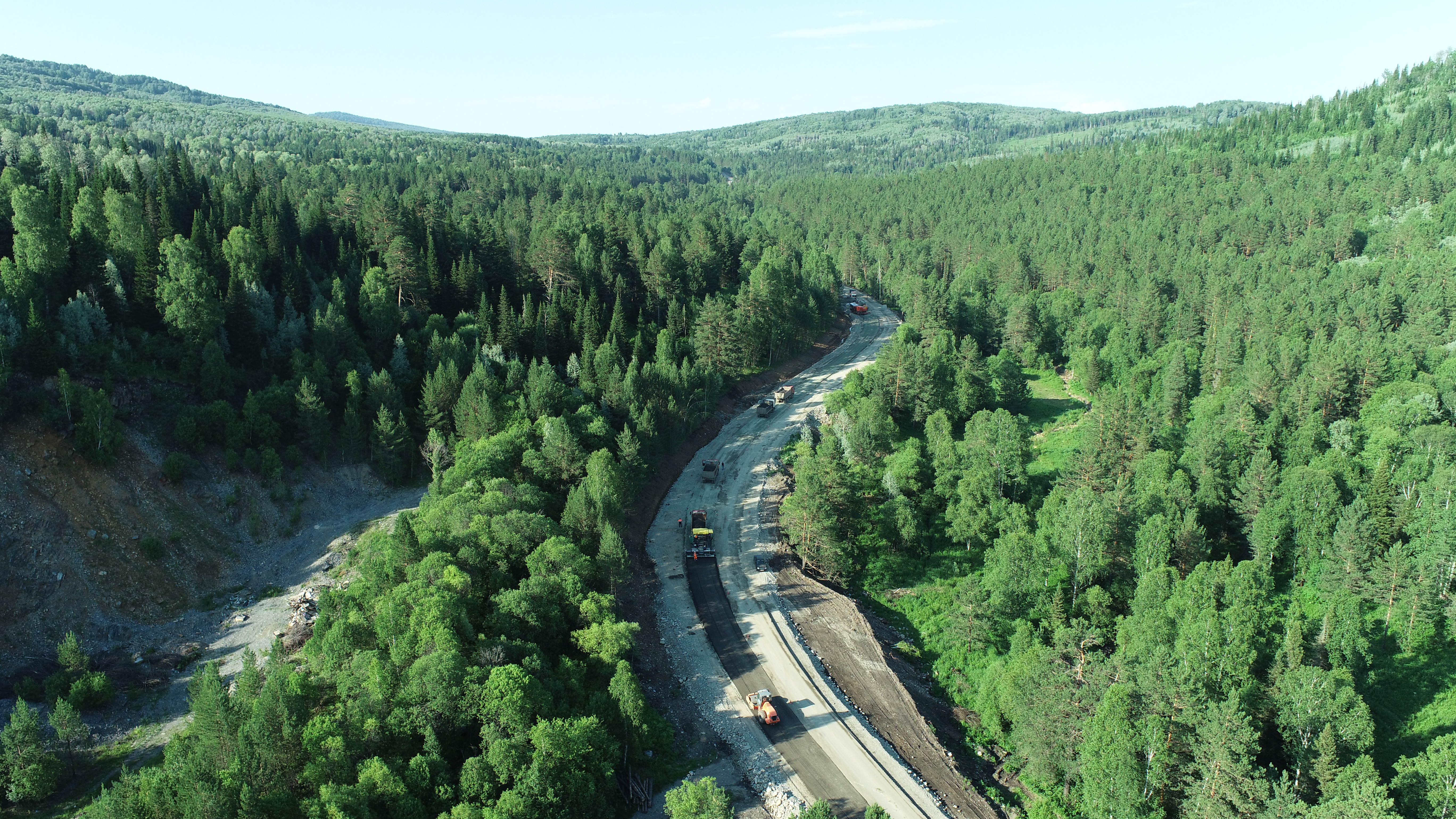
Travaux de revêtement en 2022 de la route 84K-15 (Gorno-Altaïsk — Verkh-Biïsk) menant au lac Teletskoïe.

Au 1er janvier 2022, la république de l'Altaï comprend un réseau routier d'une longueur totale de 6 423,6 km. Un peu moins de la moitié sont des routes régionales totalisant 2 773,377 km, suivies par les routes locales avec 2 932,9 km. Arrive les 704,017 km de route d'importance fédérale. La faible proportion de cette dernière résulte de l'isolement géographique de la région qui l'éloigne des principaux axes de transports de la Russie.
La gestion de ce réseau est conjointement faite par Rosavtodor pour les routes fédérales, par le Ministère du développement régional de la république de l'Altaï et par les collectivités locales que sont les raïons et les selsoviets. La densité du réseau routier est assez faible, avec seulement 0.069 de route par km2 de territoire. En 2002, il y avait 103 voitures pour 1000 habitants, et 90 % des déplacements dans la région ou vers s'effectuaient en voiture. Il y a aussi 383 ponts seulement pour les routes d'importances régionales en 2022.

##### Difficultés et issues
Un des problèmes majeurs que la république de l'Altaï cherche à résoudre est l'absence de revêtement sur une grande partie de son réseau routier. Certes, le réseau fédéral est totalement asphalté depuis 2013, mais cependant au 1er janvier 2019, sur les 2959,5 de route régionales, seulement 79,7 % étaient revêtus, principalement en gravier, ce qui fait que 20,3 % de ces routes, soit 646,6 kilomètres qui n'ont aucun revêtement. Sur la totalité des routes d'importance régionale, 830,7 kilomètres sont asphaltés, soit 35,2 % de ce réseau. Mais ce problème est encore plus grave sur le réseau locale, sur les 2 921,8 km de voiries locales, 1 500,3 km sont goudronnés, soit 51.35 % de ce réseau routier.

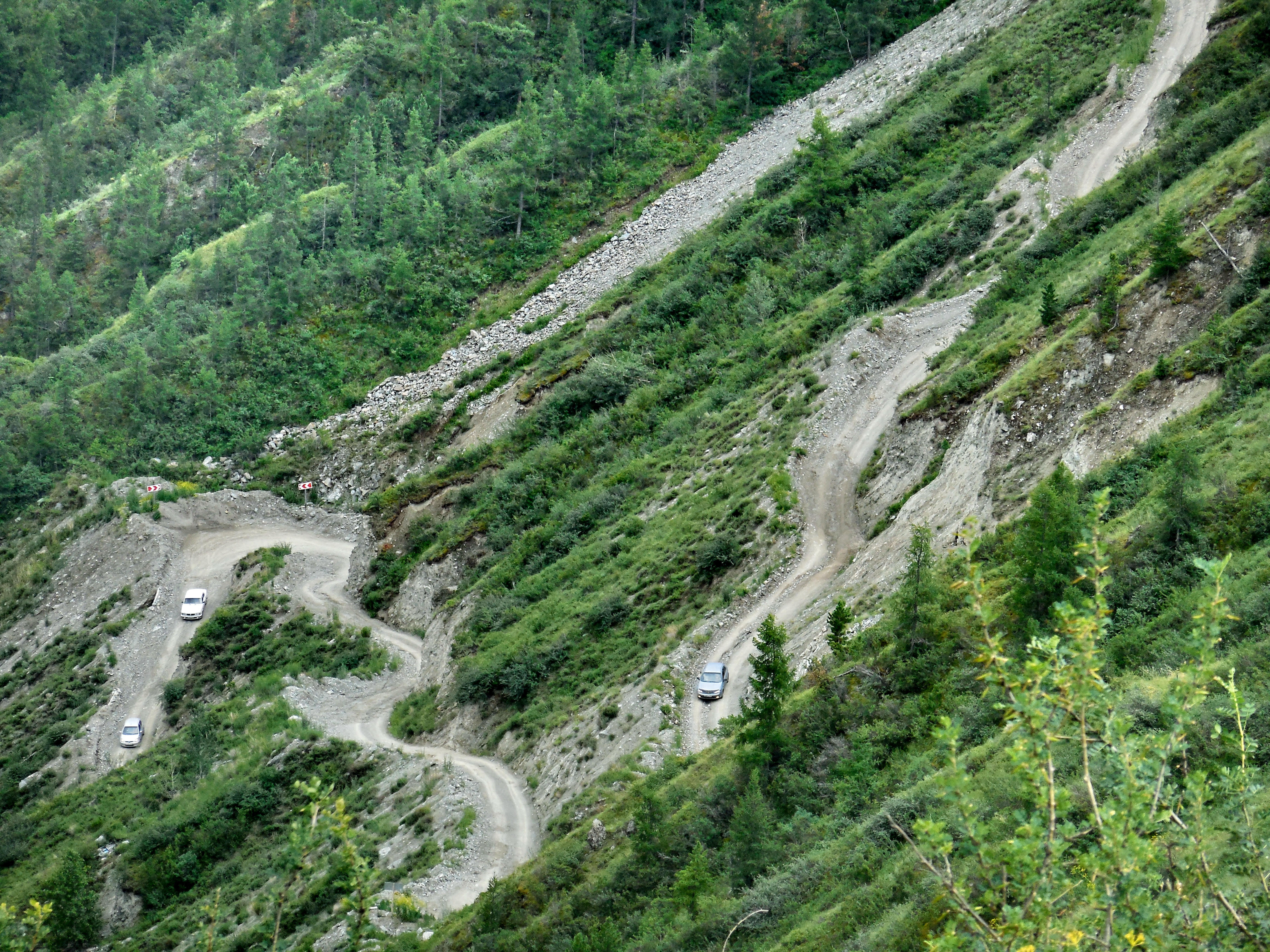
Le Katou-Iaryk, une des routes les plus dangereuses de la République.

Ceci s'explique tout d'abord par la présence de zones de montagne et notamment de haute-montagne, sur lesquelles construire des routes est difficile mais aussi peu utile dans la mesure où seul ceux se rendant à des villages faiblement peuplés en ont besoin, et que ces routes peuvent parfois traverser des dizaines, ou centaines d'hectares voire plus sans croiser aucune habitation ou autre construction humaine. De plus, l'omniprésence du pergélisol complique la construction et le revêtement de ces routes d'une part, mais surtout l'entretien de celles-ci. Au printemps, quand le sol se réchauffe, d'énormes quantités d'eau sont libérées, déformant voire détruisant complètement la chaussée, la rendant parfois boueuse. Afin d'éviter ce problème, il faut soit construire des fondations profondes, soit entretenir très régulièrement les routes, ce qui représente dans chaque cas un investissement important qui ne bénéficie qu'à peu de personnes. La République a adopté une stratégie de d'abord relier tous les chefs-lieux via des routes goudronnées au centre de la République, ce qui est depuis totalement réalisé, puis à partir de ces chefs-lieux et de ces routes goudronnées connecter les villages par ordre de population ainsi que les lieux d'intérêts de la région (réserves, monuments, lacs, etc.).
L'illustration la plus frappante de ce problème majeure est le col de Katou-Iaryk dans le raïon d'Oulagan. Emprunté par la route d'Oulagan, ce col est le seul moyen d'accéder par voie terrestre à la vallée de la Tchoulychman avec les villages de Koo et Balyktcha, ainsi qu'à la rive sud du Teletskoïe. Il fut construit par trois locaux au bulldozers et à la dynamite à même la falaise, afin de connecter la vallée au reste du monde, alors que les autorités n'y voyaient aucun intérêt. À cause de ce désintéressement d'alors, il en résulte une descente de 515 mètres à flanc de montagne, sans aucune barrières, et avec souvent une largeur ne laissant pas passer deux véhicules en même temps. Mais aujourd'hui, avec l'explosion du tourisme, menant à des situations où les voitures sont pare-chocs contre pare-chocs dans la descente, la République a finalement pris les dessus et en 2022, la construction d'une nouvelle route bien plus sûre a commencé, avec deux voies de détresse.

##### Principaux axes

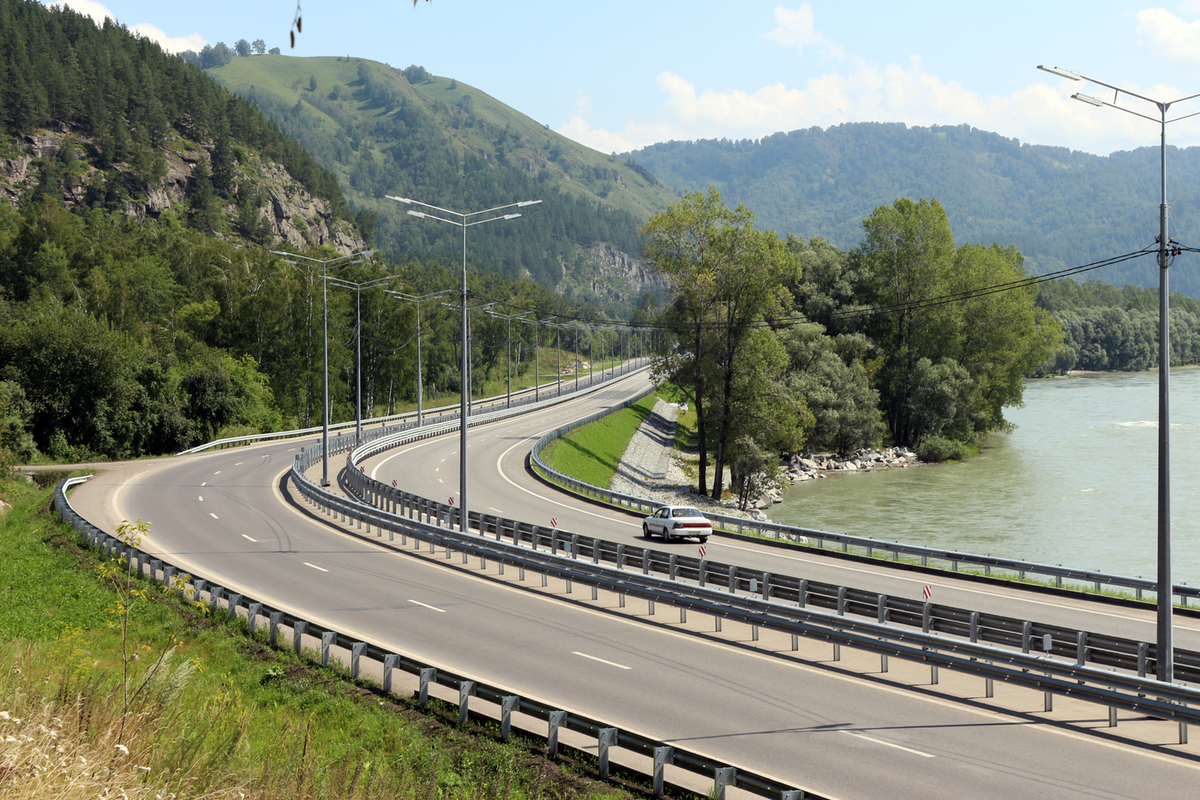
La R256 au sud de Maïma.

La république de l'Altaï recense un axe majeur, qui dessert la République en empruntant principalement la vallée de la Katoun et de la Tchouïa; la route R256, qui est la seule route fédérale de toute la République. Pénétrant dans la région par le nord vers Maïma, elle évite Gorno-Altaïsk, et quitte la vallée de la Katoun à Oust-Sema au profit de celle de la Sema. Elle passe par Chebalino, franchit le col Seminsky, redescend dans la vallée de l'Oursoul, traverse Ongoudaï, puis franchit le col Tchike-Taman. De là, elle remprunte la vallée de la Katou puis de la Tchouïa, et dessert Aktach ou encore Koch-Agatch dans la steppe de la Tchouïa. Après Koch-Agatch, elle finit sa course au col Dourbet-Daba au sud-est de Tachanta, à la frontière avec la Mongolie. Toute cette route fait partie de la route asiatique 4, et c'est la principale porte d'entrée dans la République. Cette route est la seule à avoir une partie en 2x2 voies ; de la frontière avec le kraï jusqu'à Maïma sur 6 km et du sud de Maïma jusqu'à Rybalka sur 11 km.
Dans les autres axes, on retrouve la route régionale de Touïekta à Tioungour, nommée route d'Ouïmon, qui dessert Oust-Kan et Oust-Koksa ; la route d'Oulagan citée précédemment, la route de Tchemal qui va d'Oust-Sema à Kouyous en passant par Tchemal ; la 84K-11 qui emprunte toute la vallée de la Biia sur l'axe Biïsk - Lac Teletskoïe ; la 84K-15 de Gorno-Altaïsk à Verkh-Biïsk ou encore la piste Koch-Agatch - Belyachi avec sa branche vers le plateau de l'Oukok.

#### Transport aérien
Le transport aérien dans la république de l'Altaï est en constante augmentation chaque année, grâce à l'accroissement du tourisme. L'aéroport de Gorno-Altaïsk, situé à Maïma, a vu 444 847 personnes l'emprunter sur la période 2011 - 2019. Alors qu'en 2011, il y avait seulement 1675 passagers annuels, il y en avait 102 403 en 2019, soit un taux d'accroissement supérieur à 6000 %. L'aéroport offre des liaisons vers Novossibirsk, Krasnoïarsk, Iékaterinbourg et Moscou. L'aéroport devrait devenir international dans les prochaines années, et des liaisons vers Novokouznetsk et Irkoutsk devraient voir le jour,.
Outre cet aéroport, deux aérodromes de tailles modestes existent dans la région, lui de Koch-Agatch construit en 1973 et celui d'Oust-Koksa construit l'année suivante. Le premier fut fermé au cours des années 2000 et 2010, mais il a été rouvert en 2019. Des vols sont quotidiennement opérés depuis ces aérodromes vers Gorno-Altaïsk. Deux autres aérodromes pourraient être construits dans les prochaines années, un à Oulagan et un autre vers Artybach près du Teletskoïe,.

#### Autres modes

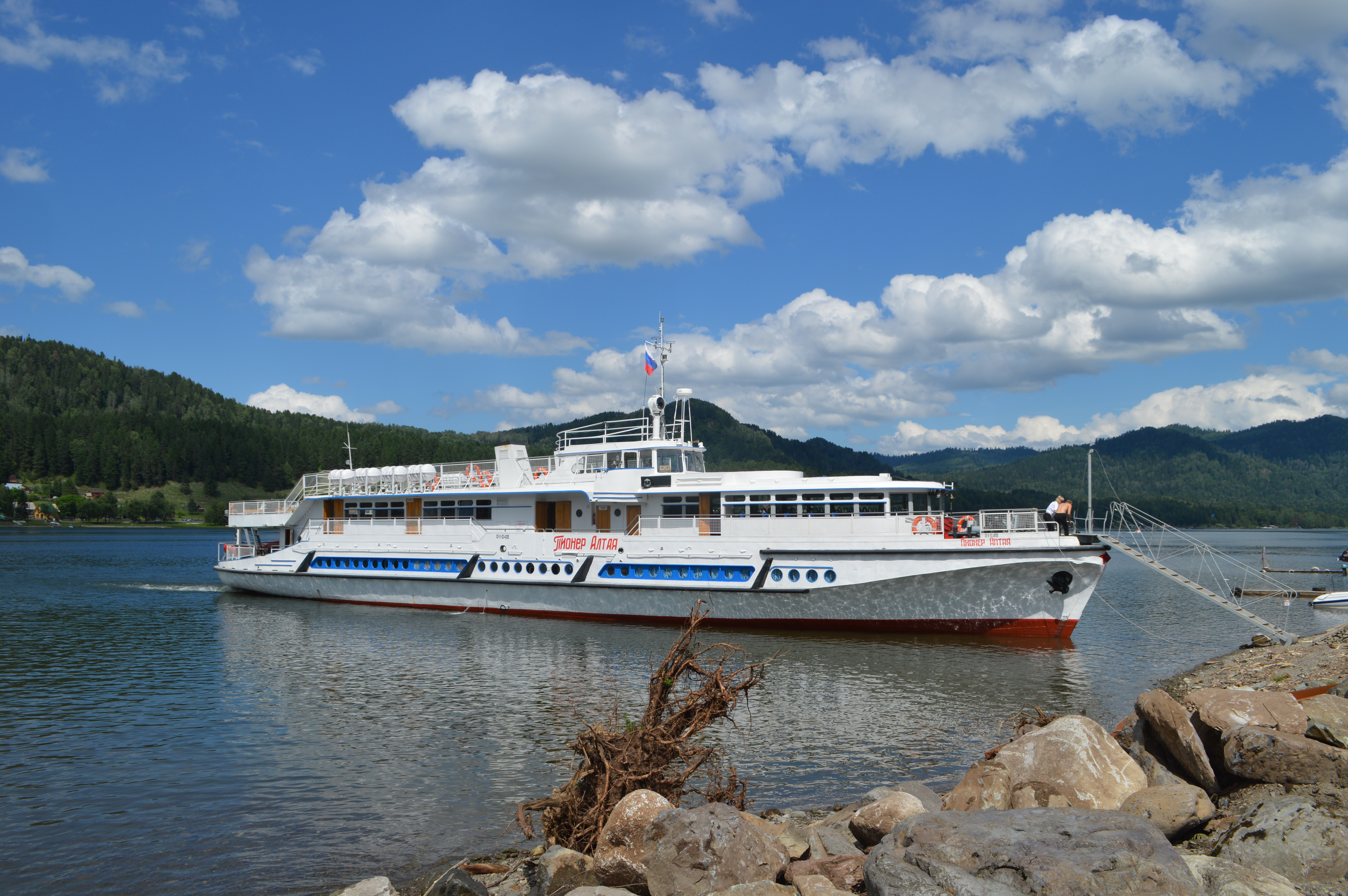
Bateau touristique sur le Teletskoïe

La république de l'Altaï ne connaît pas de transport maritime ni de véritable transport fluvial : aucune des deux principales rivières ne peut servir de moyen de transport du fait de leur aspect torrentiel. En revanche, le lac Teletskoïe peut être navigué par des bateaux touristiques ou de plaisance. En ce qui concerne le transport ferroviaire, il n'y a aucune gare sur tout le territoire, mais des projets existent depuis plus de 20 ans pour relier la gare la plus proche, Biïsk, à Gorno-Altaïsk. Depuis 2021, un projet soutenu par les chemins de fer russes vise à construire une ligne ferroviaire vers la Mongolie et la Chine en traversant la République, ce qui nécessiterait la construction de viaducs et tunnels importants.
Il est aussi à noter que dans la partie méridionale du bassin de la rivière Argout, la route entre le Kazakhstan et la Mongolie constitue un corridor neutre pour les éleveurs entre les deux pays. Cette route est située sur le territoire russe et cette servitude fait partie des accords ratifiés à la suite du démantèlement de l'URSS.

## Toponymie
La république de l'Altaï tire son nom des monts Altaï, qui recouvrent son territoire. Selon le philologue et géographe allemand Alexander von Humboldt : « Altaï, en chinois et mongol : Montagne Dorée (Altoun oola) ou Kin-shan ». Selon Gustaf John Ramstedt, le nom Altaï vient du mot mongol alt  signifiant « or » et du formant pronominal -tai, c'est-à-dire du mot Altaï  - « aurifère », « endroit où il y a de l'or ». Cette version est confortée par le fait que les Chinois appelaient l'Altaï « Jīn-shān », soit « montagnes dorées », et il s'agit d'un calque du mongol. C'est la thèse aujourd'hui acceptée,,,.

## Histoire

### Préhistoire

#### Hommes de Néandertal et de Denisova

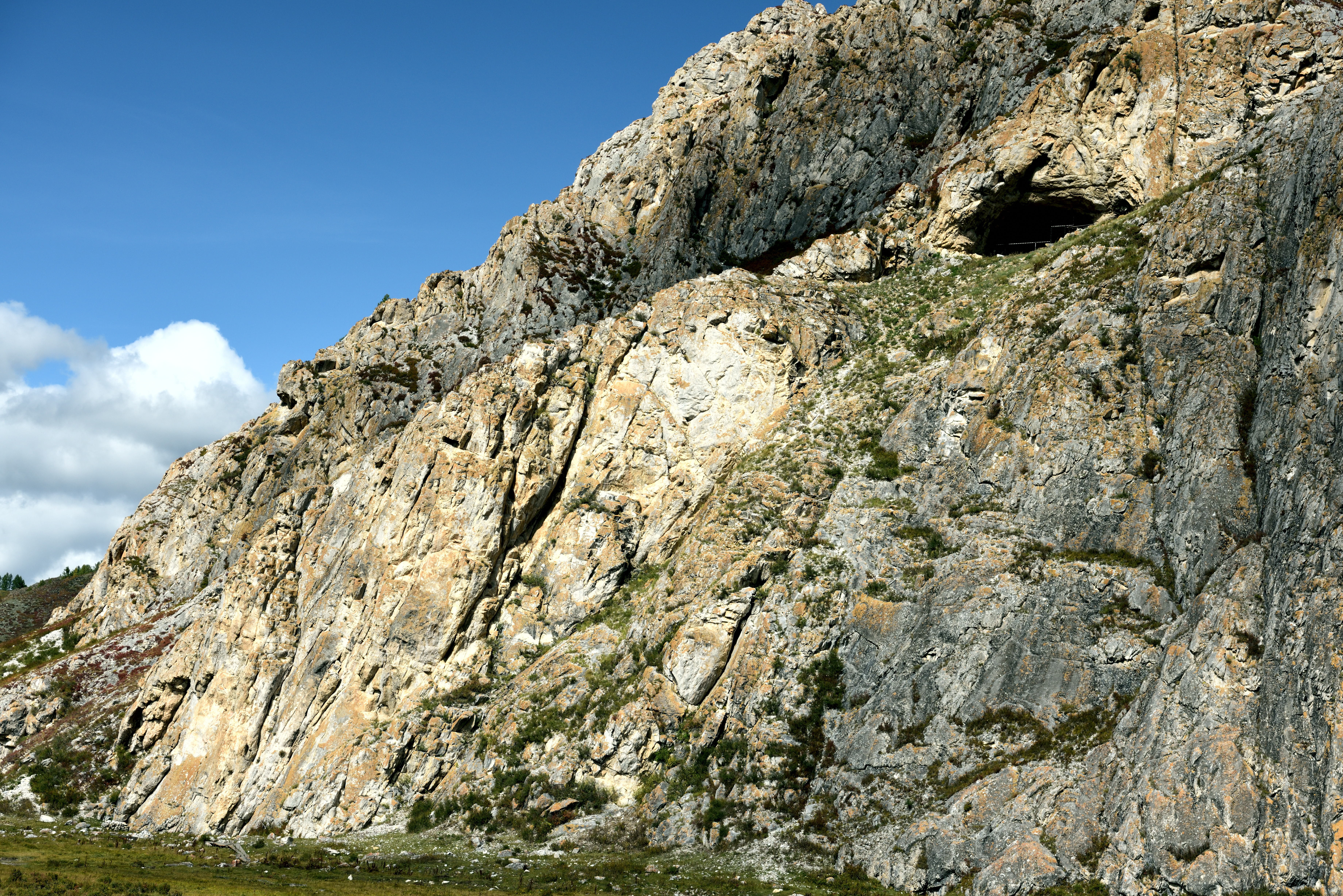
Grotte d'Oust-Kan.

Les vallées de la république de l'Altaï sont habitées par le genre Homo depuis environ 1,5 million d'années, quand des hommes de Néandertal venus d'Asie de l'Est et du Sud-Est ont atteint le territoire de l'Altaï. L'une des traces de ces peuples primitifs est le site Oulalinsky à Gorno-Altaïsk, dont l'origine est datée entre 300 000 ans et 1,5 million d'années selon les estimations. Ces hommes vivaient principalement dans des grottes, fréquentes dans la région, mais aussi en plaine. Ils utilisaient divers outils en pierre, et leurs occupations étaient principalement la chasse et la cueillette.
Il y a environ 300 000 ans les vallées de l'Oursoul et de l'Anouï étaient peuplées, comme l'attestent des sites de Denivosa ou bien la grotte d'Oust-Kan, grotte qui dominait la vallée de la Tcharych à 52 mètres d'altitude au-dessus de la vallée. À cette époque là, le climat était assez chaud, et la faune dans les forêts était importante. La grotte d'Oust-Kan, tout comme d'autres de la région, faisait partie de la culture moustérienne, et pétroglyphes, outils et autres artéfacts ont été retrouvés. Cependant, ces grottes étaient principalement des abris, et leurs vies étaient nomades. Il y a environ 40 000 ans, l'Altaï était peuplé par des hommes de Néandertal et de Denisova.

#### Âge du Bronze
Pendant l'âge du bronze, soit vers le IVe millénaire av. J.-C. et le IIIe millénaire av. J.-C., une nouvelle culture s'est installée dans la région de l'Altaï, la culture d'Afanasievo, principalement dans des vallées fluviales comme celles de la Biia et de la Katoun. Ils se sont installés sur des sites comme ceux des actuels villages d'Elo, ou encore en montagne à Balyktouïoul. Ces populations vivaient souvent de l'élevage de leur bétail, et s'installaient aussi près de pâturages. Parmi les sites archéologiques de cette culture, on retrouve la mine de Vladimirovka (raïon d'Oust-Kan) qui était exploitée pour son cuivre au IIIe millénaire av. J.-C., et qui est la plus ancienne mine découverte en Sibérie. Ils ont aussi laissé de nombreux kourganes avec des fosses funéraires à l'intérieur, contenant bijoux, céramiques ou outils.
Mais vers le milieu de ce millénaire, cette culture a été remplacée par la culture de Karakol (en), avec des vestiges retrouvés à Karakol, Ozernoïe (raïon de Maïma) ou encore à Bech-Ozek. Ils ont laissé de nombreux kourganes, ornés de pétroglyphes d'animaux et de créatures mythiques. Ils ont aussi laissé des pétroglyphes d'humains, de guerriers, de chasseurs, et vers la fin de l'âge de bronze des chars ont commencé à être dessinés, ce qui atteste la présence de la culture d'Andronovo.

#### Période scythe

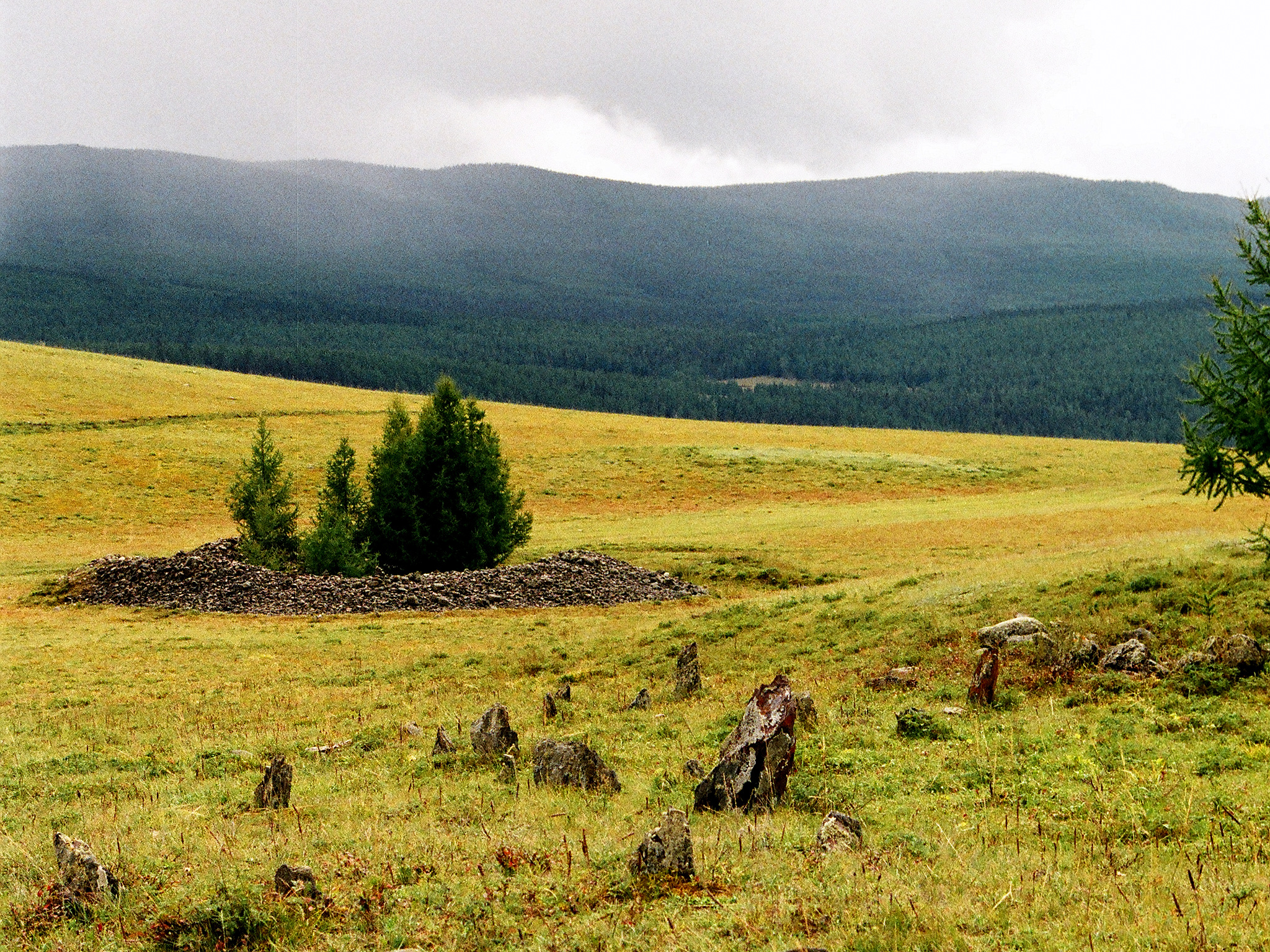
Tumulus pazyryk à Balyktouïoul.

Au Ier millénaire av. J.-C., des tribus nomades scythes appartenant à la culture Pazyryk s'installent dans l'Altaï, aux alentours du VIIIe siècle av. J.-C. L'origine de ces tribus, composées de chasseurs cueilleurs, est inconnue, mais les traces qu'ils ont laissées à travers toute la république de l'Altaï sont bien visibles. Leurs œuvres sont composées de pétroglyphes, représentant cerfs, animaux fantastiques, aigles, panthères de neiges. Mais ils ont aussi laissé de nombreux tumulus, de toutes tailles, souvent réservés à la noblesse tribale, et dont l'intérieur est riche en différents artéfacts, dont des matériaux organiques conservés grâce au pergélisol. Parmi les tumulus laissés, on en retrouve à Bolchoï Oulagan, à Balyktouïoul, à Katanda, à Chibe, à Kouraï, à Tuyekta ou encore vers Oust-Koksa.
Ces Scythes exploitaient l'or, chassaient pour la fourrure des animaux, et ils faisaient de l'élevage, principalement de chevaux et de moutons. Ce mode de vie se voit sur les pétroglyphes laissés, comme ceux du site de Kalbak-Tash. Mais leur trace la plus importante est celle d'une jeune femme noble pazyryk embaumée, retrouvé en 1993 sur le plateau de l'Oukok avec sa sépulture. Quelque menhirs ont aussi été retrouvés dans la région. Au Ve siècle av. J.-C., les Pazyryk entrèrent en contact avec les Samoyèdes vivant dans le sud de la Sibérie dont les plaines de l'Ob. Ils échangèrent plats ou céramiques, et cohabitèrent un temps pacifiquement. Mais la situation dégénéra rapidement, les Samoyèdes attaquant les contreforts nord-est de l'Altaï, en incendiant les villages et en assimilant les peuples à leur culture. Cette invasion, ou conflit, ce serait passée en -455 avant J.-C., comme l'attestent des vestiges d'habitations carbonisées, ou bien aux alentours de ces années.

### Domination Xiongnu
Au IIIe siècle av. J.-C., l'union des Xiongnu, une confédération de tribus mongols, possibles ascendants des Huns, conquit la région vers 209 avant J.-C., avec Modu Chanyu comme chef. Cette conquête provoque le départ massif de population pazyryks, qui fuient l'avancée des troupes. Ces peuples migrant s'établirent dans l'Asie centrale et dans le sud de la Sibérie occidentale, sur les terres des Samoyèdes, et les peuples indo-iraniens disparurent ainsi de la région. En même temps, des populations, outre les Xiongnu, se sont installés dans l'Altaï. La population la plus importante étaient les Dinglings (en), venant de la vallée du Ienisseï et de culture de Tagar, qui furent défaits en 203 ou 202 av J.-C., et devinrent des sujets des Xiongnu. Les Xiongnu déplacèrent cette population vers le bassin de l'Ob, dont les vallées de l'Altaï. Ces conquêtes des Xiongnu furent autorisés grâce à l'instabilité en Chine, leur ennemi, avec la guerre Chu-Han, et les victoires gagnées sur les Yuezhi.
L'Altaï, avec ces changements ethniques rentrent alors dans la culture Boulan-Koba, et elle le restera jusqu'au milieu du Ier millénaire. La culture fut nommée d'après le nom d'un site funéraire de cette culture dans le raïon d'Ongoudaï, et elle laisse tout comme ses prédécesseuses des kourganes et des pétroglyphes, avec au total plus de 40 sites archéologiques dénombrés. La population vivaient dans des villages, sur les territoires actuels de la rivière Youstyd, à Bertek sur l'Oukok, à Maïma, vers le lac Koutcherla, et surtout danns le raïon d'Ongoudaï. Leurs cimetières ont aussi été retrouvés au Bely-Bom, passage étroit de la voie de la Tchouïa, à Tchender, à Oust-Edigan ou aussi dans la steppe d'Ouïmon. La guerre pendant cette époque était courante, et les hommes, mort souvent de guerres, étaient enterrés avec leurs armes. La principale activité à cette époque était l'agriculture, avec des cultures de blé, d'orge et de mil. Ils vivaient aussi de l'élevage d'animaux, de la chasse, de la cueillette et de l'artisanat, avec des arcs, ceintures, flèches, instruments musicaux, sacs ou des selles. La métallurgie était pratiqué, principalement avec le fer.

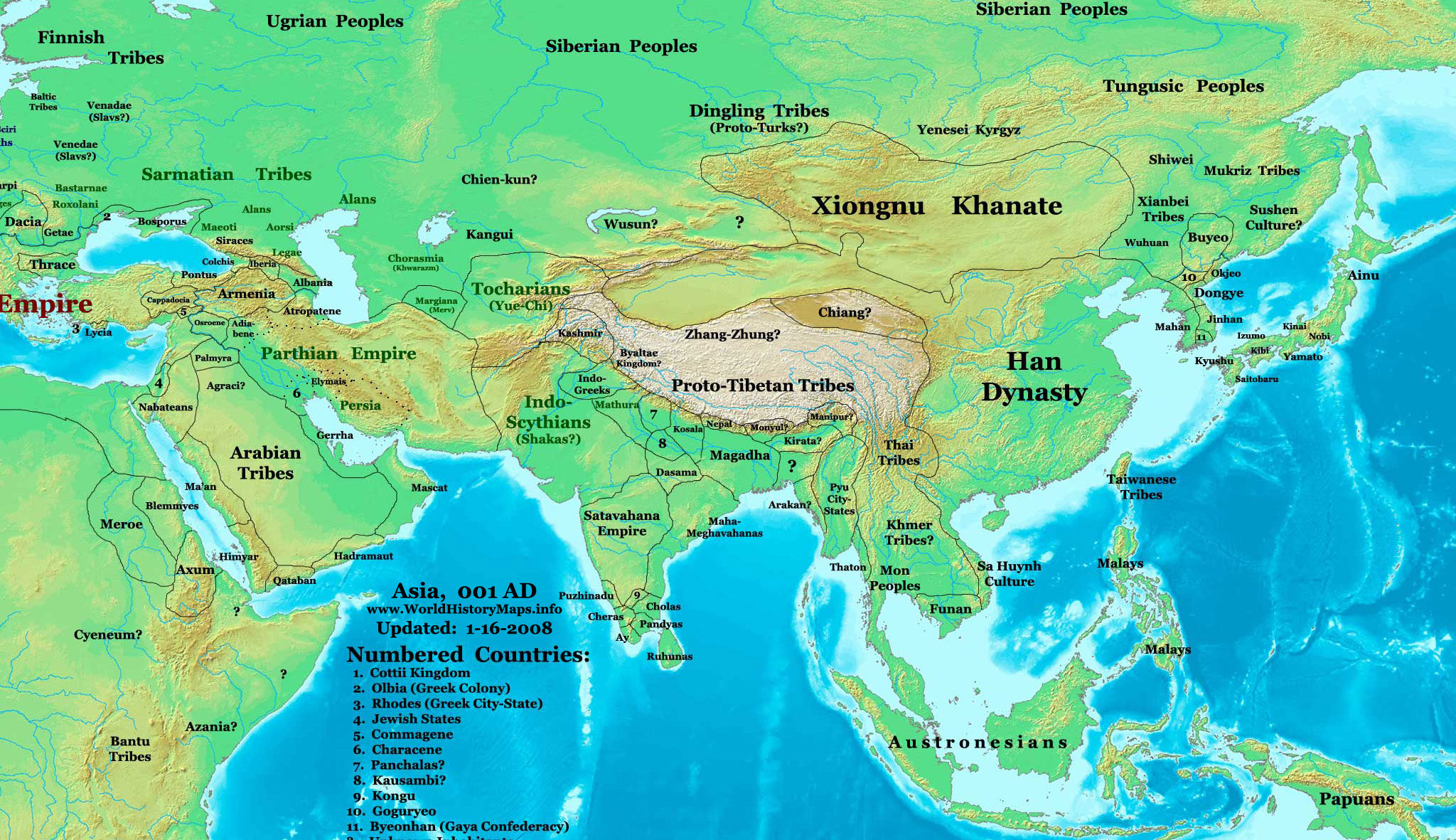
L'Asie en l'an 1.

Cette culture se divisa en trois périodes, dont la première est celle d'Oust-Edigan, qui dura du IIe siècle av. J.-C. au Ier siècle, et qui vit un essor dans un premier temps, grâce à l'épanouissement de la confédération. Cet épanouissement est dû à un traité de paix avec la dynastie Han en 198 av. J.-C., à la victoire finale des Xiongnu sur les Yuezhi en -123, mais l'essor est ralenti lorsque la guerre Han-Xiongnu éclate en 133 av. J.-C., avec la bataille avortée de Mayi, où les Xiongnu fuient. La stabilité revient en 53 av. J.-C., quand Hu Hanye, chanyu, décide de devenir vassal de la Chine. Mais cette stabilité n'est pas de longue durée, son frère Zhizhi se révolte, ce qui conduit en -36 à la bataille de Zhizhi au Kazakhstan, où les Hans sortent vainqueurs. La stabilité devient même à nouveau un essor pendant al courte période de la dynastie Xin en Chine, où le pays est plongée dans une guerre civile.
Celle période finit en l'an 48, quand la confédération éclate sur fond de querelles d'héritier du trône. Le nouvel État qui en prend la place est celui des Xiongnu du Nord, et la nouvelle période qui s'établit dans l'Altaï est celle du Bely-Bom. Les populations sont alors prises dans un État en déclin, avec deux grandes batilles perdues ; en 73 et en 89. La première, la bataille de Yiwulu (en), dans le Xianjang, entraîne la perte de celui-ci au profit de la Chine. La seconde est la bataille des monts Altai, qui opposent les Xiongnu du Nord aux Han avec leurs allié ; les Xiongnu du Sud. La bataille se solde par 13 000 troupes du Nord tuées, et 200 000 redditions de la part de 81 tribus. La région n'est cependant pas prise par les Hans, et la confédération du Nord continue encore d'exister, avec à sa tête le Chanyu du Nord (en), qui règne depuis 88. Mais en 91, Dou Xian (en), le général victorieux de la seconde bataille, part avec ses troupes pour capturer les Xiongnu du Nord qui ne sont pas rendus en 89, dont le chanyu du Nord, et les inflige une défaite importante, le chanyu du nord fuyant. Un autre chanyu succède entre 91 et 93 à la tête de confédération, mais il est tué par les Xianbei lors d'une bataille.

### Succession d'empires
La confédération est alors désintégrée, et ce sont les Xianbei qui fondent leur confédération sur les ruines de l'ancienne. Ils incorporent alors cent mille Xiongnu dans leurs rangs. Pendant ce nouvel État, la culture Boulan-Koba continue, et ils, les Xianbei, ont laissé des traces avec leurs nombreuses armes comme les flèches. La culture Boulan-Koba s'éteint avec l'arrivée des Ruanruan au pouvoir du IVe au VIe siècle.
En 552, Khaganat turc s'établit en partie sur les terres de l'Altaï, et ils diffusent l'alphabet de l'Orkhon, servant à écrire leur langue, ascendante de la langue turque moderne. Ensuite, différents pays vont se succéder des ruines de ce Khaganat. Du milieu du VIIIe siècle jusqu'au milieu du IXe siècle, c'est le Khaganat ouïgour qui domine ces terres, puis le Khaganat kirghize du Ienisseï au Xe siècle à partir des ruines de l'ancien Khagant.

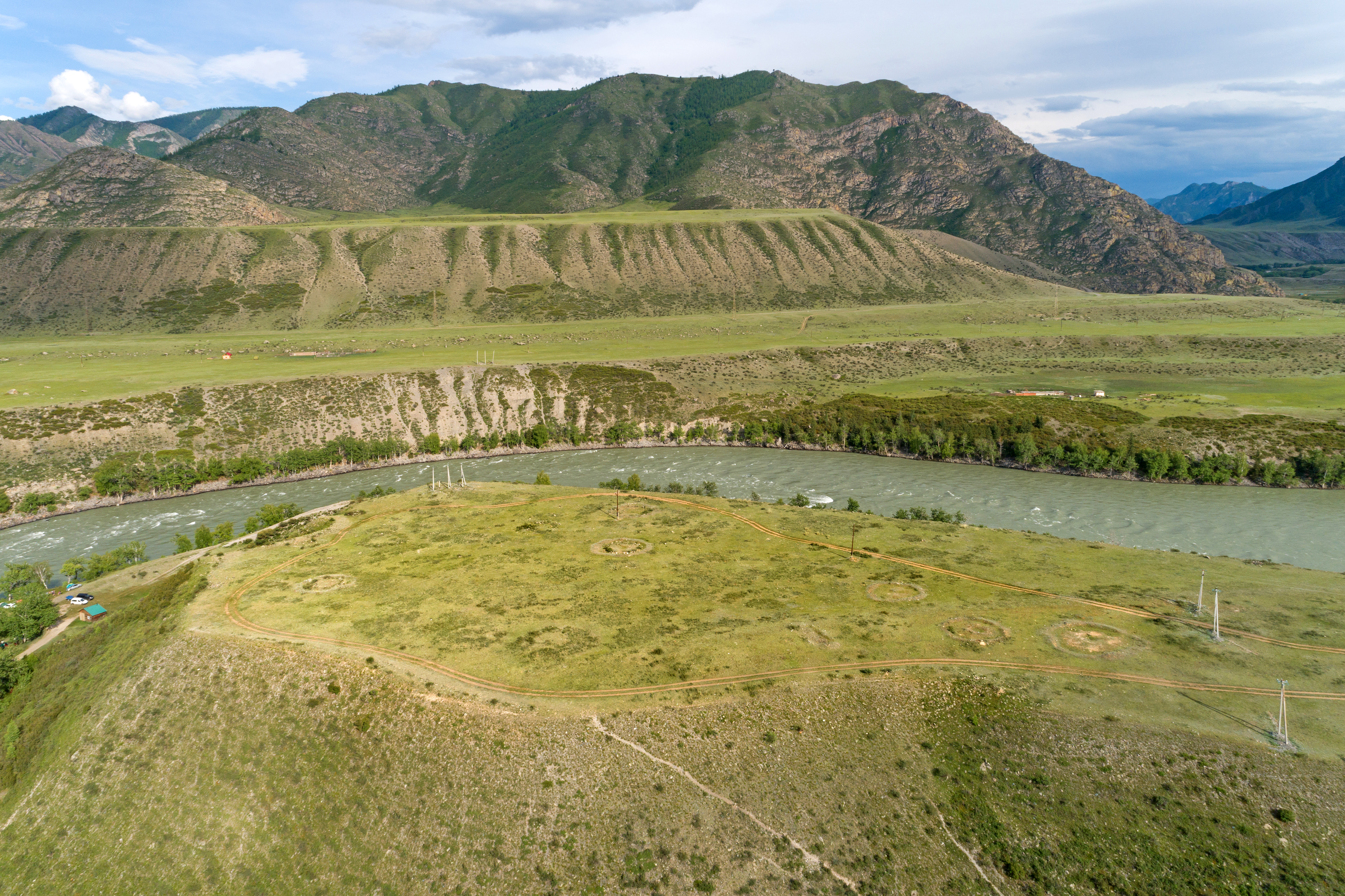
Ancien emplacement du fort de Ialoman datant du Moyen Âge.

Au XIIIe siècle; l'Empire mongol prend ces terres, puis après l'effondrement de cet empire, la dynastie Yuan récupère les terres altaïques, puis elle change de nom pour devenir la dynastie Yuan du Nord. Progressivement pendant le XIVe siècle, les Quatre oïrats prennent possession des terres. Ces 4 familles mongoles domine l'Altaï jusqu'au XVIe siècle, quand certaines tribus qui la compose migrent vers le Tibet, créant le Khanat qoshot, ainsi que vers le nord de la Caspienne, en créant le Khanat kalmouk. Les peuples et tribus qui restent fondent en 1634 le Khanat dzoungar, mais rapidement, la Principauté des Télenguites (ru) cherchent à s'imposer dans l'Altaï, que ce soit dans la plaine mais aussi dans les montagnes. Diverses guerres opposent les deux États, et en 1703, la Khanat dzoungar chasse les Télenguites (soit près de 20 000 personnes) des vallées de l'Altaï, qui doivent eux se replier dans la plaine de l'Ob, dans la région des villes actuelles de Biïsk, Barnaoul ou encore Novossibirsk. La principauté subsiste alors que dans les plaines. Mais très vite, le Khanat la Principauté s'unissent face à l'Empire russe, qui cherche à s'accroître en Sibérie. Ainsi en 1710 par exemple, la forteresse russe de Bikatoun (aujourd'hui la ville de Biïsk) est ravagée par les deux alliés, et des raids sont commis sur les caravanes russes qui se dirigent vers l'ouest.

#### Guerres Dzoungar-Qing
Et depuis 1688, des guerres font rage entre le Khanat Dzoungar et l'empire Qing, mettant en péril l'État Dzoungar. La première guerre, de 1688 à 1697 est une défaite cuisante pour le Khanat, avec la perte de territoires en Mongolie, la deuxième guerre, de 1715 à 1739 permet la récupération de la plupart des terres perdues, avec des prises importantes et stratégiques comme la prise de Lhassa en 1717. Cependant, les hostilités entre les deux états reprennent entre 1755 et 1759. Cette dernière guerre est une cuisante défaite pour le Khanat, qui est conquis, et qui subit d'énormes pertes, avec entre 420 000 et 480 000 morts, soit entre 70 % et 80 % de la population du Khanat. Sentant le vent tourné, les zaïsans de l'Altaï, des chefs de tribus mongols importants et ayant un fort pouvoir, qui contrôle dans les faits la région décide en janvier 1756 d'intégrer volontairement l'Empire russe en 1756 afin de ne pas être conquis par l'empire Qing, et ainsi d'éviter d'énormes pertes. Ces zaïsans sont au nombre de 13, et demande explicitement l'admission, la citoyenneté et la protection. Le 3 mai 1756 (14 mai dans le calendrier grégorien), le conseil des zaïsans confirment la demande, et le 24 mai 1776 (4 juin dans le calendrier grégorien), l'état-major de Sibérie fixe les conditions de l'intégration des dzoungars au sein de la Russie,.
Ces zaïsans ont fait un appel à la population, leur demandant d'être pacifique envers les Russes et qu'ils, les Zaïsans, se rangeront aux côtés des Russes si des Altaïens se révoltent : « 1756 du mois moyen d'été du 19e jour, les Zaïsans Ourkhaïev Ombin, frère de Monkhogin, fils de Khazagi, Ombin, le fils de Bolot et de Telengoutov, le zaïsan Khotoukov, frère de Khoudaïgounov, fils de Mamout et de Bouroutov, le zaïsan Nokhoydov, fils de Gendyouchko, selon cette lettre à la grande impératrice de toute la Russie, l'entrée de la citoyenneté avec tous nos oulous, avec des femmes et des enfants dans l'enfantement éternel, et à la demande de la grande impératrice, où il sera ordonné, il s'y installeront, et devant les commandants russes, quels ordres seront faites, elles seront exécutées de toutes les manières, et dans tous les cas, ne faites de reproches à personne et, selon leurs coutumes, ne montrez aucune injure ni méchanceté aux Russes. Si, en violant cela, nous causons des contradictions ou des actes déshonorants, alors la grande impératrice, dans ses propres droits, daigne d'agir avec nous. En gage d'onago, nos nobles zaïsans ont prêté serment devant Bourkhany et ont signé. »

### L'Altaï russe

#### Mise en place du pouvoir russe
Le territoire devient ainsi en 1756 une partie de l'Empire russe le 21 juin 1756, lorsque les zaïsans se réunissent dans la forteresse de Biïsk afin de se soumettre au pouvoir Russe. En septembre suivant, d'autres zaïsans en font de même. En octobre dans la forteresse d'Oust-Kamenogorsk, d'autres zaïsans prêtent allégeance, et à la fin 1756, on compte ainsi 5530 personnes devenus sujets de l'Impératrice sur le territoire incorporé. À l'été 1757, 7011 personnes sont devenus sujets selon le gouverneur d'Orenbourg. Le territoire actuel de la république de l'Altaï, tout comme le reste de l'Altaï devenu russe est alors intégré à l'ouïezd de Kouzntesk (ru), au sein du Gouvernement de Sibérie. Cette adhésion a permis à la Russie de s'implanter en Asie centrale avec la position stratégique qu'a l'Altaï.
Le 20 mai 1757, un décret demande l'enregistrement de la composition ethnique des Altaïens et de tous les réfugiés dzougariens, dont ceux qui sont allées jusqu'en Kalmoukie. Beaucoup de réfugiés quittant l'Altaï iront d'ailleurs en Kalmoukie. Pendant la fin des années 1750, des Russes ont été envoyés dans le territoire de l'Altaï afin de convaincre les Altaïens restant dans les montagnes, dont des zaïsans, de passer à la citoyenneté russe, ce qui est une réussite.
En 1760 et 1761, l'Empire russe souhaite mettre une ligne de défense au sein du territoire montagneux, via la construction de diverses installations militaires, dont des forts. Mais à cause, selon « les obstcales naturels », le plan échoue. En parallèle, et jusque dans les années 1790, la Chine des Qing souhaite l'intégration du territoire dans son Empire. Le 1er avril 1791, le chef du Sénat dirigeant demande que soit prévenu toute revendication territoriale, et qu'en cas de résolution pacifique impossible, l'action militaire devra être employé. Face à ce ton employé par la Russie, les Qing arrêtent de clamer le territoire. En 1763, le Sénat applique le Iassak à la région.

#### Gouvernement de Tomsk
Le 26 février 1804, le Gouvernement de Tomsk est formé et il occupe alors le territoire actuel de la république de l'Altaï. Le 22 juillet 1822, une réforme d'ampleur concernant l'administration, approuvé par Alexandre Ier, s'applique à la Sibérie, y compris à l'Altaï. Cette réforme est appliquée différemment selon que les peuples des régions sont sédentaires, nomades ou bien vagabonds.
Pour les Altaïens, ils sont classifiés comme nomades, ce qui leur permet de garder leur droit coutumier. Ils sont aussi exemptés de toute conscription, et bénéficient de la liberté de culte. Dans les faits, ils avaient déjà ces droits auparavant, mais rien dans la lois légiférait ceci. Les Altaïens gardent ainsi leurs zaïsans et leurs Soulgans (ru), des assemblées populaires qui régissent la propriété privée, les domaines de chasses, la collecte des impôts mais aussi qui fait la justice.
À partir de 1834, la région fait partie de l'Okroug minier de l'Altaï, mais qui est cependant subordonnée au gouvernement de Tomsk.
En juillet 1862, à Tchougoutchak, s'entame une série de négociations afin de limiter la frontière entre l'Empire russe et la dynastie Qing (qui possède alors la Mongolie), qui résulte en la signature d'un traité (en) le 25 septembre 1864.
Avec la dissolution en 1896 de l'okroug, le territoire refait partie directement du gouvernement de Tomsk.
Pendant ce temps, la population de l'Altaï croit de plus de 10 fois au cours du siècle, et de plus en plus de Russes arrivent dans la région, ainsi que des descendants de ceux qui avaient immigrés vers l'ouest lors de l'adhésion. Dans l'Altaï, l'élevage et l'agriculture connaissent un renouveau, et les Altaïens se sédentarisent. 46 % des Altaïens possédaient en 1897 des champs.

En 1897, le territoire actuel de la république de l'Altaï compte 587 localités, dont 210 villages ou villes et 377 hameaux ou campements. La population est alors répartis à 45 % dans les villages et villes, le reste étant dans les toute petites localités. Alors qu'en 1832, les Altaïens vivaient quasi exclusivement dans des yourtes, seulement 89 % d'entre eux y vivaient encore dedans, les constructions en pierres et briques commençant à se répandre à travers la région.

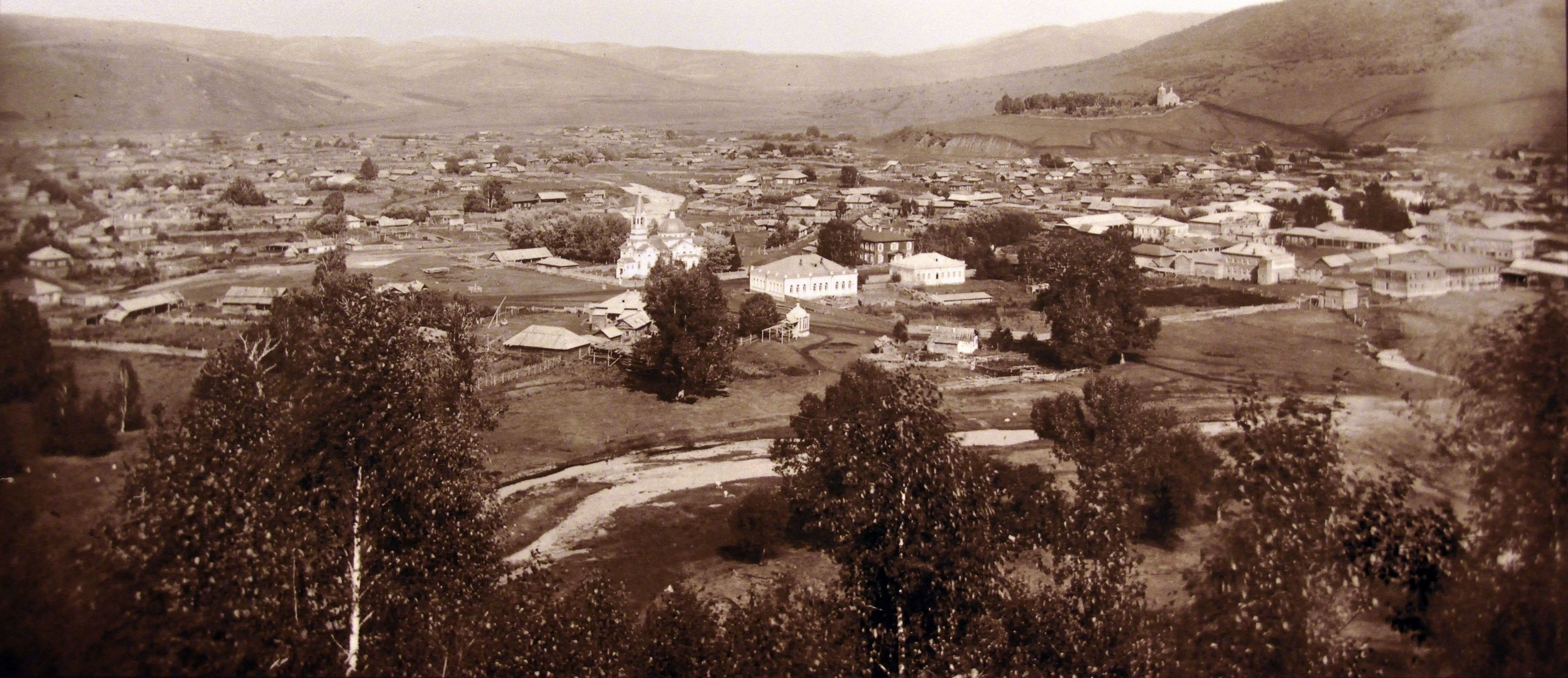
Gorno-Altaïsk au début du XXe siècle.

Le 31 mai 1899, une loi agraire crée un cadastre dans la république de l'Altaï, et les Altaïens possèdent alors désormais leurs propriétés privés.
En 1912, le territoire compte 630 établissements humains, répartis en 263 collectivités locales.
Le 17 juin 1917, la Gouvernement de l'Altaï est formé, récupérant le territoire.

### Guerre civile russe

#### Prise de l'Altaï par les Blancs
Le 22 février 1918, au sein du Gouvernement de l'Altaï, l'ouïezd de Gorno-Altaïsk est formé, avec la volonté de créer à terme une république indépendante bourkhaniste pour les Oïrats sur le territoire de la R, ce qui est soutenu par l'assemblée du gouvernement de Tomsk qui donne le droit à l'autodétermination, ainsi que par Grigori Potanine.
La guerre civile commence dans la république de l'Altaï avec la révolte de la Légion tchécoslovaque en mai 1918, qui est en grande partie soutenue par la population locale, insatisfaite des politiques des bolchéviques à l'échelle nationale. En parallèle dans la région, des détachements de l'Armée rouge se forme à travers la région, avec comme plus grand détachement celui de Chebalino, comptant 260 personnes, et dirigé par un certain Pletnev. Les détachements sont dirigés par le Soviet de Biïsk. Ces partisans s'opposent aux Armées Blanches qui contrôlent la région en grande partie, et le 9 mai 1918, ils prennent d'ailleurs Chebalino. Pendant l'été 1918, ces deux armées s'opposent sur les rives de la Tchoumych.
Mais Biïsk tombent aux mains d'Alexandre Koltchak le 9 juin 1918, et les détachements dont celui de Chebalino sont encerclés, sans approvisionnements d'armes et de munitions. Le 9 juin 1918 à Oulala, l'ouïezd de Gorno-Altaïsk devient le Gouvernement de Karakorum (en), toujours avec le même objectif indépendantiste. Le président du conseil de village, conseil formé au printemps, est forcé de se cacher à cause de la prise de Biïsk, même si les soviétiques ne sont pas encore chassés de l'Altaï. Début juillet au col de la Séma, le détachement de Pletnev décide que lutter sous forme de guérilla sera plus facile, et les Blancs reprennent Chebalino.
Face aux détachements communistes qui émergent dans l'Altaï, le Gouvernement provisoire de la Sibérie autonome décide de les réprimer afin que l'Altaï ne tombe pas aux mains des rouges. Le 14 juillet 1918, un capitaine d'état-major blanc, D. Satunin arrive à Gorno-Altaïsk, malgré quelque rebellions au sein de ses rangs, certains ne voulant pas être subordonnés à ce capitaine mais à un autre. Les soviétiques sont alors chassés de la ville, et des exécutions extrajudiciaires sont commises envers les sympathisants des bolchéviques. Le gouvernement de Sibérie demande alors à Satunin de rendre les armes, et de laisser le gouvernement de Karakorum s'en charger.

#### Fuite ratée de Piotr Soukhov

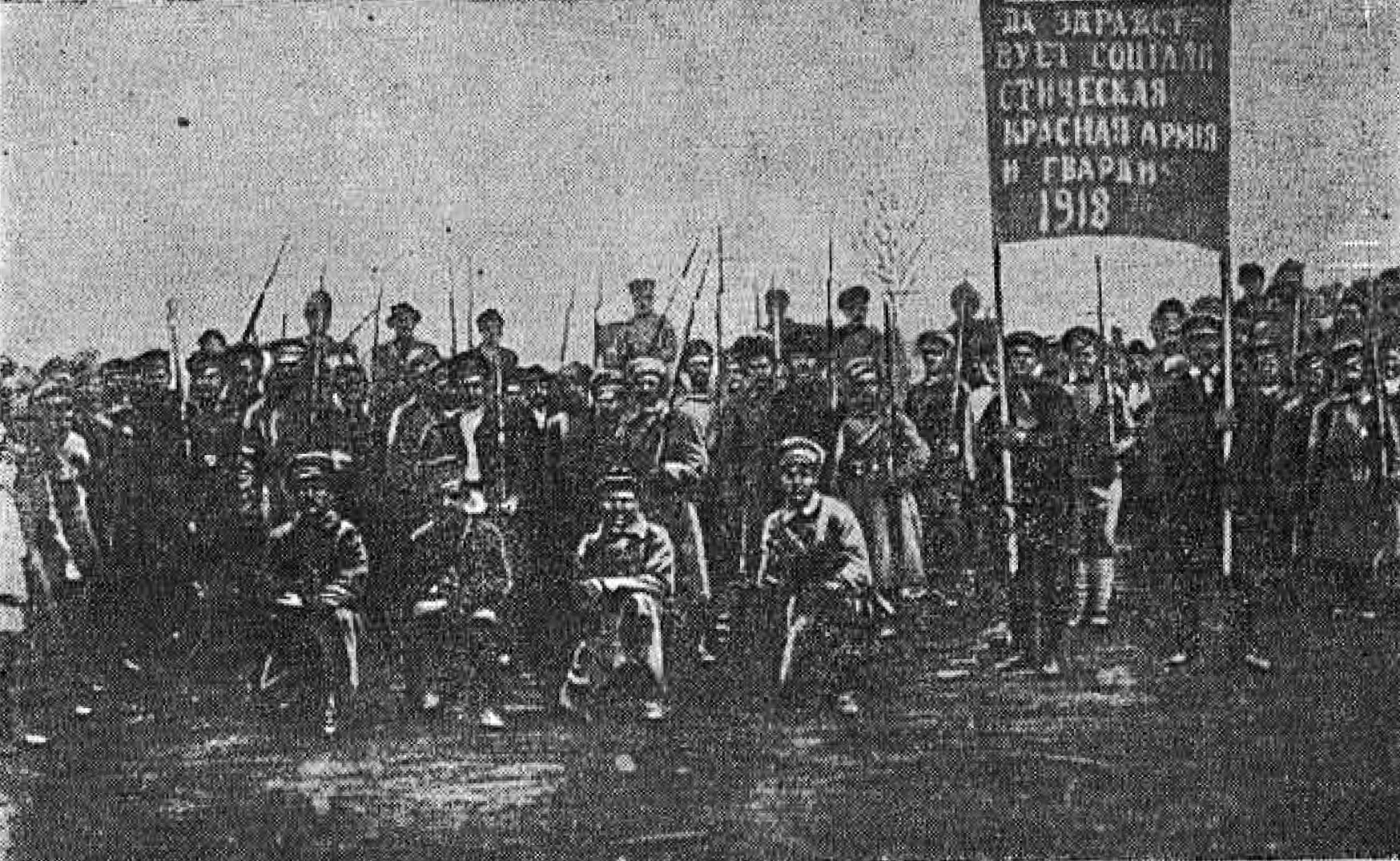
Détachement de Piotr Soukhov

En été, alors que la Sibérie est quasi entièrement aux mains des blancs, une unité rouge se replie de Barnaoul. Cette unité est menée par le commandant Piotr Fedorovitch Soukhov (ru). Le 15 juin 1918, l'unité, de 2000 personnes se retrouve à Altaïskoïe (dans le kraï de l'Altaï aujourd'hui). À ce moment-là, les blancs pensaient qu'ils iraient vers Omsk, mais Soukhov, bien informé, apprend qu'Omsk est en train de tomber aux mains des blancs, et doit donc se retirer vers le sud, afin de rejoindre l'Armée du Turkestan (en) en Mongolie, en traversant l'Altaï.
Mais leur avance est semée d'embûches tout au long du chemin, et cause une impopularité forte envers les communistes chez la population locale. Ils doivent en effet voler des provisions, chevaux et charrettes aux paysans par la force afin de mener à bien leur fuite. Le 2 août, les « Soukhovites » arrivent à Telejikha (en)(kraï de l'Altaï aujourd'hui), et subissent une importante défaite face au général Volkov (ru), qui avait été envoyé par le Gouvernement de Sibérie afin de les éliminer. Sur les 2000 Soukhovistes, 400 seulement arrivent à fuir, le reste étant fait prisonnier, et pour 59 d'entre eux, morts. Ils avaient d'ailleurs déjà perdu 17 hommes à Solonechnoïe (en). Les Soukhovistes restants continuent leur fuite vers le sud, mais sont constamment harcelés par les blancs. À Topolny (ru) (kraï de l'Altaï aujourd'hui), ils perdent 40 personnes, et une fois la frontière moderne entre le kraï de l'Altaï et la République passées, ils en perdent 17 autres à Tchyorni Anouï (en). Ils continuent vers le sud, en évitant la vallée de l'Anouï, mais dans le village reculé de Karakol (en), une embuscade leur fait perdre 9 hommes, et en passant par Oust-Kan, ce sont 12 de plus,.
Le 9 août, ils arrivent à Oust-Koksa, il y n'a alors que 253 rouges, et il ne reste alors plus que 60 verstes (64 km) jusqu'au village de Katanda, dernier village sur leur chemin avant d'emprunter les monts Katoun vers la Mongolie. Mais sur ces 64 kilomètres, ils doivent éviter de passer à travers la steppe d'Ouïmon, et contournent par des montagnes. Le 10 août, ils arrivent à Katanda, et prennent de fait le village. Des éclaireurs partent vers la suite du chemin et dans les alentours, en incluant le village de Tioungour, et notent aucune présence ennemie. Mais dans l'après-midi, non loin de Tiougour, deux embuscades les prennent d'assaut, puis au cours des jours suivant, le détachement de Volkov et les paysans prennent les Soukhovistes petits groupes par petits groupes, et le 12, Soukohv est assassiné. Tous sauf un des 253 rouges sont tués, et la plupart sont d'abord interrogés puis enterrés, dont dans une fosse commune à Tioungour avec 144 corps dont Soukhov, ce qui en fait la plus grande fosse commune de Sibérie occidentale.

#### Prise par les Rouges de l'Altaï
En septembre 1919, alors que l'Altaï est entièrement aux mains des Blancs, les mouvements rouges réapparaissent dans la région. À Tchyorni Anouï, une brigade est formée (le 1er régiment), et absorbe des volontaires de nombreuses régions dont de la steppe d'Ouïmon. Le commandant de la brigade I. Tretyak est sous la menace du capitaine d'état-major blanc Alexandre Kaigorodov (ru), et décide alors de rejoindre la steppe d'Ouïmon. Sur le chemin de Tchorny Anouï à la steppe, ils rencontrent à Oust-Kan la brigade blanche, et les rouges en sortent victorieux. Quand ils s'installent dans la steppe, ils comptent alors plus de 2000 volontaires.
À Abaï, près d'Oust-Koksa, un autre détachement est formé de 600 personnes (le 3e régiment). Et Ladkin, le commissaire de ce détachement, reçoit l'ordre de mobiliser toute la population masculine de la steppe d'Ouïmon âgée d'entre 18 et 45 ans. En octobre, le détachement est rassemblé avec la brigade de Tretyak en une seule brigade. En parallèle, des mouvements partisans émergent à Tchoïa, à Papsaul et Ynyrga, des villages proches de la ville de Gorno-Altaïsk.
Mais tous ces mouvements partisans, qui était représenté par des riches, des agriculteurs, des éleveurs, des marchands et d'autres classes sociales a entraîné une lutte pour le contrôle de ces mouvements, à la fois dans les domaines militaires et civil. L'opposition était surtout quant aux valeurs démocratiques, avec un front pro-démocratie (mencheviks) et un front contre celle-ci (bolcheviks). Dans le domaine militaire cependant, c'était surtout les bolcheviks qui étaient aux commandes.

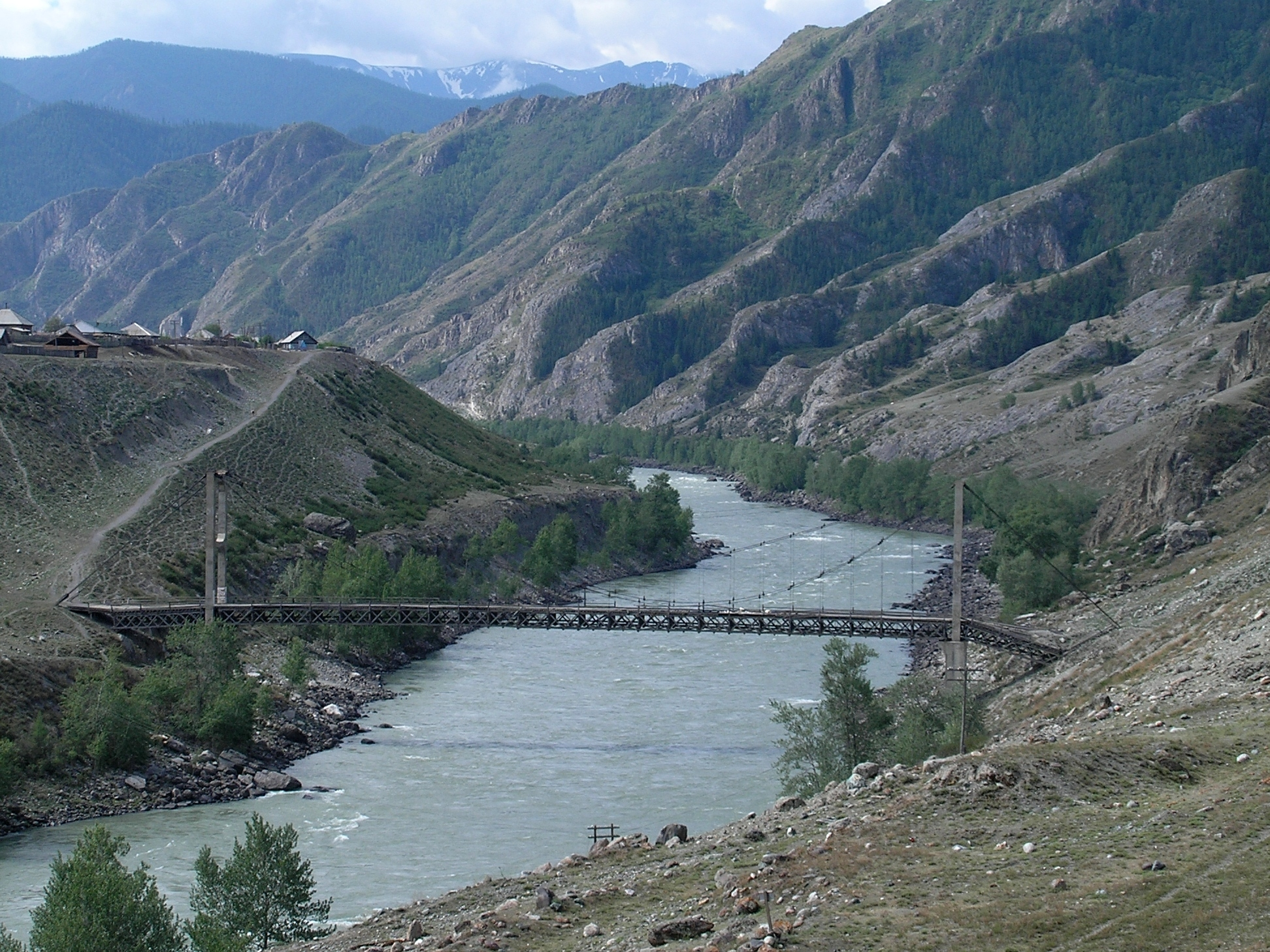
La Katoun à Inia.

Peu importe ces divisions, les partisans cherchent à prendre le pouvoir dans une région blanche. Leur plan est de s'emparer de la route de la Tchouïa, corridor stratégique de transport, le seul d'ailleurs, pour toute la république de l'Altaï. Le 3e régiment était missionné de descendre la Katoun depuis la steppe, et de prendre le village d'Inia, tandis que les 1er et 2e régiments devaient marcher jusqu'à Touyekta (en), bien plus au nord, et ainsi prendre en étau les soldats de l'Armée Blanche stationnés à Ongoudaï. Les insurgés ont un allié de taille, la géographie, bloquer un seul village sur la route, c'est bloquer toute la route car il n'y a aucune alternative et la vallée passe dans des vallées étroites.
Alors que les révoltes émergent, Koltchak cherchent à éteindre la rébellion, et les Blancs rassemblent ainsi des forces à Biïsk et des escouades à Smolenskoïe (ru), préparées à la hâte. Le chef Blanc de Biïsk, le lieutenant-colonel Khmelevsky forme et arme des escouades dans les villages de Chebalino, repris depuis, ainsi qu'à Ongoudaï et Koch-Agatch. De plus, le 2 octobre, des soldats biélorusses stationnés à Biïsk est envoyé dans la région, et une centaine de division du gouvernement de l'Altaï, armés avec une importante artillerie arrivent aussi. Chebalino devient le quartier général de Khmelevsky, et il ordonne le 10 octobre de prendre la steppe d'Ouïmon, bastion de la révolte.
1300 soldats blancs prennent d'abord les sentiers et chemins menant à la steppe, mais les régiments encore stationnés dans la steppe vainquirent plusieurs détachements blancs. La bataille d'Oust-Kan se solde par un échec pour les Blancs. Khmelevsky, vaincu, fuit vers Altaïskoïe. Les rouges prennent les vallées de la Tcharych et de l'Anouï au sein de la région.
Le 18 décembre 1919, alors que Biïsk est tombé il y a 11 jours, Gorno-Altaïsk tombent aux mains des soviétiques, puis dans les jours suivant, Tchemal est pris. Le 50e bataillon du 1er régiment soviétique de Biïsk est alors formé dans ces villes, afin de vaincre les armées blanches encore présentes dans la région.
Le 23 décembre 1919, le village de Topoutchaïa (en), au nord de Touyekta, est pris par les rouges, et la route de la Tchouïa est alors bloquée. Les armées blanches sont alors coupées en deux, et les armées au sud de Touyekta (dont à Ongoudaï et Koch-Agatch) décident de se retirer vers la Mongolie.

#### Retraite de Kaigorodov

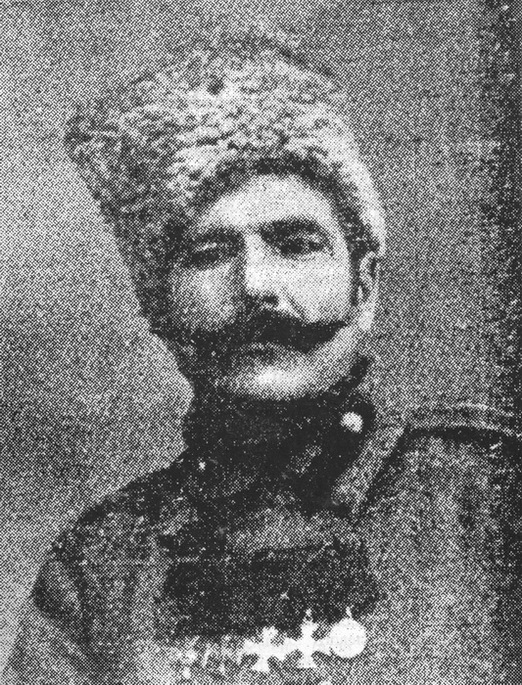
Kaigorodov.

L'Armée rouge, à partir de fin décembre, commence sa conquête total de la région, alors que les Blancs se retirent. Fin décembre, lors d'une bataille à Iodro (en), le commandant blanc Satunin est mortellement blessé, et un colonel, Elatchitch devient le chef des Blancs de la région, avec dans ses rangs un certain Alexandre Petrovitch Kaigorodov (en). Kaigorodov est un ancien soldat tsariste, qui a participé à la première guerre mondiale, et qui est né à Abaï. Il était né de père russe et de mère Altaïenne, il connaissait donc bien la région, et était populaire au sein de la région, en particulier chez les paysans.
Cette division fuyante subit néanmoins de nombreuses défaites les mois suivants, et souffre du manque de nourriture et d'une épidémie de typhus au sein de ses rangs. Elatchitch en souffre d'ailleurs, ce qui fait que Kaigorodov est de facto le chef des troupes. Le 7 avril 1920, alors que les Blancs sont fortement affaiblis, ils subissent une défaite importante au niveau de la rivière Aigoulak (ru), dans la vallée de la Tchouïa. Cette défaite entraîne le même jour la perte de Tchibit. Après cette défaite, Kaigorodov commence des négociations pour la reddition de ses troupes, en souhaitant qu'ils puissent avoir une retraite en Mongolie. Alors que les négociations se passent, les Blancs continuent à subir des défaites. Le 10 avril, Oulagan et le Katou-Iaryk sont pris, le 12 c'est la vallée du Tchoulychmann.
Entre-temps, sur les 2400 à 2700 gardes blancs de fin mars, de nombreux sont défaits dans des villages au cours du mois, et seulement 600 à 700 s'enfuissent vers la Mongolie, sous les ordres de Kaigorodov. Le 11 avril, alors que les rouges cherchent à retrouver ceux qui se replient en Mongolie, le village de Koch-Agatch est pris, puis le 14 avril, c'est au tour de Tachanta. Le 19 avril, les troupes de Kaigorodov (les 600 à 700 restants) franchissent la frontière avec la Mongolie au niveau du col Dourbet-Daba.

#### Kaigorodov, Mongolie et «Campagne contre la Russie»

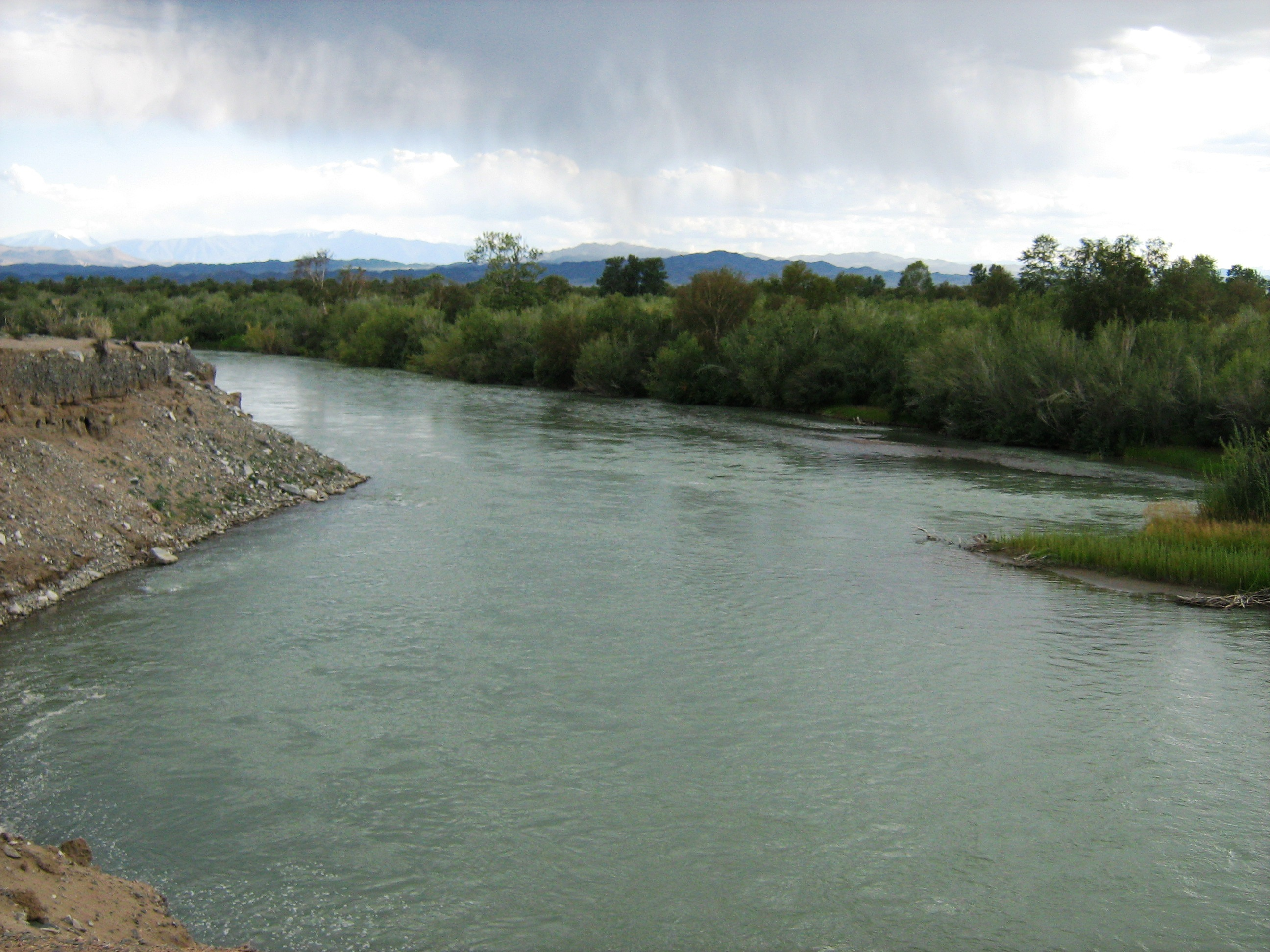
Rivière Khovd en Mongolie.

Début 1921, alors que ses troupes et lui sont en errances dans l'ouest désertique de la Mongolie, ils s'établissent finalement dans l'Altaï mongol, sur les rives de la rivière Khovd (en). En ce même lieu, d'autres troupes blanches venant de Sibérie qui s'était exilé en Mongolie les rejoigne. C'est Kaigorodov qui prend la tête de tous ces blancs, sous le nom du Sitch de l'Altaï, le sitch étant à la base le centre politique démocratique des Cosaques. Ces troupes disposent d'un nombre important de bétail, afin de ne pas manquer de nourriture. Ces bêtes furent prises lors de raides envers des marchands, et le consulat de Chine à Khovd avait d'ailleurs demander l'arrêt de ces raids.
En été 1921, et particulièrement dès août, alors que les soviétiques occupent désormais entièrement l'Altaï, des révoltes et de la résistance contre eux se forment, avec des réseaux bien organisés. Mais en Mongolie, l'Armée rouge est aussi présente, et des escarmouches ont lieu, ainsi qu'une petite bataille le 9 août, gagné par Kaigorodov.
Le 25 juin 1921, le « Détachement consolidé de partisans russo-étrangers de la Région du Gorny-Altaï » est formé par Kaigorodov, regroupant Russes, Mongols, Altaïens et autres qui sont du côté des Blancs. C'est alors qu'à la fin de l'été, le 22 septembre 1921, il part avec de détachement dans l'Altaï, dans le but de récupérer la région.
Le 25 septembre, le col Dourbet-Daba est traversé par les troupes, et après être passé par Tachanta, ils se dirigent vers Koch-Agatch. Selon les renseignements de Kaigorodov, il y aurait cinq cents militaires de l'Armée rouge stationnés dans le village. De plus, il sait que les troupes dorment jusqu'à tard le matin.
Il attaque ainsi Koch-Agatch le 27 à l'aube, mais grâce aux informations de Kazakhs locaux, les rouges sont au courant de l'attaque, qui eux, sont sortis du village afin de les encercler. L'encerclement n'est pas total, et les troupes de Kaigorodov arrivent à s'enfuir, en subissant de lourdes pertes. Ils se retirent alors à Djana-Aoul, village vingt kilomètres au sud. Cette défaite affecte fortement le moral des troupes et du chef de ces troupes, et les officiers du détachement refusent désormais de continuer la campagne, seuls quatre continuent à croire à une sortie victorieuse de la campagne.
Le 29 septembre au soir, le détachement se divise à jamais, avec ceux qui abandonnent et partent vers la Mongolie vers Khovd, désormais avec le général Sokolnitsky aux commandes, et de l'autre côté les partisans de Kaigorodov, qui partent pour Abaï, village symbolique pour le chef. Pendant 6 mois, alors que les rouges les chassaient, ils ont arrivés à chaque fois à les échapper. En avril 1922, la fin a sonné, Kaigorodov est tué à Katanda la 16 avril lors d'un affrontement avec un des détachements à but spécial (ru). Avec la mort de ce dernier, la guerre civile est terminée dans l'Altaï, le territoire est entièrement aux mains des communistes.

### Époque soviétique
Le 1er juin 1922, une fois la guerre civile terminée dans la région, l'oblast autonome Oïrat est créé, de la division en deux de l'ancienne subdivision impériale. Gorno-Altaïsk, alors nommée Oulala, devient la capitale, et le 2 mars 1932, la région est renommée en oblast autonome d'Oirot (Gorno-Altaïsk s'appelle alors Oirot-Toura), et le 7 janvier 1948, la région devient l'oblast autonome de Gorno-Altaï, alors que la capitale est renommée Gorno-Altaïsk.
Peu avant la fin, le 25 octobre 1990, la région devient une république socialiste soviétique autonome, en même temps de proclamer sa souveraineté, et le 3 juillet 1991, elle devient la république socialiste soviétique autonome du Haut-Altaï.

### Depuis 1992
Après la dislocation de l'URSS, la région devient en mai 1992 la république du Haut-Altaï, et le 12 décembre 1993, la république de l'Altaï. Depuis le 7 juin 1997, la région dispose d'une constitution, d'un drapeau et d'armoiries.

## Politique et administration

### Organisation des pouvoirs

#### Pouvoir exécutif
Le chef de la république ou gouverneur est élu au scrutin uninominal majoritaire à deux tours pour un mandat de cinq ans, sauf si un candidat dépasse les 50 % au premier tour. Il détient le pouvoir exécutif, il est chargé de nommer, avec l'accord de l'assemblée, le gouvernement de la République. Les dernières élections eurent lieu en 2019, et ont vu Oleg Khorokhordine de Russie unie l'emporter à 58,82 % au premier tour. Le candidat communiste a fait 31,64 % des suffrages exprimés, et le parti libéral démocrate 6,54 % des suffrages exprimés. En juin 2024, ce dernier a démissionné, et Andreï Tourchak, ancien gouverneur de l'oblast de Pskov, a été nommé gouverneur par intérim par le président Vladimir Poutine.
| Période          | Période          | Identité               | Étiquette                  | Qualité |
| ---------------- | ---------------- | ---------------------- | -------------------------- | --- |
| 1er février 1994 | 30 janvier 1997  | Valery Tchaptynov (en) | Indépendant                | Président du Soviet suprême de la RSSA du Gorno-Altaï (1990-1994).                                                                |
| 30 janvier 1997  | 13 janvier 1998  | Vladilen Volkov (en)   | Indépendant                | Premier vice-président de l'Assemblée d'État (1994-1997)                                                                          |
| 13 janvier 1998  | 19 janvier 2002  | Semion Zoubakine (en)  | Union des forces de droite | Connu pour avoir fait l'un des pires scores de Russie d'un candidat sortant candidat à sa réélection; 15% en 2001 au premier tour |
| 19 janvier 2002  | 26 janvier 2006  | Mikhaïl Lapchine (en)  | Parti agrarien de Russie   | |
| 26 janvier 2006  | 20 mars 2019     | Alexandre Berdnikov    | Russie Unie                | Garde-frontière, Démissionnaire                                                                                                   |
| 20 mars 2019     | 1er octobre 2019 | Oleg Khorokhordine     | Indépendant                | Nommé par intérim |
| 1er octobre 2019 | 4 juin 2024      | Oleg Khorokhordine     | Indépendant                | Doctorat en sociologie, Démissionnaire                                                                                            |
| 4 juin 2024      | En cours         | Andreï Tourtchak       | Russie unie                | Nommé par intérim |

#### Pouvoir législatif
L'assemblée nationale, nommée El Kouroultaï, qui est le pouvoir législatif de la république de l'Altaï, est composée d'un total de 41 sièges renouvelés tous les cinq ans, dont 30 sièges au scrutin uninominal majoritaire à un tour dans autant de circonscriptions électorales, et 11 au scrutin proportionnel plurinominal. Les dernières élections eurent lieu en 2019, et Russie Unie est arrivée en tête avec 26 sièges, suivi par le Parti communiste avec 7 sièges, puis 4 sièges d'indépendants. Les partis Rodina, libéral-démocrate, Russie juste, et le Parti des entrepreneurs ont chacun eu un siège.

### Tendances politiques
| Scrutin | 1er tour | 1er tour | 1er tour | 1er tour | 1er tour | 1er tour | 1er tour | 1er tour | 1er tour | 1er tour | 1er tour | 1er tour | 2d tour                  | 2d tour                  | 2d tour                  | 2d tour                  | 2d tour                  | 2d tour                  | 2d tour                  | 2d tour                  |
| Scrutin | 1er      | 1er      | %        | 2e       | 2e       | %        | 3e       | 3e       | %        | 4e       | 4e       | %        | 1er                      | %                        | 2e                       | %                        | 3e                       | %                        | 4e                       | %                        |
| --- | -------- | -------- | -------- | -------- | -------- | -------- | -------- | -------- | -------- | -------- | -------- | -------- | ------------------------ | ------------------------ | ------------------------ | ------------------------ | ------------------------ | ------------------------ | ------------------------ | ------------------------ |
| Présidentielle 2012 |          | ER       | 66.87    |          | KPRF     | 16.92    |          | SE       | 6.15     |          | LDPR     | 5.60     | Victoire au premier tour | Victoire au premier tour | Victoire au premier tour | Victoire au premier tour | Victoire au premier tour | Victoire au premier tour | Victoire au premier tour | Victoire au premier tour |
| Gouvernorale 2014 |          | ER       | 50,63    |          | FC       | 36,44    |          | KPRF     | 7,72     |          | LDPR     | 3,01     | Victoire au premier tour | Victoire au premier tour | Victoire au premier tour | Victoire au premier tour | Victoire au premier tour | Victoire au premier tour | Victoire au premier tour | Victoire au premier tour |
| Législative 2016 |          | ER       | 48,81    |          | KPRF     | 18,89    |          | LDPR     | 12,73    |          | SRZP     | 4,10     | Tour unique              | Tour unique              | Tour unique              | Tour unique              | Tour unique              | Tour unique              | Tour unique              | Tour unique              |
| Présidentielle 2018 |          | ER       | 70.62    |          | KPRF     | 20.66    |          | LDPR     | 5.22     |          | GRANI    | 0.90     | Victoire au premier tour | Victoire au premier tour | Victoire au premier tour | Victoire au premier tour | Victoire au premier tour | Victoire au premier tour | Victoire au premier tour | Victoire au premier tour |
| Gouvernorale 2019, |          | ER       | 35,81    |          | KPRF     | 35,62    |          | LDPR     | 15,74    |          |          |          | Victoire au premier tour | Victoire au premier tour | Victoire au premier tour | Victoire au premier tour | Victoire au premier tour | Victoire au premier tour | Victoire au premier tour | Victoire au premier tour |
| Législative régionale 2019 |          | ER       | 34,18    |          | KPRF     | 29,50    |          | LDPR     | 12,03    |          | Rodina   | 5.38     | Tour unique              | Tour unique              | Tour unique              | Tour unique              | Tour unique              | Tour unique              | Tour unique              | Tour unique              |
| Législative 2021 |          | ER       | 38.50    |          | KPRF     | 30.09    |          | SRZP     | 8,85     |          | LDPR     | 7.85     | Tour unique              | Tour unique              | Tour unique              | Tour unique              | Tour unique              | Tour unique              | Tour unique              | Tour unique              |
| Présidentielle 2024 |          | ER       | 86,49    |          | KPRF     | 5,63     |          | NL       | 3,43     |          | LDPR     | 2,73     | Victoire au premier tour | Victoire au premier tour | Victoire au premier tour | Victoire au premier tour | Victoire au premier tour | Victoire au premier tour | Victoire au premier tour | Victoire au premier tour |
| Ces chiffres de la Commission électorale centrale sont donnés à titre indicatif. Les élections ne sont pas considérées comme libres, pluralistes et justes en Russie,. |          |          |          |          |          |          |          |          |          |          |          |          |                          |                          |                          |                          |                          |                          |                          |                          |

### Représentation fédérale

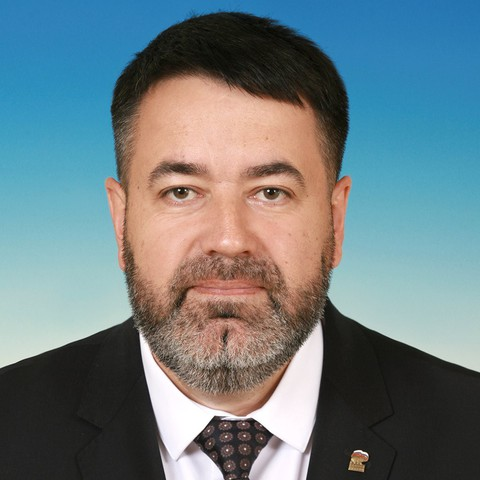
Roman Ptitsyne, députée de la Douma pour la république de l'Altaï.

La république de l'Altaï est l'un des sujets de la fédération de Russie, et elle est soumise aux mêmes règles que les autres sujets et doit respecter la Constitution russe de 1993. Le république forme pour les élections législatives russes la circonscriptions électorale de l'Altaï (no 2), qui recouvre l'ensemble de la république (at-large). La circonscription élit un député à la douma d'État, qui est actuellement Roman Ptitsyne, du parti Russie unie, pour la VIIIe législature de 2021 à 2026.
La République, comme chaque sujet, est représentée au Conseil de la fédération par deux sénateurs. Le premier est élu par le pouvoir législatif (l'assemblée) et le représente, tandis que le second est nommé par le pouvoir exécutif (gouvernement) et le représente. L'Assemblée et le gouvernement élisent leurs représentants lorsqu'ils prennent leurs fonctions respectives. Le représentant du gouvernement est Tatiana Guiguel (Russie unie) de septembre 2019 à septembre 2024, tandis que le représentant du conseil est Vladimir Poletaïev (Russie unie) de septembre 2019 à septembre 2024.

### Divisions administratives

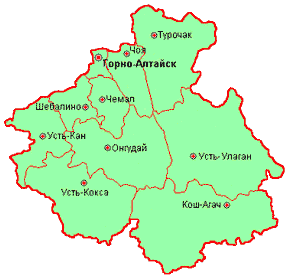
Carte des subdivisions de la République.

La république de l'Altaï est divisée administrativement en dix raïons plus l'okroug urbain (ville) de Gorno-Altaïsk. Les 10 raïons sont subdivisés en 91 selsoviets, qui peuvent contenir plusieurs villages en eux. Il y a en tout une ville, 30 établissements ruraux et 216 villages.
| Subdivision          | Nom russe             | Centre administratif | Superficie (km2) | Population (2021) | Densité (hab./km2) |
| -------------------- | --------------------- | -------------------- | ---------------- | ----------------- | ------------------ |
| Gorno-Altaïsk        | Горно-Алтайск         | Gorno-Altaïsk        | 95,5             | +65 342,          | 684,21             |
| Raïon de Chebalino   | Шебалинский район     | Chebalino            | 3 794            | +11 988,          | +3,5               |
| Raïon de Koch-Agatch | Кош-Агачский район    | Koch-Agatch          | 19 845           | +18 328,          | +0,9               |
| Raïon de Maïma       | Майминский район      | Maïma                | 1 284,55         | +30 375,          | +20,6              |
| Raïon d'Ongoudaï     | Онгудайский район     | Ongoudaï             | 11 695,96        | +14 051,          | +1,3               |
| Raïon d'Oulagan      | Улаганский район      | Oulagan              | 18 393,62        | +11 623,          | +0,6               |
| Raïon d'Oust-Kan     | Усть-Канский район    | Oust-Kan             | 6 243,77         | +11 438,          | +2,3               |
| Raïon d'Oust-Koksa   | Усть-Коксинский район | Oust-Koksa           | 12 951,86        | +15 801,          | +1,3               |
| Raïon de Tchemal     | Чемальский район      | Tchemal              | 3 018,67         | +10 180,          | +3,2               |
| Raïon de Tchoïa      | Чойский район         | Tchoïa               | 4256,26          | +07 624,          | +1,9               |
| Raïon de Tourotchak  | Турочакский район     | Tourotchak           | 11 060           | +11 174,          | +1,1               |

## Population et société

### Démographie

#### Évolution démographique
Selon le recensement panrusse de 2010, les Russes composaient 56,6 % de la population, les Altaïens 33,9 % (Télenguites compris), les Kazakhs 6,2 % (principalement dans le raïon de Koch-Agatch) et enfin le reste, 3,3 % est composé d'autres ethnies.
Recensements (*) ou estimations de la population,,,:
| 1763  | 1797  | 1816  | 1832   | 1859   | 1880   | 1897*  | 1916   |
| ----- | ----- | ----- | ------ | ------ | ------ | ------ | ------ |
| 3 300 | 4 500 | 7 200 | 12 800 | 20 100 | 28 300 | 41 983 | 65 148 |

| 1920*  | 1926*  | 1933    | 1939*   | 1959*   | 1970*   | 1979*   | 1989*   |
| ------ | ------ | ------- | ------- | ------- | ------- | ------- | ------- |
| 86 673 | 99 672 | 106 055 | 162 260 | 157 161 | 168 261 | 172 040 | 190 831 |

| 2002*   | 2010*   | 2012    | 2013    | 2014    | 2015    | 2016    | 2017    |
| ------- | ------- | ------- | ------- | ------- | ------- | ------- | ------- |
| 202 947 | 206 168 | 208 425 | 210 344 | 211 645 | 213 703 | 215 161 | 217 007 |

| 2018    | 2019    | 2020    | 2021*   | 2023    | 2024    | - | - |
| ------- | ------- | ------- | ------- | ------- | ------- | - | - |
| 218 063 | 218 866 | 220 181 | 210 924 | 210 769 | 210 765 | - | - |

#### Localités les plus peuplées
| Nom           | Statut  | Raïon                | Population (dernier recensement) |
| ------------- | ------- | -------------------- | -------------------------------- |
| Gorno-Altaïsk | ville   | Aucun                | 65 363 (2021)                    |
| Maïma         | village | Raïon de Maïma       | 17 824 (2021)                    |
| Koch-Agatch   | village | Raïon de Koch-Agatch | 10 297 (2021)                    |
| Tourotchak    | village | Raïon de Tourotchak  | 5715 (2021)                      |
| Ongoudaï      | village | Raïon d'Ongoudaï     | 5767 (2021)                      |
| Chebalino     | village | Raïon de Chebalino   | 5185 (2021)                      |
| Kyzyl-Oziok   | village | Raïon de Maïma       | 4766 (2021)                      |
| Oust-Koksa    | village | Raïon d'Oust-Koksa   | 4437 (2021)                      |
| Oust-Kan      | village | Raïon d'Oust-Kan     | 4934 (2021)                      |
| Tchemal       | village | Raïon de Tchemal     | 4011 (2021)                      |
| Oulagan       | village | Raïon d'Oulagan      | 4203 (2021)                      |
| Aktach        | village | Raïon d'Oulagan      | 2113 (2021)                      |

#### Composition ethnique

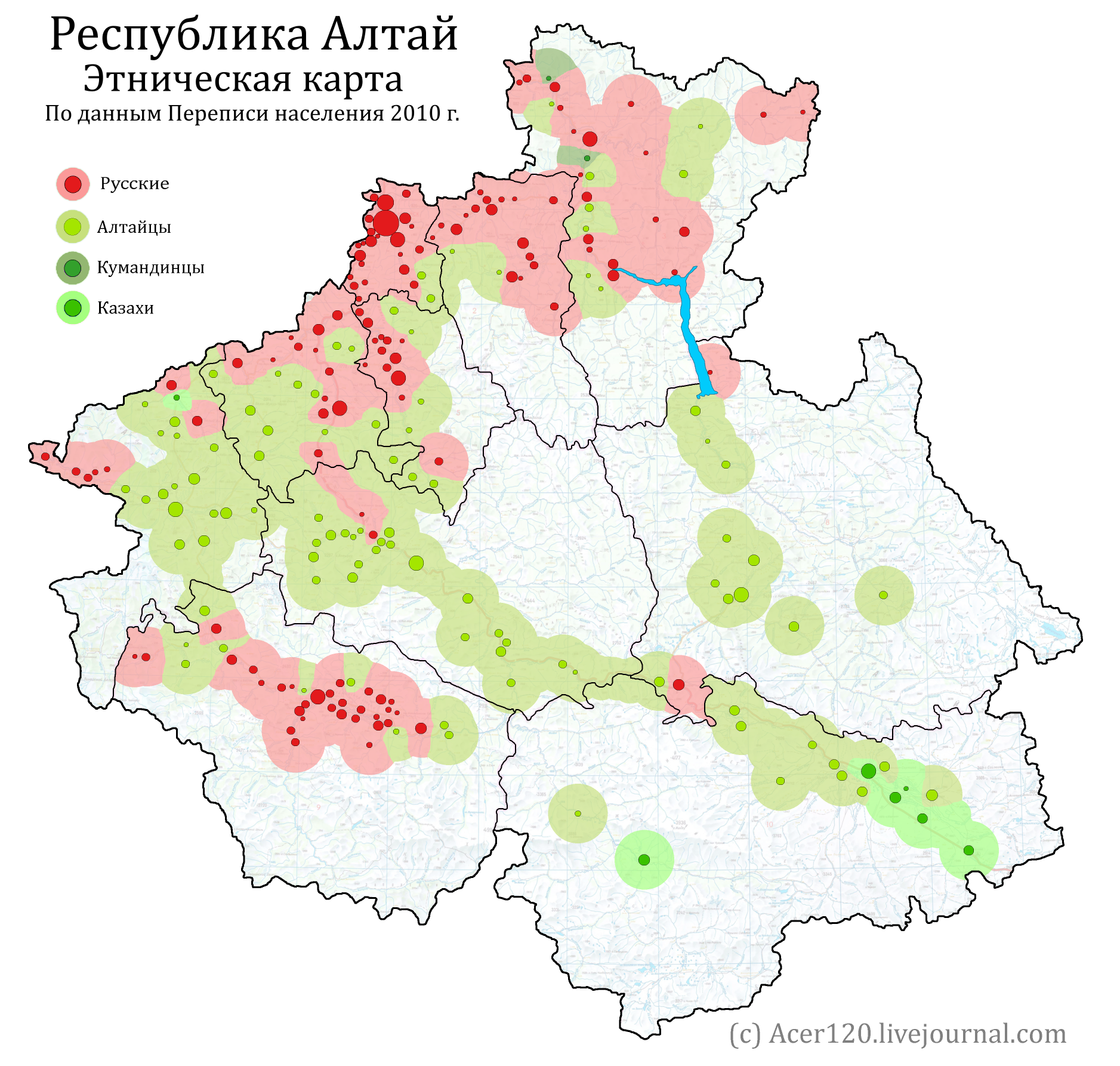
Principale ethnie selon le recensement de 2010 par villes et villages.

Selon le recensement de 2021 en Russie les Russes forment 50,38 % de la population de la république, les Altaïens  34,72 %.
Les autres ethnies sont les Kazakhs (6,2 %), surtout dans le sud de la république, ainsi que de nombreuses autres ethnies
| Ethnie   | Rec. 1926 | Rec. 1926 | Rec. 1939 | Rec. 1939 | Rec. 1959 | Rec. 1959 | Rec. 1970 | Rec. 1970 | Rec. 1979 | Rec. 1979 | Rec. 1989 | Rec. 1989 | Rec. 2002 | Rec. 2002 | Rec. 20104 | Rec. 20104 | Rec. 2021 | Rec. 2021 |
| Ethnie   | Nombre    | %         | Nombre    | %         | Nombre    | %         | Nombre    | %         | Nombre    | %         | Nombre    | %         | Nombre    | %         | Nombre     | %          | Nombre    | %         |
| -------- | --------- | --------- | --------- | --------- | --------- | --------- | --------- | --------- | --------- | --------- | --------- | --------- | --------- | --------- | ---------- | ---------- | --------- | --------- |
| Altaïens | 42,2131   | 42,4 %    | 39,285    | 24,2 %    | 38,019    | 24,2 %    | 46,750    | 27,8 %    | 50,203    | 29,2 %    | 59,130    | 31,0 %    | 68,0272   | 33,6 %    | 69,9633    | 34,5 %     | 73 2425   | 34,72 %   |
| Russes   | 51,813    | 52,0 %    | 114,209   | 70,4 %    | 109,661   | 69,8 %    | 110,442   | 65,6 %    | 108,795   | 63,2 %    | 115,188   | 60,4 %    | 116,510   | 57,5 %    | 114,802    | 56,6 %     | 106 258   | 50,38 %   |
| Kazakhs  | 2,326     | 2,3 %     | 4,280     | 2,6 %     | 4,745     | 3,0 %     | 7,170     | 4,3 %     | 8,677     | 5,0 %     | 10,692    | 5,6 %     | 12,108    | 6,0 %     | 12,524     | 6,2 %      | 12 647    | 6 %       |
| Autres   | 3,309     | 3,3 %     | 4,405     | 2,7 %     | 4,736     | 3,0 %     | 3,899     | 2,3 %     | 4,365     | 2,5 %     | 5,821     | 3,1 %     | 5,914     | 2,9 %     | 5,447      | 2,7 %      | 18 7776   | 8,9 %     |

1. dont 3 414 Télenguites, 1 384 Koumandines et 344 Téléoutes
2. dont 2 368 Télenguites, 1 533 Toubalars, 931 Koumandines, 830 Tchelkanes, 141 Chors et 32 Téléoutes
3. dont 3 648 Télenguites, 1 891 Toubalars, 1 062 Koumandines, 1 113 Tchelkanes et 87 Chors
4. 3 432 personnes n'ont pu déclarer leur ethnie[67]
5. dont 2 587 Télenguites, 4 424 Toubalars et 1 170 Tchelkanes
6. dont 13036 qui n'ont pas déclaré leur ethnie

### Religion
Religions de l'Altaï (2012),
- Russe orthodoxe (27,6 %)
- Néopaganisme et Tengrisme (13 %)
- Islam (6 %)
- Christianisme non affilié (3 %)
- Hindouisme (2 %)
- Orthodoxes vieux-croyants (1 %)
- Protestantisme (1 %)
- Spirituel mais non religieux (25 %)
- Athéisme et Irréligion (14 %)
- autres et non déclarés (7,4 %)

Différentes religions sont pratiquées dans l'Altaï.
Selon l'enquête officielle de 2012, 27,6 % de la population adhèrent à l'Église orthodoxe russe.
Le néopaganisme slave (rodnoverie), le tengrisme et le bourkhanisme sont pratiqués par 13 % de la population.
L'islam compte 6 % d'adeptes et l'hindouisme 2 %.
La religion traditionnelle des Altaïens est le chamanisme tengriste.
Les Russes pratiquent principalement le christianisme russe orthodoxe, le néopaganisme slave rodnoverie mais aussi l'hindouisme.
Les Kazakhs sont le plus souvent musulmans.
Le bouddhisme tibétain a commencé à se diffuser à partir de la Mongolie et de la république de Touva.
De 1904 à 1930, un nouveau mouvement religieux nommé bourkhanisme (ou Ak Jang, la "foi blanche") a été popularisé parmi les Altaïens. Cette religion originaire de l'Altaï souligne l’aspect "blanc" de la pratique chamanique.
Le bourkhanisme reste une composante importante de la conscience nationale altaïenne.

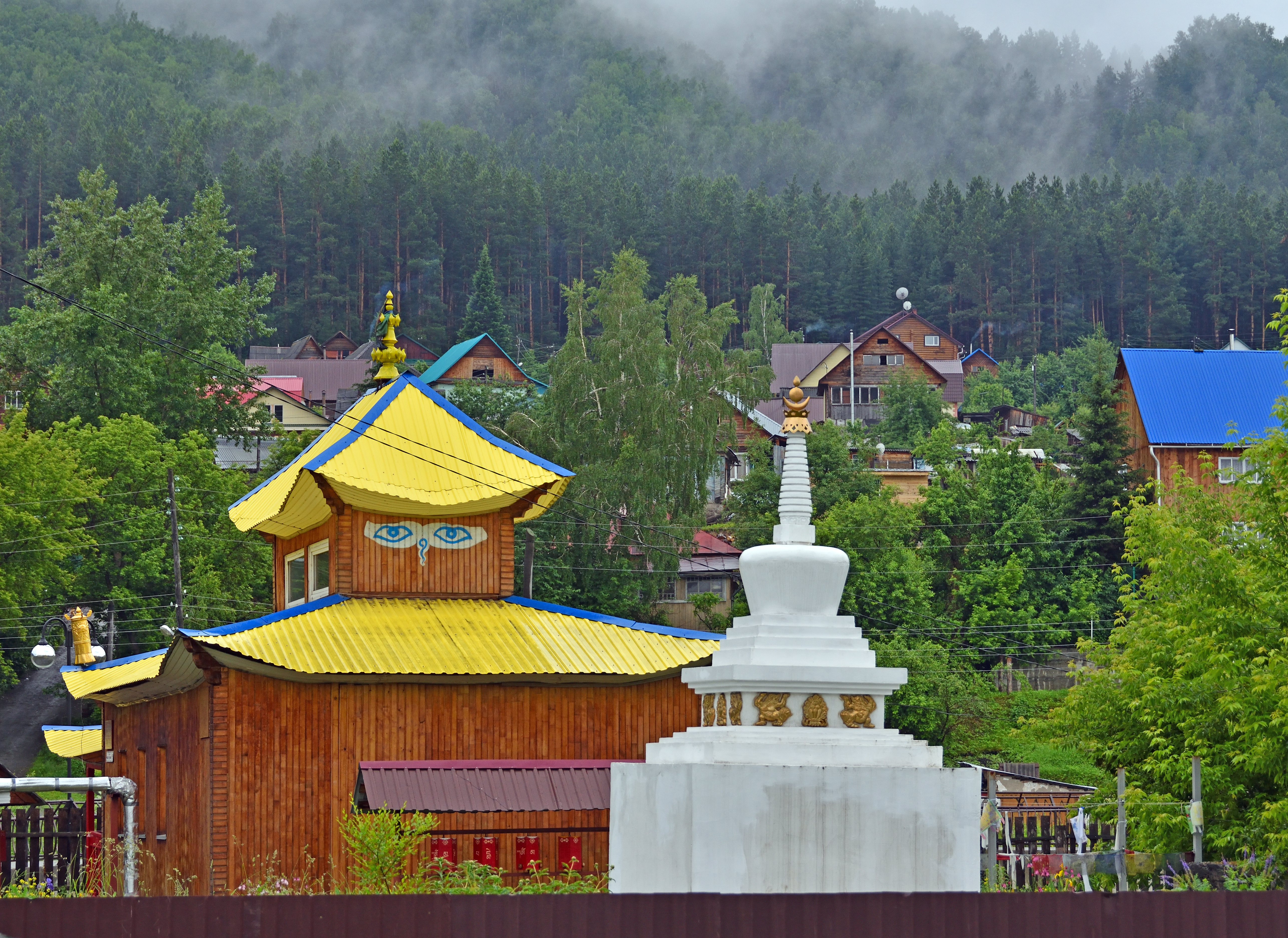
Temple Bouddhiste à Gorno-Altaïsk

### Éducation et enseignement
La république de l'Altaï a une université (université nationale de Gorno-Altaïsk (en)), douze universités, et 205 écoles secondaires.
|                                                                                     | Total | Zones urbaines | Zones rurales |
| Établissements d'enseignements préscolaires                                         | 55    | 20             | 35            |
| Établissements d'enseignements général primaire, de base et secondaire              | 180   | 19             | 161           |
| Total établissements                                                                | 235   | 39             | 196           |
| Pour plus d'informations sur les écoles et leurs fonctions : Système éducatif russe |       |                |               |
| Sources des données : Rosstat,                                                      |       |                |               |

## Environnement

### Qualité de l'environnement

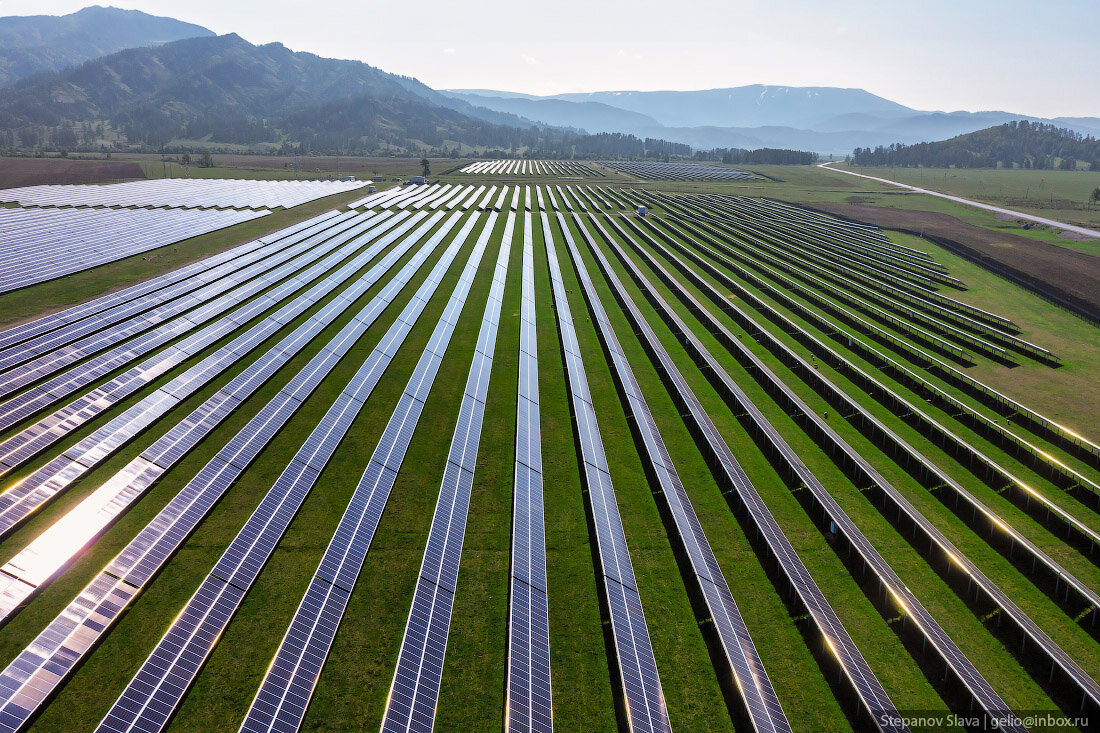
Centrale solaire d'Oust-Koksa.

Concernant la pollution atmosphérique, selon Minprirody Rossi, le volume total des émissions de polluants dans l'air en 2022 s'élevait à 16,2 mille tonnes, soit une augmentation de 4,5 % par rapport à 2021. Les émissions du transport routier représentant plus de la moitié du volume total, avec 8,5 mille tonnes en 2022, soit une augmentation de 1,2 % par rapport au niveau de 2021. Il faut cependant noter que les émissions du transport routier ont diminué de 69,0 % par rapport au niveau de 2013. Quant aux émissions des sources fixes, elles se sont élevées à 7,7 mille tonnes en 2022, soit une augmentation de 10,0 % par rapport aux chiffres de 2021. Néanmoins, les émissions de sources fixes ont baissé de 16,3 % par rapport au niveau de 2013.
En 2022, d'après les données de Minprirody Rossi, les émissions de particules en suspension, de monoxyde de carbone, d'oxydes d'azote et de composés organiques volatils (COV) ont augmenté chacune de 0,2 mille tonnes par rapport à 2021. Concernant les émissions de dioxyde de soufre, elles sont restées inchangées par rapport à 2021, maintenant le volume des émissions au niveau de 0,5 mille tonnes sur l'année. Sur la période de 2013 à 2022, les émissions de particules en suspension ont diminué de 40,0 % et celles de monoxyde de carbone ont baissé de 22,2 %. Néanmoins, les émissions d'oxydes d'azote ont augmenté de 40,0 % et les émissions de COV ont augmenté de 16,0 % sur la même période.
Le volume d'eaux usées rejetées en 2022 s'élève à 2,55 millions de m3, soit une baisse 10,2 % par rapport à 2021 et une baisse de 8,9 % relativement à 2013. Les rejets d'eaux usées sans traitement en 2022 se sont élevés à 0,27 million de m3, soit une diminution de 6,9 % par rapport à 2021, mais une augmentation de 17,4 % par rapport à 2013.
Les rejets d'eaux usées usées insuffisamment traitées en 2022 se sont élevés elles à 0,02 million de m3, soit 2 fois plus que les indicateurs de 2021 et 2013. En ce qui concerne la production de déchets, elle s'est élevée à 0,158 million de tonnes en 2022, soit 30,6 % de plus qu'en 2021 et 10,7 % de moins qu'en 2013. Le volume des déchets recyclés s'est élevé à 0,005 million de tonnes, soit 5,0 fois plus qu'en 2021. Le volume de déchets dans des déchetteries a augmenté en 2022 pour atteindre 0,091 million de tonnes.

### Faune et flore

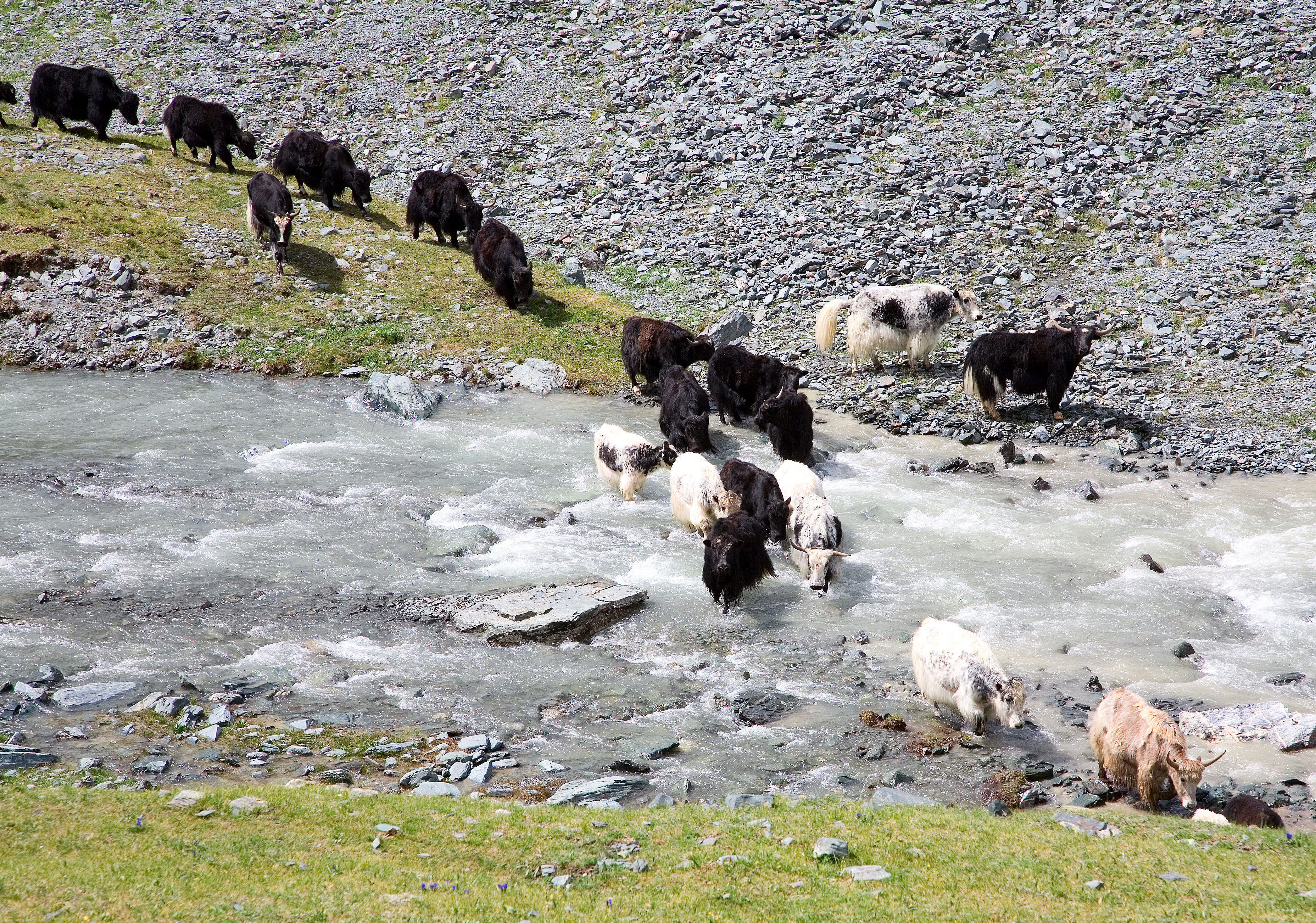
Troupeau de yacks.

La république de l'Altaï est parmi les régions les plus riches de Russie. La flore de la région comprend 2 136 espèces de plantes vasculaires, dont 124 endémiques et reliques, 1 622 espèces de lichens et 700 espèces de champignons. La faune de la république est tout aussi diverse grâce aux différents biomes. Au total, la république abrite 93 espèces de mammifères, 312 espèces d'oiseaux, dont environ 250 nicheurs, 33 espèces de poissons, 7 espèces de reptiles, 4 espèces d'amphibiens et un grand groupe d'animaux invertébrés. Le groupe des animaux invertébrés compte plus de 30 000 espèces, et il reste peu étudié. Il est estimé qu'il y a 218 espèces diurnes et plus de 2 000 espèces nocturnes de papillons, qu'il y a environ 1 000 espèces de coléoptères, dont près de 300 espèces de carabes.
Le Livre rouge de la république de l'Altaï de l'édition de 2017 comprend 135 espèces. Elles se répartissent entre 20 espèces de mammifères (11 espèces de l'ordre des chiroptères, 5 espèces de prédateurs et 4 espèces d'artiodactyles), 77 espèces d'oiseaux, 4 espèces de poissons, 29 espèces d'insectes, 2 espèces d'annélides, 1 espèce de reptiles, et deux autres espèces.

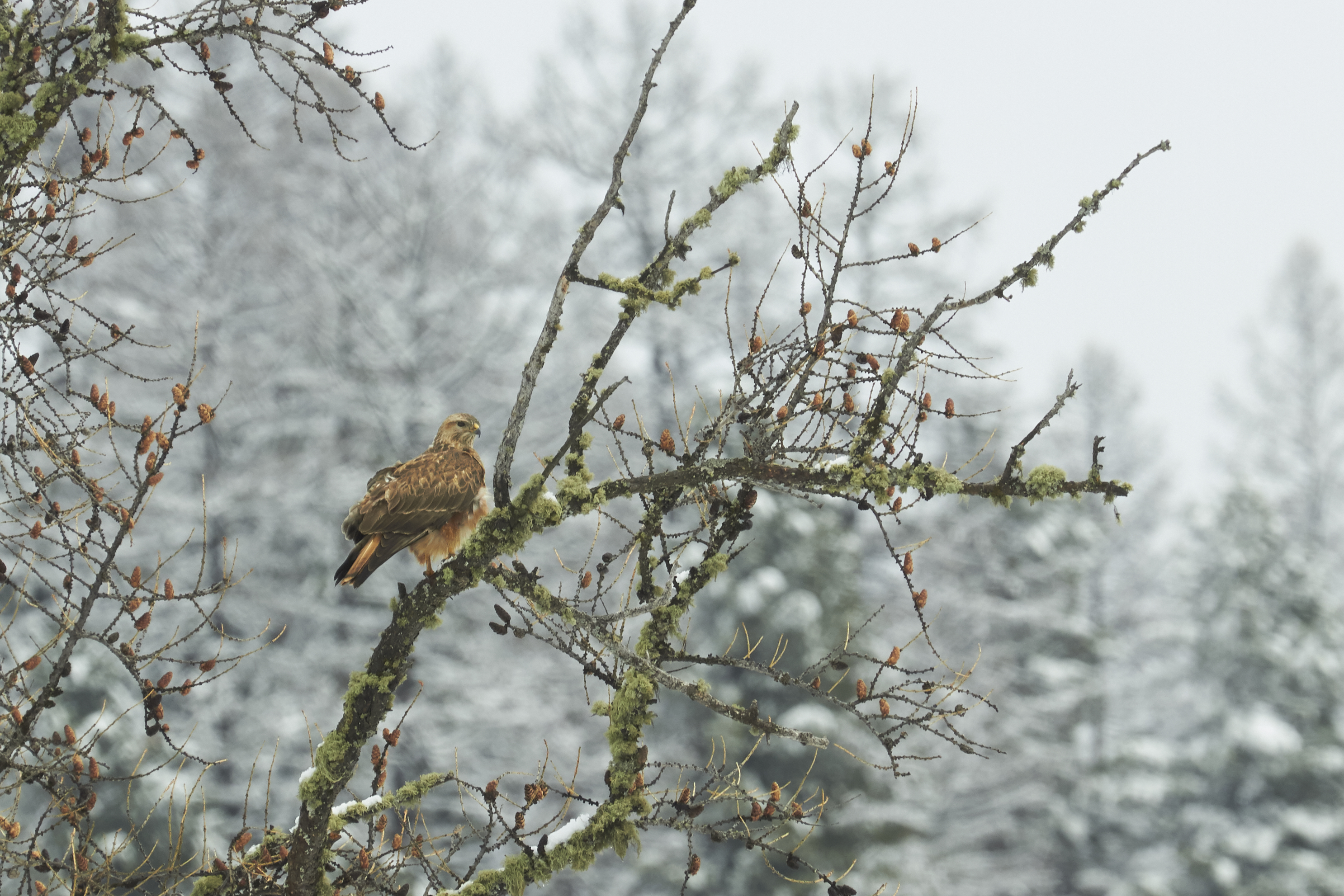
Buse variable en hiver.

Plusieurs espèces très rares vivent dans les montagnes de la république. Le territoire abrite les plus grands groupes d'Argali de Russie, ainsi que 43 à 44 léopards des neiges des 74 à 75 recensés en Russie en 2022. Ces derniers sont menacés par le braconnage, et ils vivent principalement dans le bassin de la rivière Argout et de ses affluents, bien que d'autres peuvent être aperçus dans d'autres zones montagneuses du sud de la république. Le nombre d'argalis vivant dans la république et les territoires voisins de Monolie est estimé à 6 189 individus. Ce nombre est en constante augmentation ces dernières années, la population ayant sextuplé depuis 2003, mais n'a pas encore retrouvé son niveau de 1970, avec alors environ 6 000 à 8 000 individus.
La faune aquatique est représentée par des espèces comme les Diptychus, l'ombre, la perche ou encore le carassin. Parmi les espèces aquatiques rares, on retrouve des taimens de Sibérie, des corégones et des brochets entre aytres. Dans le livre rouge de la République, les espèces de poissons y figurant sont les esturgeons étoilés, les esturgeons de Sibérie et les Brachymystax savinovi.
La superficie totale des terres recouvertes par des forêts s'élevait en 2022 à 6 092 900 hectares de terres, soit 65,58 % du territoire de la république. Les zones les plus couvertes par les forêts sont au nord de la républiquue, tandis que le raïon de Koch-Agatch est la région avec la plus faible couverte, avec seulement 9,9 %de sa superficie. Le mélèze est la principale essence des forêts de la république, avec 33 % de tous les arbres. C'est suivi par le cèdre à 30 %, le bouleau à 15 %, le sapin à 9 %, le tremble et le pin chacun à 5 %, et d'autres espèces à 3 % du total des arbres des forêts.

### Sites et espaces protégés
La république de l'Altaï occupe une place centrale en Russie en termes de protection environnementale, avec un certain nombre d'aires protégées au patrimoine mondial de l'Unesco. Par ailleurs, 25,5 % est recouvert par des aires protégées. Fin 2022, la superficie des aires protégées d'importance régionale s'élève à 1 228 897,1 hectares, et la superficie des aires protégées d'importance fédérale s'élève elle à 1 141,5 mille hectares.

#### Zapovedniks

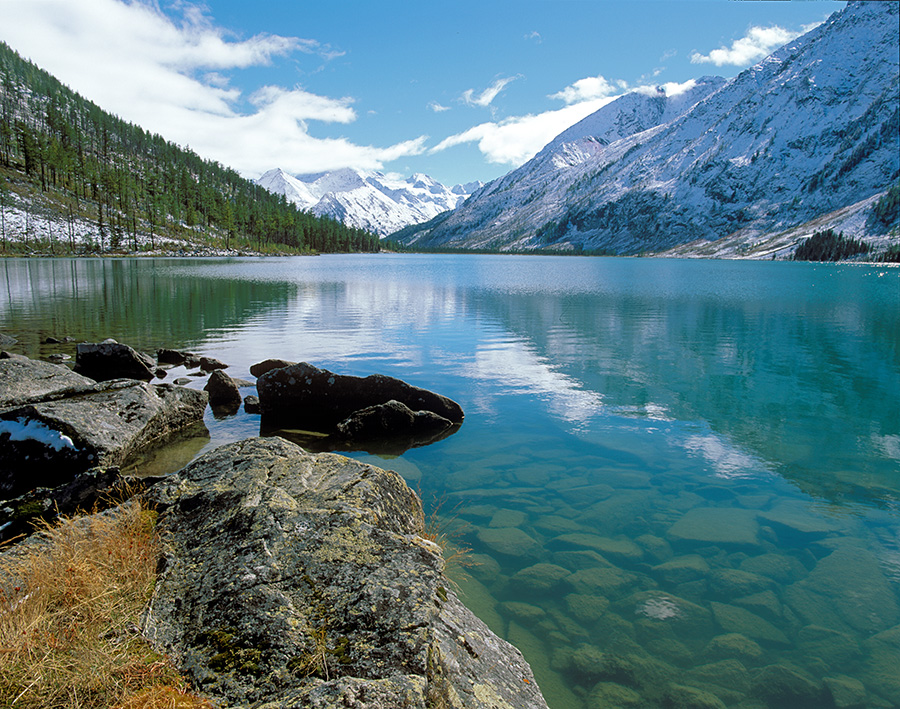
Lac de la réserve naturelle de Katoun.

La république de l'Altaï compte deux zapovedniks, c'est-à-dire des aires naturelles protégées dont l'objectif est de les conserver « éternellement vierges » :
- Réserve naturelle de l'Altaï : réserve créé en Russie, en le 16 avril 1932. D'une superficie totale de 871 206 hectares, soit l'une des plus grandes de Russie, répartis à 89 % dans le raïon d'Oulagan et à 11 % dans le raïon de Tourotchak, la réserve se situe dans la partie orientale de la république de l'Altaï, entre la vallée de la Tchoulcyhman et le lac Teletskoïe à l'ouest et les chaînes d'Abakan et Chapchal à l'est. Le parc comprend la partie orientale du Teletskoïe, et le parc entier est entouré d'une zone tampon. La zapovednik comprend de la taïga, des prairies subalpines, de la toundra, de la steppe et de la haute montagne, avec une altitude moyenne de 1 900 mètres. La forêt recouvre 34 % du territoire, il y a 2560 lacs sur le territoire de la réserve, et quant à la flore, on recense 3601 espèces de plantes. Pour la faune; on en recense 71 mammifères, dont 16 dans le livre rouge ; 337 espèces d'oiseaux dont 42 dans le livre rouge de la Russie et 11 sur la liste rouge de l'UICN. On compte aussi 15 espèces de poissons, 2 d'amphibiens, 6 reptiles ainsi que de nombreuses autres espèces (libellules, papillons, etc.). Outre être classé sur la liste du patrimoine mondial de l'Unesco depuis 1998, elle est aussi une réserve de biosphère depuis 2009.
- Réserve naturelle de Katoun : créé le 25 juillet 1991 afin de préserver des paysages uniques de haute montagne et de protéger de nombreuses espèces rares, la réserve naturelle se trouve dans la haute vallée de la Katoun, en plein dans les monts Katoun, et il est aussi bordé aussi sud et à l'est par la crête de Listvyaga ainsi qu'au nord par la steppe d'Ouïmon. Son altitude varie de 1280 à 3 280 mètres, et il se situe dans le raïon d'Oust-Koksa. Sa superficie est de 151 664 hectares, et on y trouve à la fois des forêts, des prairies subalpines et de la haute montagne. Sur le territoire de la réserve, on y recense 667 espèces de plantes vasculaires, 793 espèces de lichens, 264 espèces de champignons et 215 espèces de mousses. Sur toutes ces plantes, 9 sont inscrites au livre rouge de la Russie, tout comme 10 espèces d'oiseaux et 1 mammifère. Il y a de plus sur la réserve 56 espèces de mammifères, 161 espèces d'oiseaux, 6 de poissons, 3 de reptiles et 2 amphibiens. Deux espèces de la réserve sont inscrites sur la liste rouge de l'UICN ; le porte-musc et la panthère des neiges. La réserve est aussi sur la liste du patrimoine mondial de l'Unesco depuis 1998, et depuis 2000 elle est une réserve de biosphère, au même titre que le parc national de Katon-Karagay de l'autre côté de la frontière au Kazakhstan.

#### Parc nationaux et naturels
La république de l'Altaï, en plus d'avoir deux zapovedniks, héberge aussi un parc national ainsi que quatre parcs naturels :
- Parc national de Saïliouguem : créé en 2010 dans le raïon de Koch-Agatch, il est le seul parc national de toute la république de l'Altaï, avec 118 537 hectares. Il s'étend à la fois sur une partie des Alpes de la Tchouïa et sur une partie des monts Saïliouguem, en comprenant la vallée de la rivière Youngour et les gorges de Karakem. Le paysage du parc est principalement montagneux, avec de nombreux glaciers, mais il contient aussi des forêts et des plaines alpines ainsi que de la toundra. Il y a 1000 espèces d'insectes, 930 espèces de plantes vasculaires, 146 espèces d'oiseaux, 47 de mammifères et 4 de poissons. Dans le livre rouge, on retrouve 5 espèces de mammifères, 20 d'oiseaux ainsi que 25 plantes vasculaires. À part quelques éleveurs, la région du parc est entièrement vide, mais le parc est accessible via des sentiers de randonnées, des véhicules tout terrain ou en motoneige en hiver[83].Lac supérieur de la Moulta.

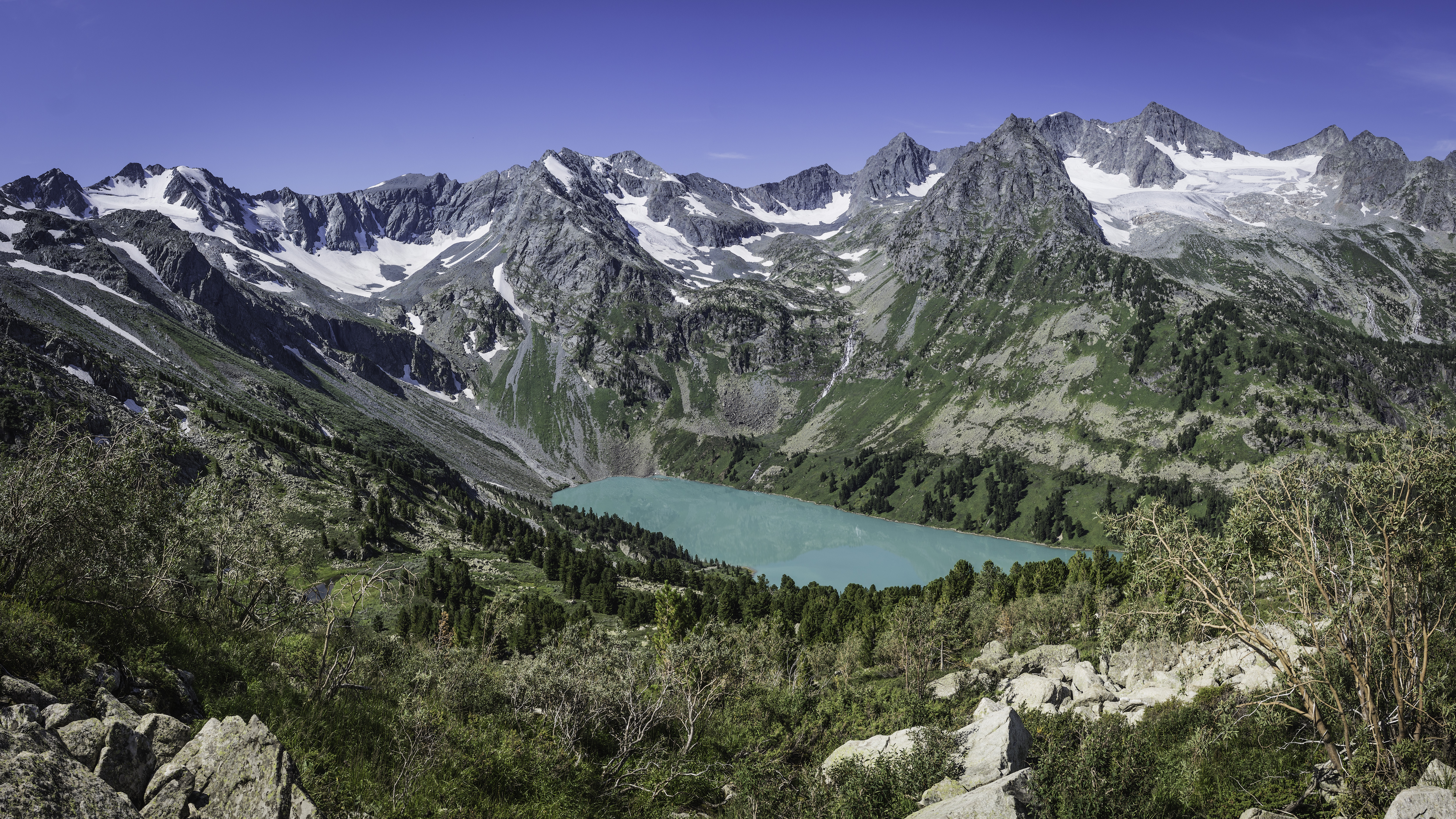
Lac supérieur de la Moulta.

- Parc naturel du Béloukha : parc établi en 1997 par la République, il s'étend sur 120 730 hectares, sur les raïons d'Oust-Koksa et de Koch-Agatch. Il couvre de nombreux glaciers, ceux du Béloukha, ainsi que de nombreux lacs glaciaires comme celui de la Koutcherla, de la Moulta ou d'Akkem. Il a été créé afin de préserver le milieu montagneux, de créer de bonnes conditions pour les touristes, en particulier les alpinistes, ainsi que de protéger les espèces de ce territoire. Depuis 1998, le site est classé sur le site du patrimoine mondial de l'Unesco.
- Parc naturel Oukok : créé en 1994 en tant que réserve naturelle, il est depuis 2005 un parc naturel. Sa superficie est de 2 542 km2, et il se trouve à l'extrême sud de la république de l'Altaï, dans le raïon de Koch-Agatch. Le parc se situe sur le plateau éponyme, et couvre des zones arides, de steppes, ainsi que de la haute-montagne avec les monts Tavan-Bogd-Oula. Il y aussi quelques lacs, comme celui d'Oukok, mais aucune forêt à cause du relief supérieur à 2 200 mètres. Le parc est l'habitat de 39 espèces endémiques à la zone, et il y a 9 espèces inscrites au livre rouge de la République[84]. Il est un haut lieu d'archéologie en Russie, et il est lui aussi classé à l'Unesco depuis 1998.Parc naturel Outch-Enmek.

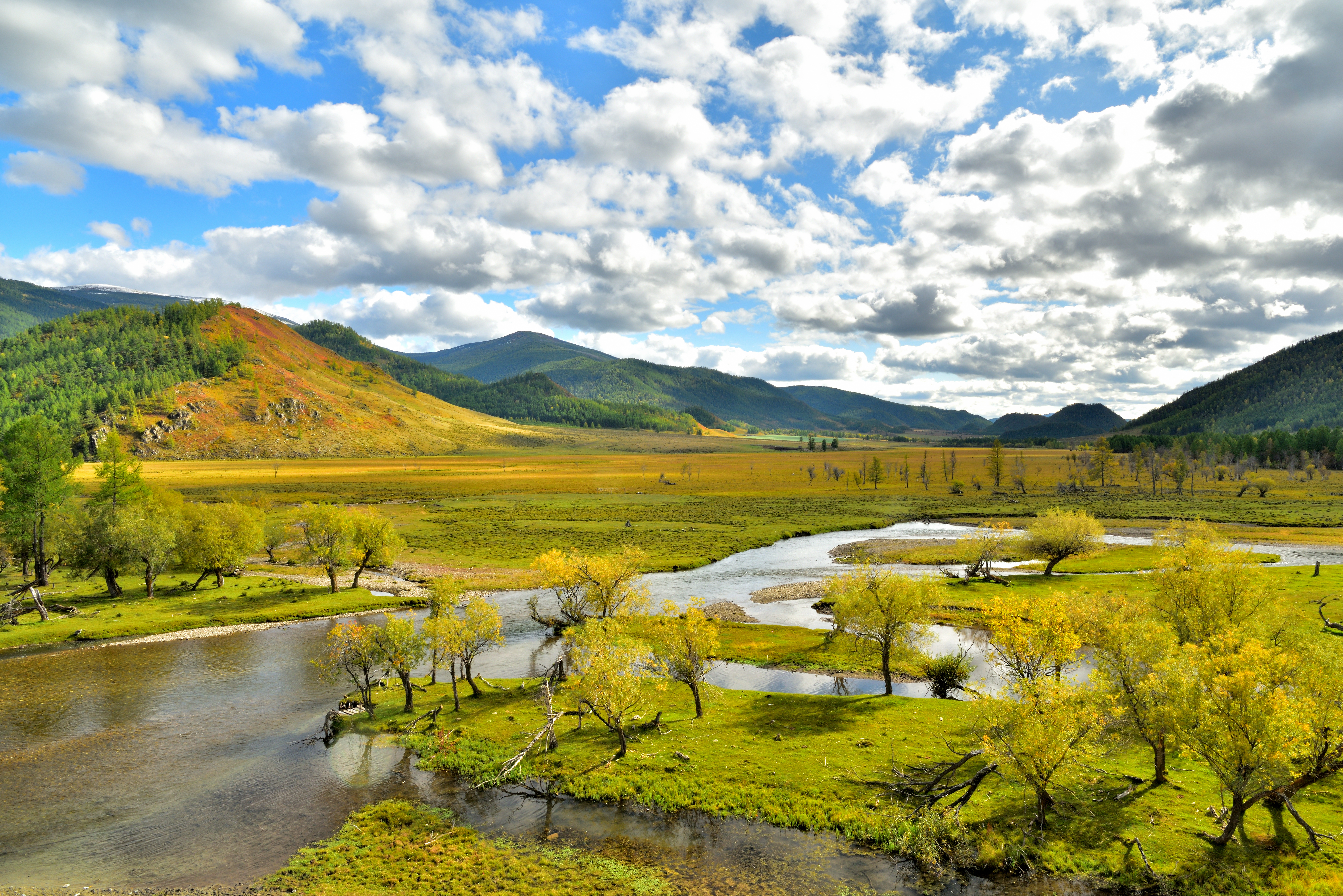
Parc naturel Outch-Enmek.

- Parc naturel Outch-Enmek : créé en 2001 dans le bassin de la rivière Karakol (un affluent de l'Oursoul), dans le raïon d'Ongoudaï. Sa superficie est de 811 135 hectares, et il couvre des vallées fluviales, des montagnes, quelques villages ainsi que des sites archéologiques de la culture d'Afanasievo, avec des tumulus et des pétroglyphes. Se trouve aussi le lac Arygem, un lieu sacré pour les altaïens vivant dans cette région.
- Parc naturel Ak-Tcholoupsa : établi en 2011, il couvre la vallée de la Tchoulychman, sur un total de 195 376 hectares. On y retrouve des sites archéologiques de la culture Pazyryk dont des kourganes, mais aussi de nombreuses chutes d'eau et cascades. 46 espèces de plantes du livre rouge russe peuvent y être trouvées, et il y a en tout 70 espèces de mammifères dans le parcs, et 323 espèces d'oiseaux, dont un grand nombre migratrices.

#### Autres espaces protégés
En plus des deux zapovedniks et des cinq parcs, nationaux ou naturels, la république de l'Altaï compte deux zakaznik, des réserves naturelles; avec celle de Soumoulta vers Iodro, dans le cours moyen de la Katoun qui a une superficie de 255 066 hectares ; ainsi que celle de la Chavla, pour protéger les lacs éponymes et leurs environnements, avec au total une superficie de 255 763,54 hectares. On compte aussi 44 sites classés en tant que monuments naturels. Enfin, on compte deux jardins biologiques, un à Gorno-Altaïsk et un autre à Kamlak.

## Économie

### PIB, exports, imports
Le produit régional brut de la république de l'Altaï s'élevait à 71,336 millions de roubles en 2021, soit le 85e des 85 sujets russes avec l'Ingouchie au-dessus, faisant de lui le plus faible de tout le pays. Le PIB par habitant était lui de 4 000 euros en 2021. Les principaux secteurs économiques en 2021 sont l'administration publique et armée et la sécurité sociale qui génèrent 15,61 % du produit intérieur brut, ainsi que le commerce de gros et de détail, la réparation de véhicules et de motos qui produit 15,07 % du PIB régional. L'agriculture, la foresterie, la chasse, la pêche et la pisciculture représentent 11,46 % du PIB tandis que l'éducation représente 9,93 %. Suivent ensuite les secteurs des activités immobilières (8,99 % du total) et le secteur de la construction (6,79 %). D'autres secteurs de l'économie sont presque insignifiants dans la république. C'est particulièrement le cas du secteur minier (0,92 % du PIB régionale) et des activités financières et d'assurance (0,13 %).
Le secteur agricole est le principal secteur économique de l'oblast, principalement orienté vers l'élevage dû aux manques de terres arables. Le commerce, tourné vers le tourisme, est un secteur en pleine croissance de la république. Le secteur public reste cependant important dans l'économie régionale, principal employeur dans les petits villages. Contrairement à de nombreux sujets russes, la république de l'Altaï fait figure d'exception en termes d'industrie, avec une part qui est négligeable.
Les exportations de l'oblast s'élèvent à hauteur de 13,7 milliards de dollars entre 2016 et 2019. Les principaux produits exportés sur cette période sont les produits métallurgiques (65%) et les produits d'origine animale (18%). Les principales exportations entre 2016 et 2019 étaient les produits de l'industrie chimique, les produits miniers et les produits à base de végétaux. Les principaux clients internationaux étaient sur cette période la Corée du Sud (41,5 %), la Chine (14,1 %), le Kazakhstan (11,3 %). Viennent ensuite la Mongolie 9,5 %, la Turquie (4 %) et Hong Kong à 3,7 %.
Pour les imports, la valeur de ceux-ci était de 60 millions de dollars entre 2016 et 2019. Le secteur des machines représentait 27 % de ces imports, ceux des métaux 16%. Les principaux pays exportant vers la république étaient la Chine, à 37 %, et le Kazakhstan avec 21 % du tout. Les principaux imports sur cette période étaient les machines et équipements, les métaux et produits issus de la métallurgie et les produits à base de végétaux.

### Emplois

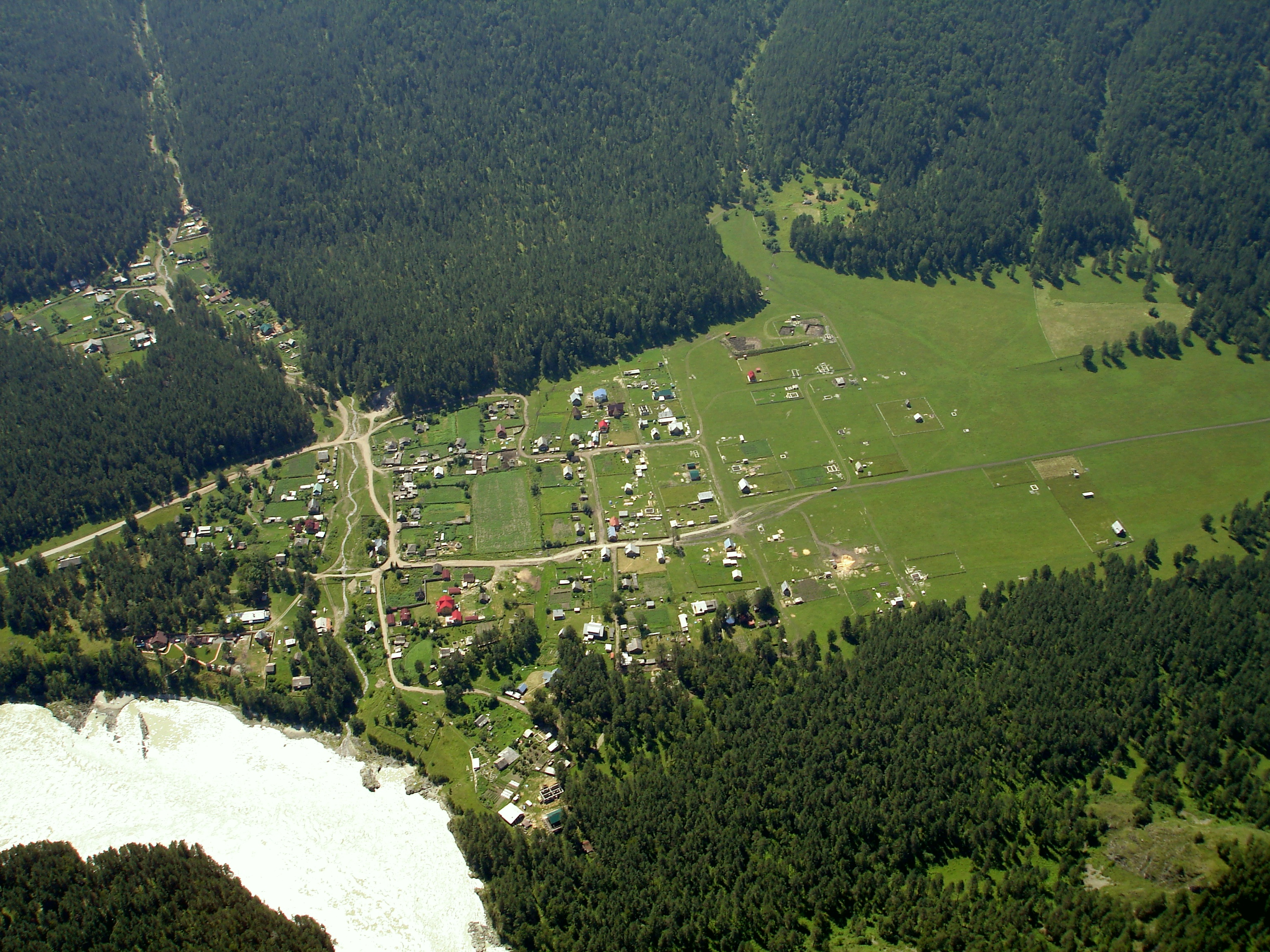
L'agriculture est contrainte par le relief escarpé du territoire. Ici le village d'Askat vu du ciel.

Au 1er janvier 2022, le bureau du Service fédéral des statistiques du kraï de l'Altaï et de la république de l'Altaï recensait 82 977 emplois dans la république. Ce chiffre est assez stable, n'ayant presque pas changé par rapport à 2018. Les principaux secteurs économiques par nombre d'emplois sont l'agriculture, la foresterie, la chasse, la pêche et la pisciculture avec 13 220 emplois (15,93 % du total) et le commerce de gros et de détail, la réparation de véhicules et de motos avec 12 274 emplois (14,79 % du total). L'éducation est le troisième secteur avec 12 146 emplois (14,64 % du total).
L'administration publique et l'armée, la sécurité sociale emploient 9 529 personnes (11,48 %), et le secteur suivant est la construction avec 5 466 emplois (6,59 %). Le transport et le stockage emploient 4 350 personnes (5,24 %), et tous les autres secteurs économiques sont sous la barre des 5000 emplois, tels que l'hôtellerie, la restauration et les industries manufacturières. Par ailleurs, au 1er février 2024, le niveau du chômage enregistré dans la république s'élevait à 1,5 %.

### Entreprises
Au 1er janvier 2024, le bureau du Service fédéral des statistiques du kraï de l'Altaï et de la république de l'Altaï dénombre 4544 entreprises dans la république de l'Altaï. Ce chiffre est en diminution de −9,39 % par rapport au 1er janvier 2020, où il y avait 5 015 entreprises. Le commerce de gros et de détail, la réparation de véhicules et de motos est le plus grand secteur économique en termes d'entreprises, avec 572 entreprises, soit 12,59 % du total.
Le secteur de la construction compte 388 entreprises (8,54 % du total), et le secteur de l'agriculture, la foresterie, la chasse, la pêche et la pisciculture possède 346 entreprises (7,61 %). Les secteurs suivants sont l'administration publique et armée, la sécurité sociale avec 326 entreprises (7,17 %), les activités immobilières avec 320 entreprises (7,04 %) et l'éducation avec 303 entreprises (6,67 %). Tous les autres secteurs économiques ont moins de 300 entreprises.

#### Agriculture

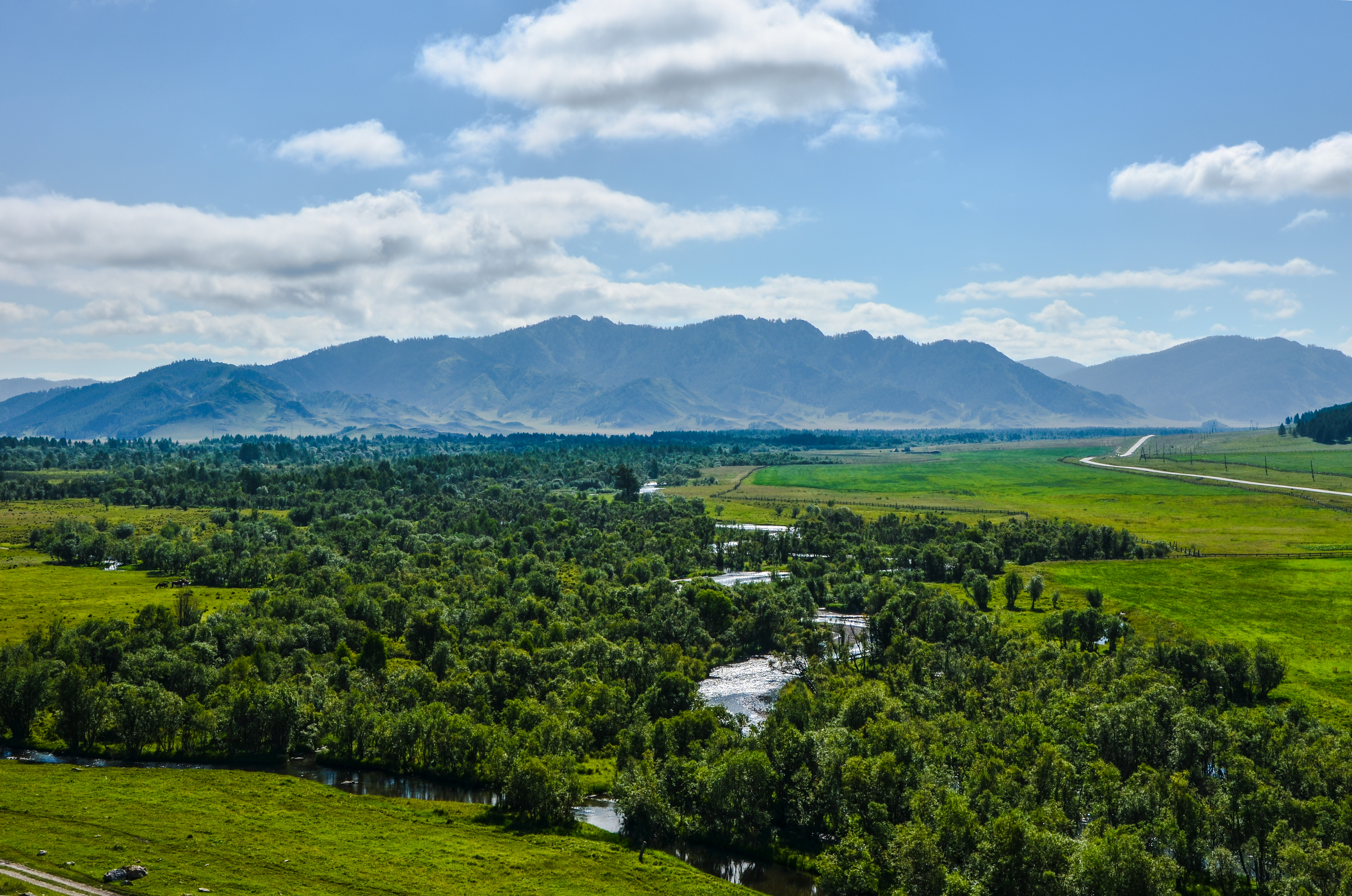
Terres agricoles près d'Oust-Kan.

L'agriculture dans la république de l'Altaï représente en moyenne selon la république de l'Altaï plus de 18 % du PIB annuel, avec un volume de production agricole pour 2021 s'élevant à 11,5 milliards de roubles. Ce secteur économique bénéficie d'un soutien important du sujet et de la fédération, avec 570 millions de roubles de subventions en 2021 pour les entreprises et les agriculteurs. Si on rajoute les aides aux collectivités, elles s'élevaient à 820,6 millions de roubles en 2021, dont 623 millions provenant de l'État. Le soutien s'illustre au travers de la construction ou la modernisation de fermes, et la République cherche à développer principalement le secteur de l'élevage, comme celui du maral, et il cherche à améliorer le rendement des terres agricoles. Elle aide ainsi pour l'achat de machines et elle crée aussi des coopératives agricoles. En 2021, l'indice de production s'élevait à 94,4 %, l'indice pour l'élevage seulement à 93 % et pour les cultures seulement lui à 108 %s,,,.
La superficie des terres agricoles occupe 1157,7 milliers d'hectares, soit environ 10 % du territoire, dont les pâturages, qui représentent 80,2 % de ces terres (927 000 hectares), et les terres arables avec 11,5 %,,. En 2021, la production agricole s'élevait à 265 000 tonnes de foin, 79 000 tonnes de diverses plantes et 11 000 tonnes de céréales, à 21 000 tonnes de fruits, à près de 2 000 tonnes de baies et à 350 tonnes de pommes de terres. En 2021, les graminées représentaient 42,6 % de la superficie ensemencée, le maïs, houblon, seigles et autres plantes 46,1 % du total et l'avoine 5,9 %,,.
En ce qui concerne l'élevage, qui représente 87 % du secteur agricole en termes de production, il est dominé par l'élevage de bovins, suivi ensuite par ceux de maral, de chevaux, d'ovins, de chèvres, de volailles et dans une moindre mesure de yacks et de chameaux. Il y avait en tout 396 000 têtes au 1er janvier 2022, réparties dans 34 organisations (entreprises et autres). L'élevage bovin est le plus important, avec 206 265 têtes, composées de 4 races que ce sont les Hereford, Galloway, Kazakh à tête blanche et Aberdeen-Angus. Pour l'élevage du maral, on comptait 57 568 têtes, pour celui des chevaux, il y en avait 104 954, et pour l'élevage ovin il y en avait 309 818. L'élevage de chèvre avait 69 279 têtes, 7000 têtes pour les yacks et enfin 389 têtes pour les chameaux. Ces élevages ont produit en 202 171 000 tonnes de lait et 37 400 tonnes de viande.
| Superficies ensemencées : | Superficies ensemencées : | Superficies ensemencées : | Superficies ensemencées : | Superficies ensemencées : |
| année                     | 1990                      | 2000                      | 2005                      | 2015                      |
| ------------------------- | ------------------------- | ------------------------- | ------------------------- | ------------------------- |
| Mille ha                  | 146,5                     | 106,66                    | 103,4                     | 108,3                     |

#### Énergie

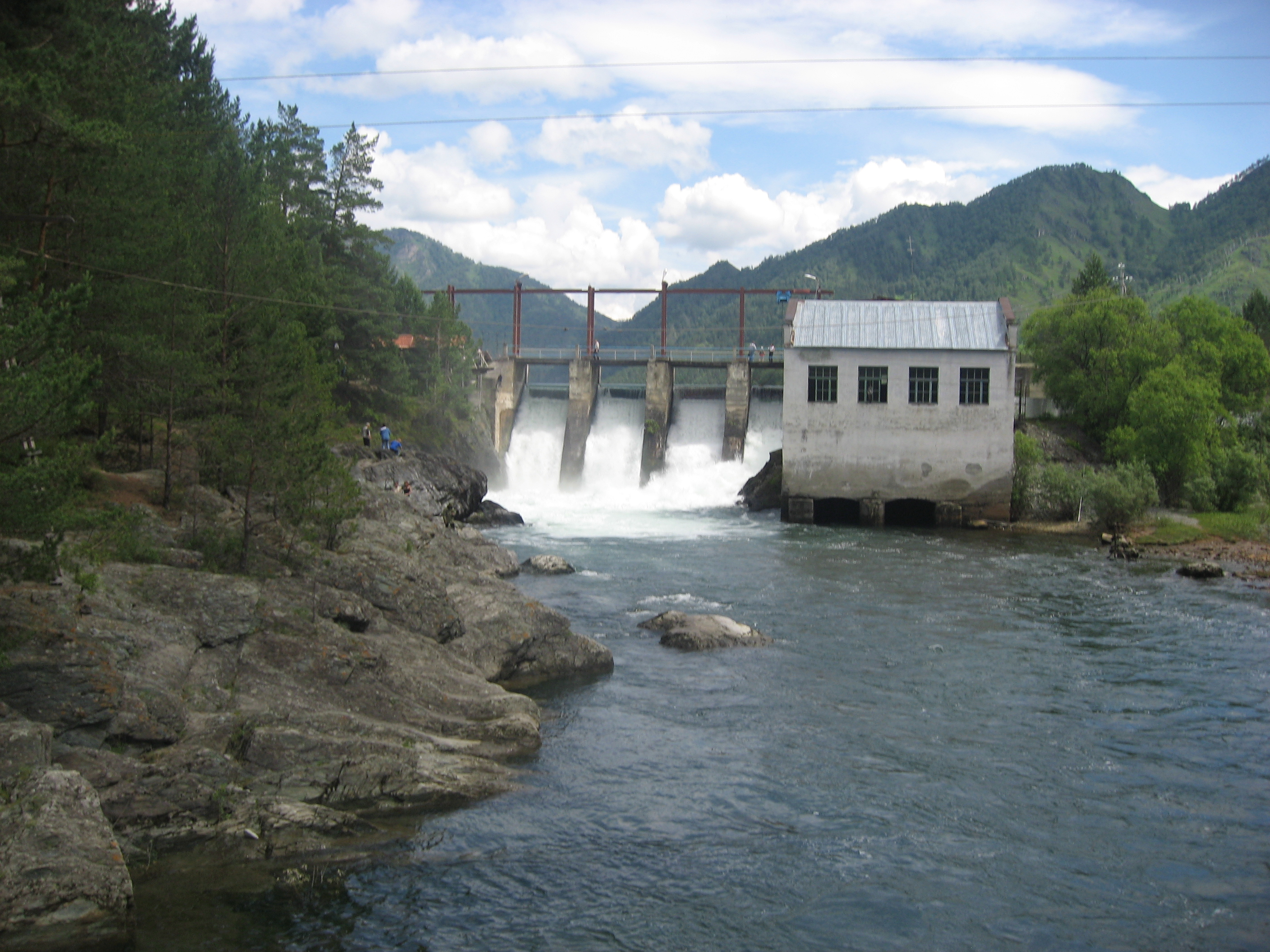
Centrale hydraulique de Tchémal.

Tout comme de nombreuses régions sibériennes, la république de l'Altaï se distingue par l'importance des sources d'énergies renouvelables dans son bilan énergétique, avec 22 % de son approvisionnement en énergie provenant de l'énergie solaire. Au total, la région consomme environ 540 millions de kilowattheures chaque année, et une grande partie de son approvisionnement provient du kraï de l'Altaï voisin ainsi que du réseau électrique sibérien, que ce soit des centrales thermiques ou des barrages dans d'autres régions. La consommation se partage principalement entre le résidentiel (44 %), dont le chauffage à 25 %, l'eau (pompage, stations d'épuration) et son transport à 10 %, et le secteur public avec 19,3 %. Le réseau électrique fait quant à lui plus de 8 000 kilomètres, mais son usure est élevée, avec 60 % du réseau dans cette situation,.
La principale énergie produite au sein de la région est l'énergie solaire, avec au 1er janvier 2020 13 centrales solaires ayant une capacité totale de 120 MW. Les centrales se trouvaient à Oust-Koksa (quatre de 40 MW au total, Maïma (deux de 25 MW au total), deux à Inya (15 MW au total), à Koch-Agatch (deux de 5 MW chacune), à Tchemal (10 MW), à Oust-Kan (5 MW) et à Ongoudaï (5 MW),.
Quant à l'hydraulique, il y a quelque centrales hydroélectrique sur le territoire, comme à Tchibt avec une capacité de 24 MW, à Tchemal, d'une puissance de 0,5 MW, à Balykctha avec 0,4 MW et enfin à Belyachi d'une capacité de 0,63 MW. Les deux dernières sont exclusivement pour la consommation de chaque village, ces villages étant chacun très isolés du reste de la République. En tout par an, l'électricité hydraulique représente 6,1 millions de MW, alors que le potentiel énergétique de ces rivières est estimée à 80 millions de MW.
Pour la production d'électricité thermique au sein du territoire, elle est pratiquement absente, hormis quelques génératrices diesel qui alimentent des communautés éloignées en montagne.

#### Tourisme

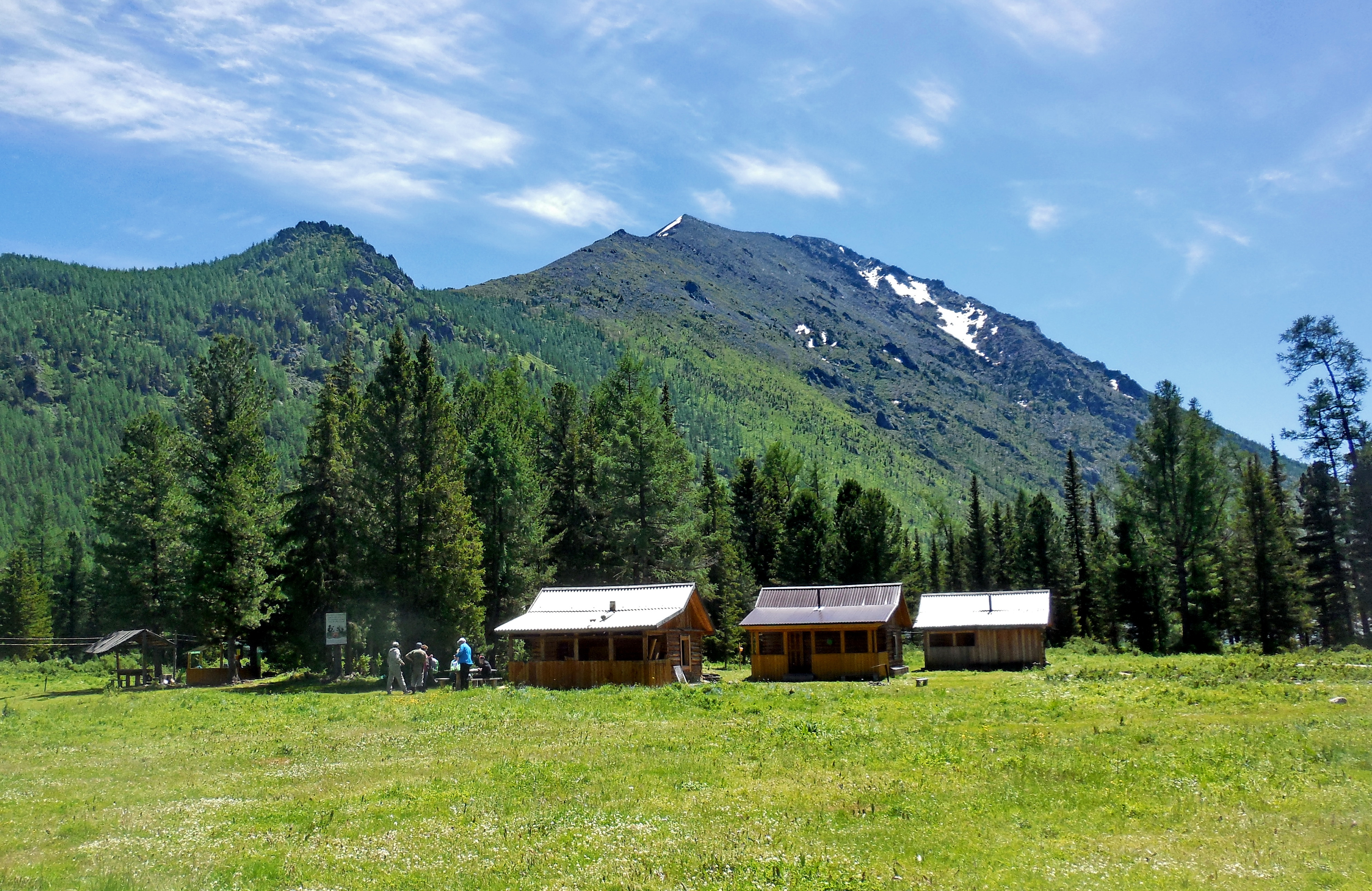
Camping au lac inférieur de la Moulta.

Le tourisme représente aujourd'hui dans la république de l'Altaï un secteur de plus en plus important, développé depuis la fin du XXe siècle avec la dislocation de l'URSS. En 2016, 1,986 millions de touristes ont visités la république de l'Altaï, soit une augmentation de 8,5 % par rapport à 2015. Le bénéfice de cette activité pour le PIB de la république de l'Altaï s'élevait à 3,63 milliards de roubles en 2016 (en 2015 : 3,2 milliards soit une hausse de 13,4 %). En 2021, le nombre de touristes était de 2 186 000, qui se sont répartis en 4 périodes différentes. Tout d'abord, la période estivale (mai - septembre) avec 1, 460 millions des touristes (soit 66,8 % du total), dont la pleine saison (juin - août) avec 53,5 % des visites au cours de l'année, soit 1,168 millions de touristes. Viennent ensuite la période hors saison (avril, octobre et novembre) avec 17 % des visites, soit 370 500 touristes puis enfin la période hivernale de décembre à mars, avec 355 000 touristes soit 16,2 % du total annuel. Cent vingt hôtels accueillent ces touristes, sans compter les campings et les gîtes,.

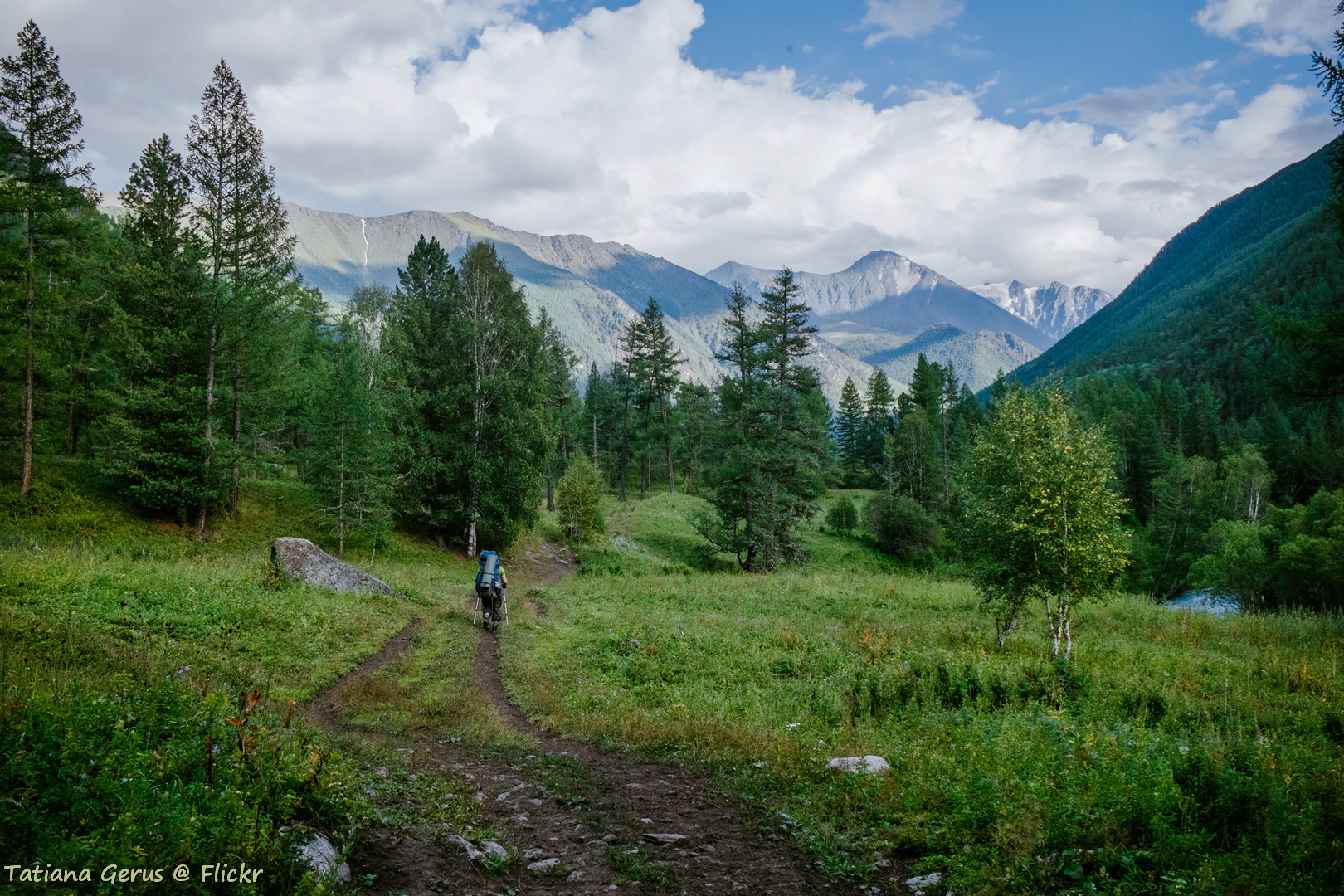
Sentier de randonnée vers le lac Koutcherla.

Le développement de l'écotourisme, à partir des années 1990, est la principale raison de l'arrivée de ces flux touristiques. Ce développement s'est illustré par la mise en place de parcs naturels à travers tout le territoire, le tourisme a connu une augmentation importante après que certaines réserves ont été classées au patrimoine mondial de l'Unesco sous l'appellation des Montagnes dorées de l'Altaï.
L'écotourisme est surtout pratiqué en été, au travers de diverses activités, comme la pêche ou la chasse (seulement dans certains endroits). La randonnée est l'activité la plus pratiquée, ses variants comme le trekking sont aussi populaires. Quelques activités de niche sont pratiquées, comme les tours en hélicoptères.
Les sports extrêmes sont aussi une activité privilégiée, avec, en montagne, l'escalade, l'alpinisme, le parapente, ou en rivière avec le rafting. Pour cette dernière activité, les rapides Madjoï sur la Tchouïa au sud de Tchibit sont le lieu le plus privilégié, avec une compétition de rafting, le Madjoï rally, qui se déroule chaque année depuis 2003. Il y a en tout à cet endroit 30 rapides sur 12 kilomètres, dont 15 étant classés catégorie 5 ou catégorie 6. Les rivières Korgon, Argout, Katoun et Bachkaous sont d'autres lieux de choix pour cette activité.

## Culture locale et patrimoine

### Patrimoine

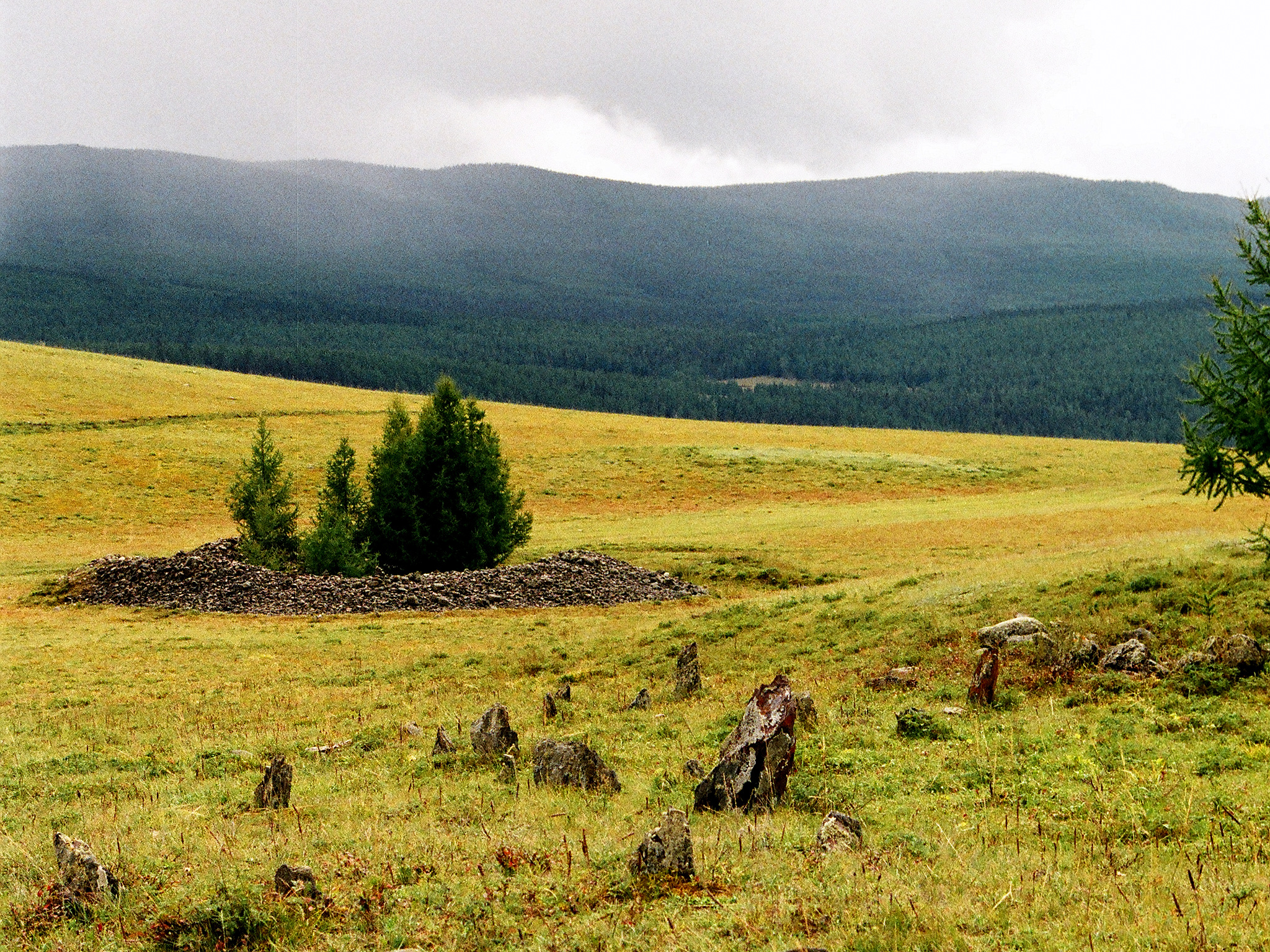
Tumulus pazyryk de l'âge de fer à Balyktouïoul.

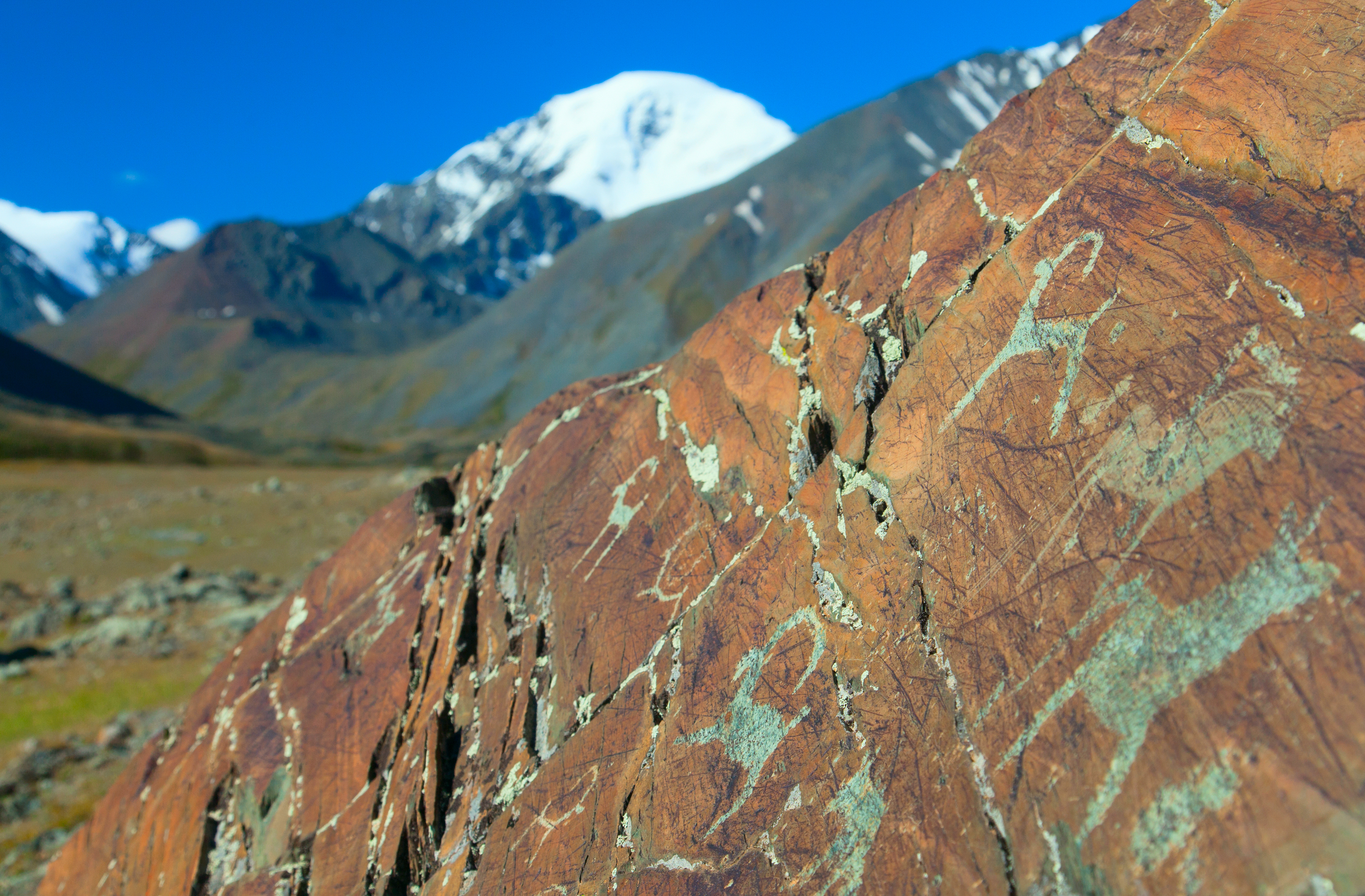
Quelques pétroglyphes de la vallée du Ielangach.

La république de l'Altaï possède aujourd'hui un patrimoine lié à son histoire ancienne. D'après le schéma d'aménagement du territoire de 2020, au 1er janvier 2018, il y avait dans la république un total de 2 316 objets patrimoniaux culturels, dont 97 objets d'importance fédérale, 188 objets d'importance régionale et 2 031 objets identifiés.

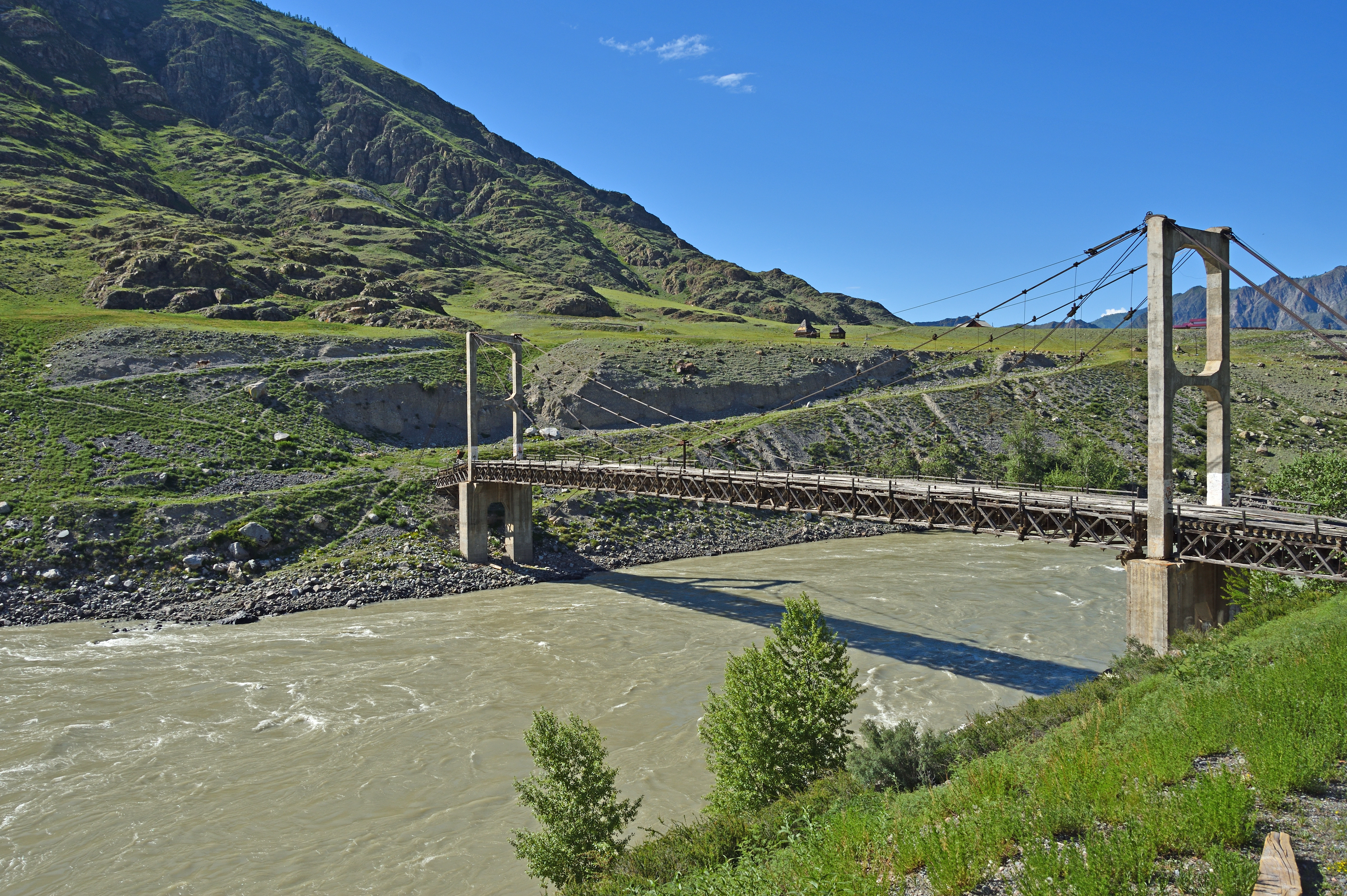
Pont d'Inia, construit pendant l'époque soviétique.

### Symboles
Le drapeau de la république de l'Altaï a été promulgué le 3 mars 1993, et il fut créé par un artiste nommé V. Tchoukouïev. Il possède quatre bandes horizontales, une grande blanche en haute, une petite bleue puis une petite blanche au centre et enfin une grande blanche en bas. Les deux couleurs sont tirées de celui de la fédération de Russie. Le bleu représente le ciel, la montagne, et l'hydrographie de la République tandis que le blanc représente l'éternité et l'harmonie entre les peuples de la région.
Pour l'héraldique, il fut promulgué le 6 octobre 1993, et fut fait par un artiste nommé I. Ortonoulov. L'héraldique possède un cercle bleu avec une bande dorée au centre de cette bande circulaire, représentant le ciel de la République. Au sein de ce cercle, on distingue 3 sommets, représentant le Béloukha, et ainsi la terre. Au centre figure le Kan-kerede, un griffon censé garder la paix et symboliser la paix, le bonheur, la nature chez les Altaïens. En bas du cercle se trouvent des lignes bleues qui représentent la Biïa et la Katoun avec leurs affluents principaux respectifs. Au milieu en bas se trouve un trépied, symbolisant le foyer et par extension la patrie. Sous le trépied, des lignes ondulées apparaissent, qui représentent le lac Teletskoïe.